# Cumani
I cumani, o comani (in ungherese kunok; in turco kipçak; in russo половцы?, polovcy), talvolta chiamati anche polovezi, polovesi o poloviciani, furono una popolazione nomade, nello specifico il ramo occidentale dei kipčaki, parlante una delle lingue turche. Dopo l'invasione mongola del 1237, molti cercarono asilo nel Regno d'Ungheria, dove era già presente una numerosa comunità cumana, mentre altri si distribuirono nel Secondo Impero bulgaro e in Anatolia: anche in tali regioni esistevano già dei gruppi ivi stanziatisi prima dell'invasione.
Legati in maniera stretta ai peceneghi, i cumani si spostavano dalle terre a settentrione del mar Nero e lungo il fiume Volga in una regione divenuta nota come Cumania, fino alle porte del Caucaso e dell'Impero corasmio. I cumani si guadagnarono presto la fama di feroci e formidabili guerrieri nomadi della steppa eurasiatica, tanto da esercitare una certa influenza negli scontri bellici avvenuti nei Balcani.
Poiché svariate comunità erano perlopiù localizzate a ovest del mar Nero, risulta semplice comprendere come esse condizionarono in parte la politica della Rus' di Kiev, del Principato di Galizia-Volinia, del Khanato dell'Orda d'Oro, del Regno di Serbia, della Moldavia, del Regno di Georgia, dell'Impero bizantino, dell'Impero di Nicea, dell'Impero latino di Costantinopoli e della Valacchia: si tenga altresì presente che gli immigrati cumani si integrarono talvolta nell'élite di ognuno dei paesi sopraccitati. Per quanto riguarda la Bulgaria, i cumani giocarono un ruolo di primo piano nel corso della quarta crociata e della fondazione del Secondo Impero. Circa una cinquantina di tribù cumane e kipčaki si unirono politicamente per dare vita a una sorta di confederazione.
In ambito linguistico, l'idioma cumano è attestato in alcuni documenti medievali ed è il più conosciuto delle antiche lingue turche. Il Codex Cumanicus era un manuale scritto in tale idioma per aiutare i missionari cattolici a comunicare con il popolo cumano.

## Denominazioni ed etimologia

### Cumano
Il termine "cumano" appare negli antichi testi romani per indicare una fortezza o una porta. Il naturalista e filosofo Plinio il Vecchio, vissuto nel I secolo d.C., menziona «una fortezza, il cui nome è Cumania, eretta allo scopo di impedire il passaggio delle innumerevoli tribù che si trovavano oltre le Porte del Caucaso» (Derbent o passo di Darial). Il filosofo greco Strabone (morto nel 24 d.C. circa) si riferisce al passo di Darial, noto anche come porta caucasica, parlando di Porta Cumana.
Il significato originale dell'endonimo "cumano" è sconosciuto. Inoltre, spesso non è chiaro se ci si riferisca volutamente o meno ai soli cumani o anche ai kipčaki, in quanto le due tribù spesso vivevano fianco a fianco.
Nelle lingue turche qu, qun, qūn, quman o qoman significa "pallido, giallastro, color crema", "giallo chiaro" o "grigio giallastro". Mentre normalmente si presume che il nome si riferisse al colore dei capelli dei cumani, Imre Baski, un illustre turcologo, opta per altre ipotesi, tra cui:
- Il colore dei cavalli dei Cumani (cioè il tono crema presente nelle razze dell'Asia centrale come l'Akhal-Teke);
- Una tradizionale brocca per l'acqua, noto come quman;
- Un termine turco che sta per "forza" o "potere".[27]

Tenendo presente che l'esonimo ungherese per cumani - cioè Kun, Kunok - veniva riportato come cunus o cuni nelle cronache ed era applicato a nomadi presenti già precedentemente come nel caso dei peceneghi o degli oghuz, lo storico György Györffy ha collegato il sostantivo kun agli Unni: il termine qun, a suo dire, non andrebbe confuso con kun. Tuttavia, István Vásáry ha respinto l'ipotesi di Györffy e ha sostenuto che «la denominazione ungherese per indicare i cumani deve essere fatta risalire a uno dei modi in cui la comunità nomade stessa si definiva, ovvero Qun».

### Cumania
Anche dopo che i Cumani non furono più la potenza dominante nel loro territorio, la gente identificava ancora la regione come Cumania. Il cronista armeno Aitone da Corico si riferiva al Khanato dell'Orda d'Oro come "Comania". Il viaggiatore marocchino Ibn Battuta (1304-1369 circa) scrisse a proposito della Cumania: «Questo deserto è verde ed erboso senza alberi, né colline, alte o basse [...] non c'è modo di viaggiare se non con i carri». Lo storico persiano Hamdallah Mustawfi (1281-1349), affermava che la Cumania avesse un clima rigido e ottime aree idonee alla pastura, cosa che giustificava la presenza costante di bovini e cavalli. Nei suoi viaggi compiuti nel XIV secolo, l'esploratore Jehan de Mandeville diceva della Cumania:

### Polovezi
Nelle lingue slave orientali e in polacco i cumani vengono designati come polovezi o poloviciani (Polovtsy), un termine derivato dalla radice slava * polvъ "pallido; giallo chiaro; biondo". Si dice spesso che Polovtsy o Polovec derivi dallo slavo antico polovŭ (половъ), "giallo chiaro": anche in russo tale termine vuol dire "biondo".  I cumani occidentali, o polovezi, erano sovente chiamati Soročinetses dai Rus', un sostantivo apparentemente legato al turco sary chechle, ossia "dai capelli gialli". Un'etimologia simile potrebbe avere riguardato i Śārī, migrati anch'essi verso ovest però prima dei qun. Tuttavia, secondo O. Suleymenov "polovtsy" potrebbe derivare da una parola slava che sta per "occhi azzurri", cioè il serbo-croato plȃV (пла̑в), "blu". Tuttavia, anche questa parola significa "chiaro, biondo" ed è in effetti affine ai sostantivi sopraccitati: si pensi allo slavo orientale polovŭ, al russo polóvyj (половый) o all'ucraino polovýj (половий). Benché probabilmente vi fossero individui biondi tra i kipčaki, è più credibile a livello antropologico la ricostruzione di chi sostiene, sulla base dei tratti della maggior parte dei popoli turchi, una mescolanza di alcuni caratteri dell'Asia orientale e la presenza di capelli scuri e occhi castani. È stata evidenziata un'ennesima ulteriore etimologia alternativa di Polovtsy: la radice slava * pȍlje "campo" (cfr. in russo póle), che implicherebbe quindi che i polovezi fossero "uomini dediti all'agricoltura" o "uomini della steppa", a differenza dei tatari di Lipka.

### Folban, Vallani, Valwe
Nelle lingue germaniche, i cumani erano chiamati Folban, Vallani o Valwe, tutte definizioni derivate dalla radice proto-germanica * falwa- che significa "pallido" (trasformatosi in inglese in "fallow", maggese). Nel racconto tedesco di Adamo di Brema, come quello di Matteo di Edessa, i cumani erano indicati semplicemente come "i Biondi".

### Kipčaki
Non è noto se il termine kipčaki si riferisse solo ai kipčaki veri e propri o anche, in modo estensivo, ai cumani. Le due tribù alla fine si fusero, vissero insieme e probabilmente si scambiarono armi, cultura e lingue; i cumani comprendevano la metà occidentale della confederazione, mentre i kipčaki e, forse, i qangli (verosimilmente collegati a tre tribù peceneghe conosciute tutte come kangari) comprendevano la sezione orientale. Questa confederazione e la loro convivenza potrebbero aver reso davvero arduo per gli storici il compito di realizzare una narrazione degli eventi precedenti all'unione delle tribù.
L'etimologia popolare dei kipčaki postulava che il termine significasse "albero cavo"; secondo una nota leggenda tramandata da tale tribù, la donna che diede origine alla loro stirpe avrebbe partorito suo figlio all'interno di un albero cavo. Il linguista ungherese Gyula Németh fa notare che il termine siberiano qıpčaq, "arrabbiato, irascibile", è attestato nel solo dialetto siberiano Sağay. Klyashtorny collega kipčaki a qovï, qovuq, "sventurato, sfortunato"; tuttavia Peter Benjamin Golden percepisce una migliore corrispondenza con qïv, "buona sorte" e nel suffisso aggettivale -čāq. Al di là di tutte queste ricostruzioni, Golden sottolinea che la forma e l'etimologia originali dell'etnonimo "rimangono un argomento controverso e oggetto di speculazione".

### Tribù
Le fonti della Rus' di Kiev, quelle mamelucche, ungheresi e cinesi riportano i nomi di molti gruppi tribali cumano-kipčaki: Altun-oba, Arslan-opa, Ay-opa, Badač, Barat ~ Beret ~ Baraq, Baya(w)ut, Burčoğli (R. Burčebiči; Un. Borcsol), B.zângî ~ B.zânrî (<? * Buranlï "tempestoso"), Čağraq ~ Čoğraq ~ Čağraq, Čenegrepa (< Mong. Čengkir "azzurro, bluastro"), Čitey (oğlï) (R. Chitѣyebichi), Čirtan ~ (* Ozur) Čortan (Un. Csertan), Dorut ~ Dörüt ~ Dört, Enčoğlï ~ İlančuglï (Un. Iloncsuk), İt-oba, Qitan-opa, Knn (?) (entrambi corrotti da Köten, R. Kotianъ, Un. Kötöny; o dal nome tribale turco Keyit, che significa "irritare, infastidire"), Küčeba ~ Küčcöba (R. Koučebiči), Küčet, Kor ~ Qor (U. Kór), Qara Börklü, Qay -opa (R. Kaepiči), Qol-oba ~ Qul-oba (R. Kolobiči ~ Kulobiči), Qmngû / Qumanlu, Qonğuroğlı (H. Kongur), Mekrüti ~ Bekrüti ~ Bekürte, Mingüzoğlı, Orunqu (t) (dal mong. Oroŋğu "piccola, gazzella di colore marrone"), Ölberli (ğ) ~ Ölperli (ğ) (Ar. al-b.rlū ~ al-b.rlī, R. Olperliu (ie) ve, Olbѣry, Olübery, Ci. Yuliboli (玉 里伯里), Lt. reges Uilperitorum, dal mg. Ölöbür "malato, infermo" o tu. * Alp-erlü), Ören ~ Uran, Pečeneg, Shanmie gumali (苫 滅 古 麻 里), Tarğïl (R. Targolove), Tarew (R. Tarьevskyi), Terter ~ Teriter-oba (R. Terьterobiči), Toqsoba (R. Toksobiči), Tğ Yšqût (* Tağ Bašqurt?) , Ulašoğlï (R. Ulashebiči; Un. Olás), Urus-oba (R. Ourusoba; dall'endonimo * Aoruša legato agli Alani turchizzati, in greco: Αορσοι), Yimek ~ Yemek (R. Polovtsi Yemiakove), Yete-oba (R. Yetebiči), Yuğur, Moguty, Tatrany, Revugy, Shelübiry, Topchaki (che Baskakov considerava legati ai Čorni Klobuky), Elborili, Kotan, ecc.
Sette di questi - Toqsoba (che significa "bottiglia di cuoio doppio" o "nove clan", legati alle "nove tribù" del Toquz Oghuz), Borcsol (letteralmente "figli del pepe"), Csertan ("picca"), Olás ("unione, federazione"), Kór ~ Kól ("piccolo, pochi"), Iloncsuk ("piccolo serpente") e Koncsog ("pantaloni di pelle") - alla fine si stabilirono in Ungheria.

## Storia

### Origini

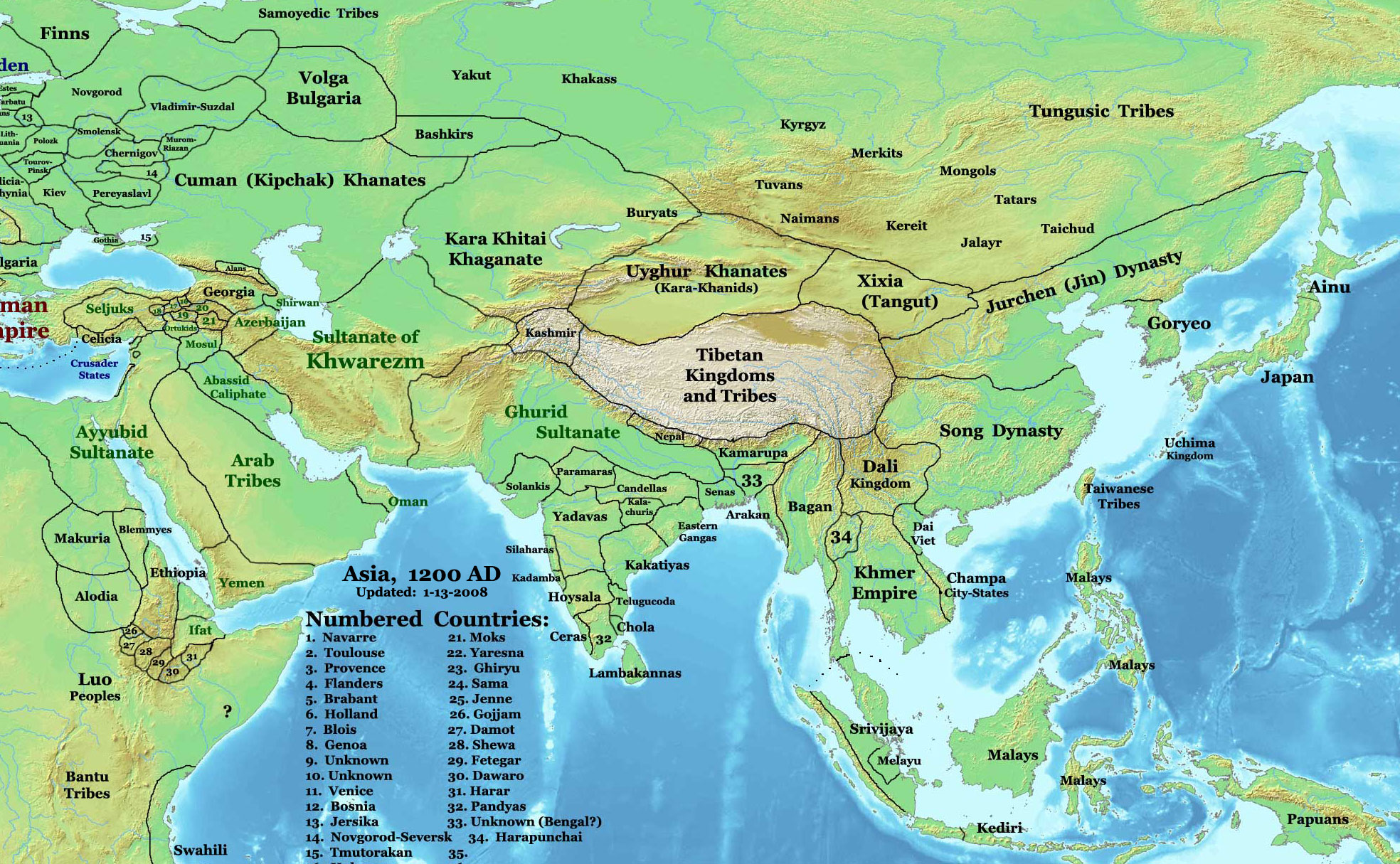
L'Asia nel 1200 circa

Le origini dei Cumani non sono chiare e non esiste una teoria universalmente accettata: proprio per tale ragione, la storiografia appare frammentata.

#### Qun
Gli autori cinesi riferivano di una tribù tiele chiamata 渾 (Mand. Hún (CM * ɦuon), forse una trascrizione o un errore di trascrizione di * Qun, situata a nord del fiume Tuul. Gli scritti del geografo Hasib al-Marwazi (1120 circa) affermano che un popolo turco «Qun» proveniva dai confini della Cina settentrionale - "la terra dei Qitay" (forse giunto in loco dopo aver viaggiato da ancora più a est). Dopo aver lasciato le terre dei kitai, probabilmente a causa dell'espansione degli stessi, i qun entrarono nel territorio del popolo šari, i cui appartenenti furono scacciati dai qun. Marwazi riportava che fossero cristiani nestoriani. Golden ha ipotizzato che questi qun potessero derivare «da quello stesso agglomerato di popoli mongolici da cui provenivano i Qitañ»; tuttavia, lo stesso Golden in scritti successivi si sentiva più propenso a considerare i qun vicini ai turchi. Lo storico siriano Yaqut (1179–1229) menziona i qun nel Dizionario delle contrade, dove osserva che «il sesto iqlim» (clima, l'unità suddivisa adoperata da Yakut per descrivere le varie regioni del mondo) «inizia dove l'ombra del meridiano dell'equinozio è sette, sei decimi e un sesto di un decimo di piede. La sua estremità supera l'inizio di un solo piede. Questa zona include la patria dei qayi, qun, kirghizi, kimaki, a- Tagazgaz, le terre del turcomanni, fārāb e la terra dei cazari». Anche lo storico armeno Matteo di Edessa (morto nel 1144 parlava dei cumani adoperando il termine χarteš, che significa "biondo", "pallido", "chiaro".

#### Relazioni con i kipčaki
Non è possibile stabilire se i cumani abbiano sottomesso i kipčaki, se i śari sconfitti dai kipčaki dovessero essere identificati come Kipchaks, o se rappresentassero semplicemente le comunità occidentali delle tribù di lingua prevalentemente kipčako-turca. I qun e i śari identificati da Czeglédy come yugur gialli furono forse indotti a unirsi ai kimeki o presero il controllo di detta unione e risultarono da loro assorbiti. Di conseguenza, i kipčaki sostituirono gradualmente i kimeki come gruppo dominante nella regione, mentre i qun avevano guadagnato la supremazia sulle tribù più occidentali ed erano divenuti noti come quman (anche se le difficoltà rimangono nel comprendere quando i qun divennero cumani: Qun' + man "i veri qun"?> *qumman > quman?). I kimeki vennero in seguito individuati tra i cumani e i kipčaki come yimek o yemek.
Potapov scrive che:

#### Conquiste
I cumani accedettero alle praterie dell'attuale steppa della Russia meridionale nell'XI secolo d.C. e effettuarono delle scorrerie nell'Impero bizantino, nel Regno d'Ungheria, nel Principato di Perejaslavl e nella Rus' di Kiev. L'ingresso dei cumani nell'area spinse i turchi Oghuz a spostarsi a ovest, evento a cui seguì la marcia dei peceneghi a ovest del fiume Dnepr. Gli attacchi dei cumani e dei rus' contribuirono all'allontanamento degli oghuz dalle steppe a nord del mar Nero. Mahmud da Kashgar affermava nel 1076 che il territorio in mano cumana confinava a est con una città nei pressi di Talas. I cumani penetrarono per la prima volta nel Bugeac (Bessarabia) in un momento imprecisato intorno al 1068-1078, dando luogo a una spedizione congiunta con i peceneghi contro Adrianopoli nel 1078. Nello stesso anno, fu avviata da altre tribù una guerra contro la Rus': la Cronaca degli anni passati riferisce delle attività compiute dagli yemek cumani nella regione della Bulgaria del Volga.

#### Organizzazione politica
Il vasto territorio in mano ai cumani e ai kipčaki era amministrato da unità tribali vagamente collegate che rappresentavano una forza militare dominante ma non erano mai politicamente unite da una potente autorità centrale; i khan agivano infatti di propria iniziativa. Non venne mai stabilito uno Stato in senso proprio, ma si diede invece vita a una confederazione, la quale si estendeva dal Danubio a Taraz, in Kazakistan. Un simile meccanismo dovette verosimilmente continuare a funzionare perché non si affrontarono minacce prolungate prima dell'invasione mongola, sebbene sia possibile affermare che sì, più duratura fu l'esistenza della confederazione, ma ne fu anche accelerato il processo di sfaldamento. Robert Wolff afferma che la disciplina e la coesione permisero ai cumano-kipčaki di conquistare un territorio così vasto. Al-Idrīsī affermava nei suoi scritti che la Cumania prendeva il nome dalla città omonima, riportando: «La città di Khazaria e quella di Kirait distano 25 leghe [circa 40 km]. Da lì a Cumanie, il luogo che ha conferito il nome ai cumani, la distanza è uguale; questa città è anche chiamata Cumania Nera. Da Cumania Nera a Tmutarakan' (MaTlUqa), indicata come Cumania Bianca, si contano 50 leghe [circa 80 km]. Cumania Bianca è un grande centro abitato [...] Infatti, in questa quinta ripartizione della settima sezione rientrano la zona settentrionale della terra di Russia e quella settentrionale della terra di Cumania [...] In questa sesta parte si procederà alla descrizione della terra della Cumania Interna e di parti della terra della Bulgaria».
Secondo il viaggiatore ebreo del XII secolo Petachiah di Ratisbona tale popolazione «non ha re, ma solo principi e famiglie nobili».
I cumani interagirono continuamente con i principati della Rus', la Bulgaria, l'Impero bizantino e gli stati della Valacchia nei Balcani, oltre che con l'Armenia e il Regno di Georgia nel Caucaso e con l'Impero corasmio in Asia centrale. I cumano-kipčaki erano tenuti in grande considerazione nel continente asiatico, soprattutto se si pensa agli stretti legami intrattenuti con la casa reale della Corasmia tramite alleanze coniugali. Per quanto riguarda i commerci, questi venivano intrattenuti sia con le comunità indiane e cinesi che con quelle dell'Europa occidentale, non ultima la città di Venezia. Notevoli risultavano gli interessi commerciali in Crimea, penisola piena di porti e fonte di tributi per i cumani. Una delle principali aree di scambio era l'antica Sudak, che Ibn al-Air considerava la «città del Qifjaq da cui (derivano) i loro beni materiali. Situata sul Mar Khazar, le navi vi giungono portando vesti e schiavi, pellame». Per via del loro predominio politico, la lingua cumana divenne una delle più parlate della regione [a cavallo tra Europa orientale e Asia centrale]. Infatti, tale idioma fu adottato dagli ebrei caraiti e le comunità armene di Crimea (che produssero molti documenti scritti in kipchak con l'alfabeto armeno), alcuni dei quali sono stati conservati per secoli fino ai giorni nostri.

### Battaglie nella Rus' di Kiev e nei Balcani

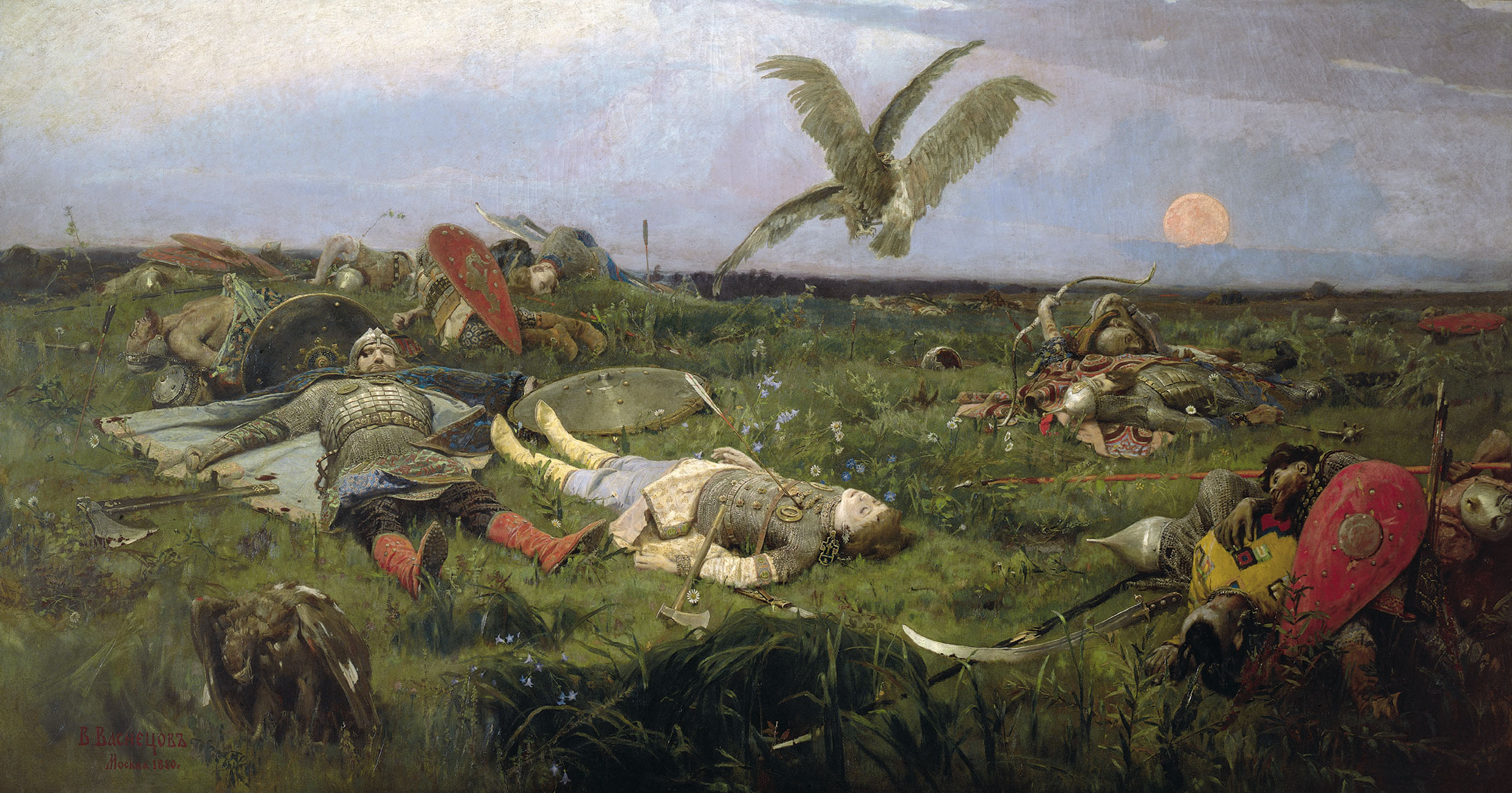
Dopo la battaglia del Principe Igor con i Poloviciani, tela di Viktor Vasnetsov

I cumani si interfacciarono per la prima volta con i rus' nel 1055, quando avanzarono verso il principato di Perejaslavl, ma il sovrano di allora, Vsevolod, raggiunse un accordo con loro evitando così uno scontro militare. Nel 1061, tuttavia, i cumani, guidati da un certo Sokal, invasero e devastarono le terre oggi situate nell'odierna Ucraina centro-settentrionale; tale evento scatenò un conflitto che sarebbe durato per 175 anni. Nel 1068 nella battaglia del fiume Alta, i cumani sconfissero gli eserciti dei tre figli di Jaroslav il Saggio, il Gran Principe Izjaslav I, il principe Svjatoslav di Černihiv e il principe Vsevolod di Perejaslavl. La vittoria dei cumani li spinse a invadere nuovamente e ripetutamente la Rus' di Kiev, in cui era facile effettuare razzie e fare prigionieri, i quali venivano fatti schiavi o venduti nei mercati del sud. Le regioni più vulnerabili erano nello specifico il Principato di Perejaslavl, quello di Novgorod-Seversk e quello di Černihiv.
I cumani inizialmente riuscirono a sconfiggere il Gran Principe Vladimir II Monomaco della Rus' di Kiev nel 1093 nella battaglia del fiume Stuhna, ma non prevalsero contro le forze combinate dei principati Rus' guidati da Monomaco e furono costretti a ritirarsi a nord del Caucaso. In queste battaglie, alcuni gruppi peceneghi e oghuz si unirono ai cumani e furono incorporati nel sistema di guardia di frontiera a ridosso della Rus'. Il khan Boniak scagliò delle invasioni a Kiev nel 1096, 1097, 1105 e 1107: nella prima occasione, Boniak riuscì a incendiare il palazzo principesco di Berestove, oltre che il Monastero delle grotte di Kiev; nell'ultima, Boniak venne sbaragliato vicino a Lubny nel 1107 dalle forze dei principi della Rus' di Kiev. Il condottiero cumano si riprese e concentrò le sue attenzioni sull'esercito ungherese guidato da Colomanno nel 1099, impossessandosi infine del tesoro reale. Nel 1109, Vladimir II Monomaco effettuò un'ulteriore incursione contro i cumani e catturò «1000 tende». Nel 1111, 1113 e 1116 seguirono ulteriori rappresaglie contro i cumani che portarono alla liberazione e all'incorporazione di altre tribù peceneghe e oghuz.
Nello stesso periodo, i cumani si spinsero verso l'Impero bizantino e nella Bulgaria del Volga. Quest'ultima regione fu nuovamente attaccata più tardi dal khan Ayepa, suocero del Gran Principe di Kiev Jurij Dolgorukij, forse su istigazione di lui. I bulgari del Volga a loro volta avvelenarono Ayepa «e gli altri principi, causando la morte di tutti» e, nel 1089, Ladislao I d'Ungheria sconfisse i cumani non appena attaccarono il Regno. A due anni di distanza, i peceneghi, una popolazione turca semi-nomade delle praterie dell'Eurasia sudoccidentale, furono definitivamente sconfitti come forza indipendente nella battaglia di Levounion dalle armate combinate bizantine, dirette dall'imperatore Alessio I Comneno, e un esercito cumano sotto gli ordini di Togortok/Tugorkan e Boniak. Attaccati di nuovo nel 1094 dai cumani, molti peceneghi persero la vita, comportando la scelta da parte di alcuni gruppi di trovare rifugio in Ungheria come avrebbero fatto gli stessi cumani qualche decennio dopo. Nel 1091-1092 i cumani diretti da Kopulch invasero la Transilvania e l'Ungheria, spostandosi nel Bihor e giungendo fino ai fiumi Tibisco e Timiș. Il bottino di guerra composto da merci e prigionieri fu diviso in tre gruppi, ma presto gli attaccanti subirono gli attacchi vittoriosi lanciati dal re Ladislao I.

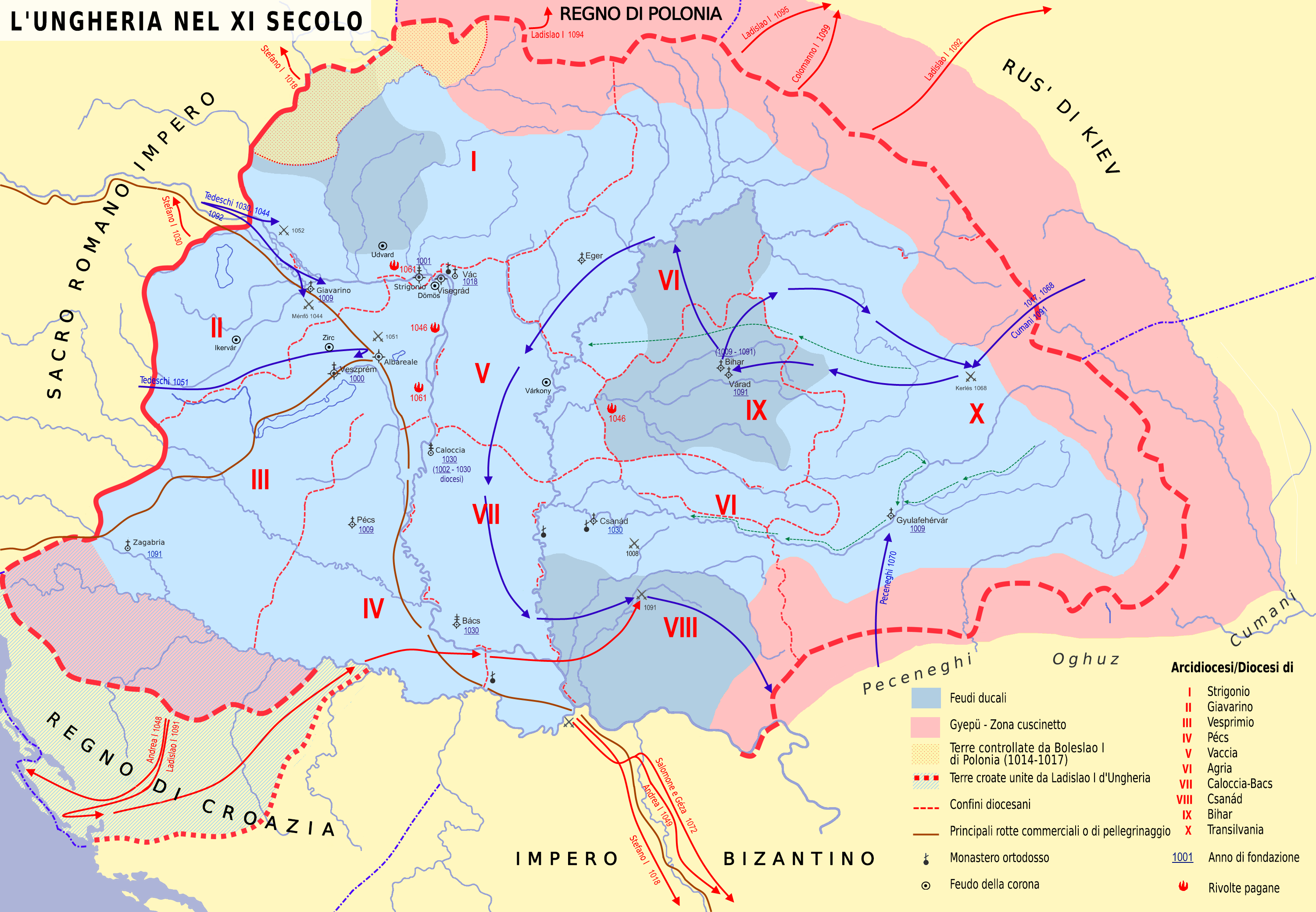
I peceneghi e i cumani aggredirono l'Ungheria nell'XI secolo

Nel 1092, i cumani ripresero le loro incursioni contro i rus' e si spinsero anche verso il Regno di Polonia: difficile credere che abbiano interagito con comunità posizionate a latitudini superiori come i lituani. Nel 1094-1095 i cumani sotto il comando di Tugorkan, a sostegno del pretendente bizantino in esilio, Costantino Diogene, come pretesto per eseguire un saccheggio, invasero i Balcani e conquistarono la provincia di Paristrion, a nord della Tracia. I cumani avanzarono a quel punto fino ad Adrianopoli e Anchialos senza riuscire a sottometterle. Negli anni seguenti, quando i cavalieri della prima crociata stavano attraversando l'impero, Bisanzio offrì ai cumani titoli e doni di prestigio per placarli, cosa che riuscì a preservare buoni rapporti in seguito. Nel 1097-1099, Sviatopolk II di Kiev chiese aiuto ai cumani contro re Colomanno I d'Ungheria, coinvolto in una faida con Volodar Rostislavič, principe di Przemyśl. Colomanno e il suo esercito attraversarono i Carpazi e assediarono Przemyśl, spingendo David Igorevič, un alleato del sopraccitato Volodar, a convincere i cumani sotto khan Boniak e Altunopa ad attaccare i magiari. Questi ultimi subirono una cocente sconfitta, tanto che la Cronaca illuminata afferma: «Raramente gli ungheresi subirono un tale massacro come in questa battaglia». Nel 1104 i cumani si allearono con il principe Volodar, mentre due anni dopo avanzarono nel Principato di Volinia, venendo però respinti da Svjatopolk II. Nel 1114, si scelse di dare luogo a un'ennesima invasione, passando dalla pianura rumena occidentale nei Balcani bizantini: dieci anni dopo accadde la stessa cosa. Nel 1135, i cumani invasero nuovamente il Regno di Polonia. Durante la seconda e la terza crociata, nel 1147 e 1189, gli europei dovettero scontrarsi con i cumani, alleati della dinastia Asen del Secondo Impero bulgaro, o al servizio dei romei. Nel frattempo, alcune tribù si stanziarono nel Regno di Georgia e accettarono la fede cristiana. Alcuni membri di esse finirono presto per ricoprire posizioni di rilievo, contribuendo ad assistere i georgiani nelle guerre contro gli aggressivi selgiuchidi: più o meno a cavallo del XIII secolo, la Georgia visse il periodo di maggiore splendore divenendo la potenza incontrastata della regione: i kipčaki del posto venivano indicati come naqivchaqari. Dopo la morte di Monomaco nel 1125, i cumani tornarono nella steppa lungo i confini della Rus' e i combattimenti ripresero nel 1128. Fonti della Rus' sostengono che Sevinch, figlio del khan Boniak, espresse il desiderio di infilzare la sua spada «nel cancello d'oro di Kiev», come aveva fatto suo padre prima di lui.

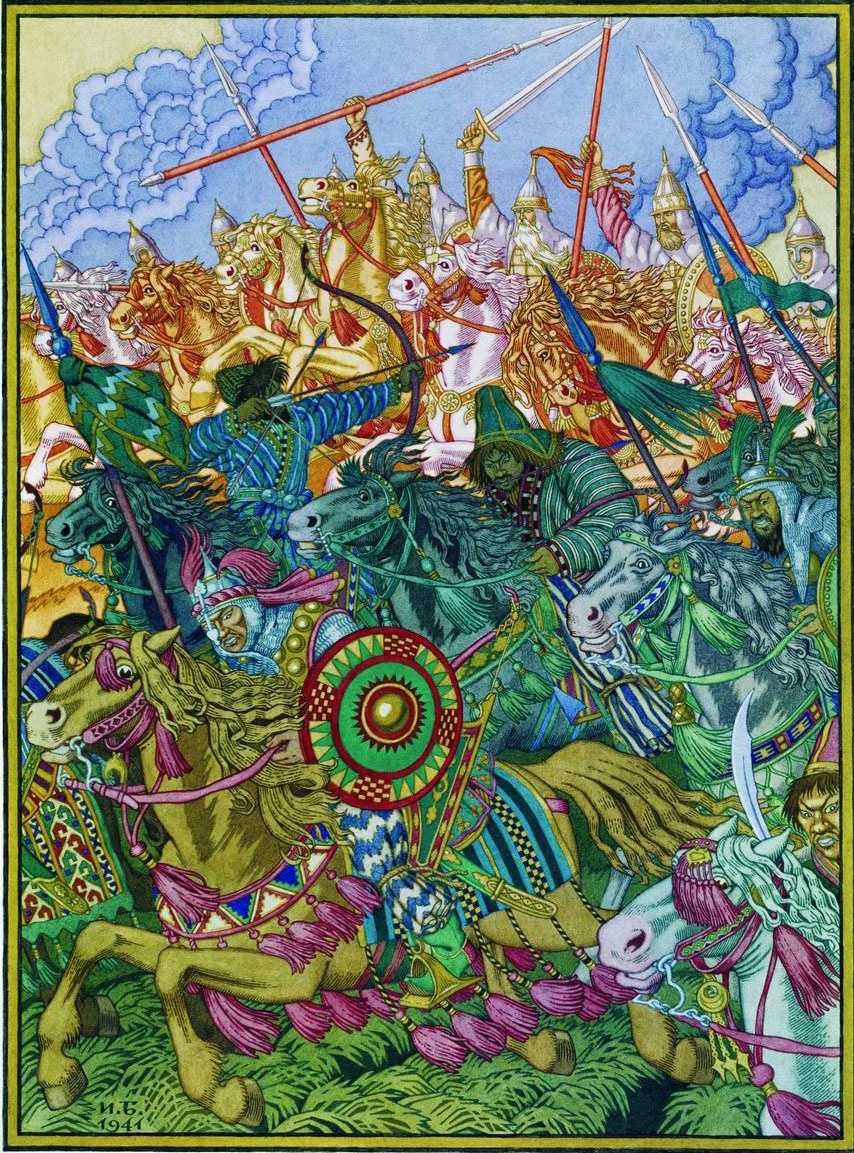
L'illustrazione di Ivan Bilibin nel Canto della schiera di Igor' mostra i cumani impegnati nel combattimento contro i rus'

Il 20 marzo 1155, il principe Gleb Jur'evič espugnò Kiev con l'aiuto di un'armata cumana diretta da Chemgura. Nel 1160 le incursioni dei cumani nella Rus' divennero ormai una consuetudine nell'arco dei dodici mesi. Tali assalti misero sotto pressione la Rus' e condizionarono le rotte commerciali verso il mar Nero e Costantinopoli: una fase di stallo si ebbe tra il 1166 e il 1169, quando il gran principe Andrea Bogoljubskij, figlio della primogenita del khan Ayepa, eseguì un devastante sacco di Kiev nel 1169 e insediò Gleb come suo fantoccio. Questi mise di guardia in città i «selvaggi» kipčaki, così come degli oroghuz e dei berendei. In seguito, i sovrani del Principato di Černihiv tentarono di impiegare l'esercito del khan Konček contro la Rus' di Kiev e Suzdal'. L'alleanza tra Černihiv e i cumani andò incontro a un'importante battuta d'arresto nel 1180, quando durante una battaglia Elrut, il fratello di Konček, morì. Nel 1177, un esercito cumano alleatosi con Rjazan' saccheggiò sei città che appartenevano ai berendei e ai torkil. Nel 1183, i rus' surclassarono un grande esercito cumano e catturarono il khan Kobiak (Kobek) così come i suoi figli e altri uomini di corte; successivamente Konček, un altro khan, avviò i negoziati per liberarlo.
Come suo figlio Köten, attivo prima dell'invasione mongola, Konček riuscì a creare una forza più coesa unendo vari gruppi di kipčaki, in particolare quelle situate ai due estremi geografici dei suoi possedimenti. Il nuovo signore rimpiazzò altresì il vecchio sistema di governo in base al quale a comandare doveva essere il capotribù più anziano, trasmettendo il potere a suo figlio Koten. Igor Svjatoslavič, sovrano del Principato di Novgorod-Seversk, attaccò i cumani nelle vicinanze del fiume Kayala nel 1185 senza successo; questa battaglia funse da ispirazione per il poema epico della rus' intitolato Canto della schiera di Igor' e per il lavoro di Alexander Borodin Il principe Igor'. La serie pressoché infinita di attacchi e contrattacchi tra le due fazioni indica che entrambe raramente, se non mai, furono in grado di raggiungere l'unità necessaria per sferrare un colpo fatale. Gli attacchi cumani alla Rus' finivano spesso per avere delle conseguenze nelle zone caucasiche e danubiane, esposte agli assalti di chi credeva fosse quello il momento adatto per colpire.
Nei Balcani, i cumani risultavano in contatto con tutte le alte sfere. Essi combattevano con il Regno d'Ungheria, alleato con il Secondo Impero bulgaro e godevano di una certa fama in tema di abilità negli scontri; altre comunità stanziatesi in Valacchia imbracciavano le armi a scapito dell'Impero bizantino. Una variante della più antica cronaca turca, Oghuzname (Il racconto del khan degli oghuz), racconta che i cumani si scontravano con i magiari, i rus', i rumeni (Ulak) e i baschiri che si erano rifiutati di sottomettersi alla loro autorità.

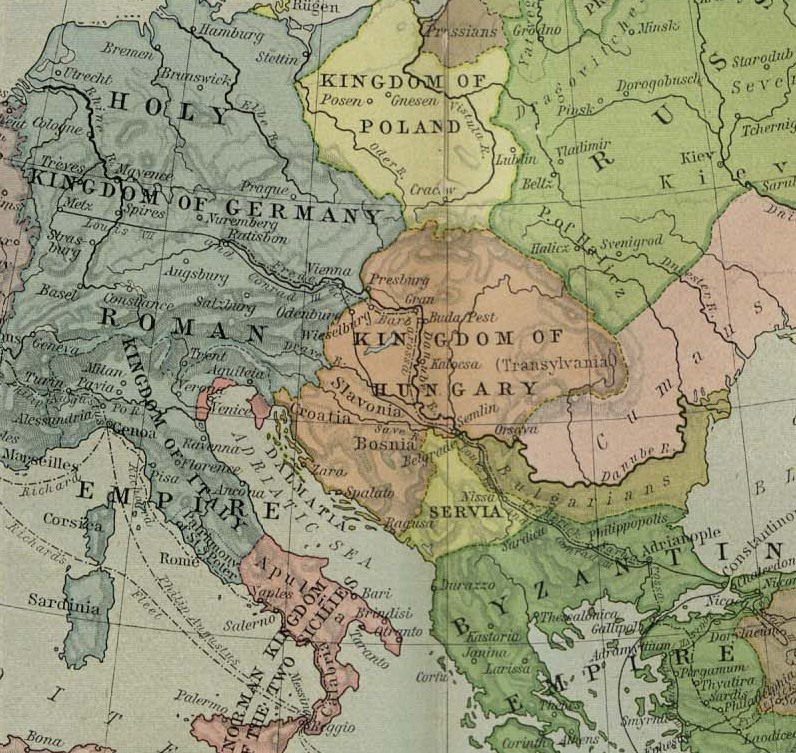
Europa centrale, meridionale e orientale, 1190

Nella veste di collaboratori dei bulgari e dei valacchi, si ritiene che i cumani abbiano svolto un ruolo significativo nella rivolta guidata dai fratelli Asen e Pietro di Tărnovo, che portò alla vittoria su Bisanzio e alla restaurazione dell'indipendenza della Bulgaria nel 1185. István Vásáry afferma che senza la partecipazione attiva della popolazione originaria dell'Asia centrale, i ribelli valacchi e bulgari non avrebbero mai potuto prevalere sui romei e, infine, senza il supporto militare dei cumani, il processo di restaurazione bulgara non avrebbe mai potuto essere realizzato. La creazione del Secondo Impero bulgaro nel 1185 comportò cambiamenti fondamentali nella sfera geopolitica ed etnica dei Balcani, anche per via dei cumani. A fianco dell'imperatore Kalojan nelle guerre contro i latini, nel 1205, quando avvenne la battaglia di Adrianopoli (1205), 14 000 cavalieri leggeri cumani contribuirono alla schiacciante vittoria sugli avversari. Le truppe cumane continuarono a essere assunte per tutto il XIII e XIV secolo sia dai bulgari che dai bizantini.
I cumani che rimasero a est e a sud dei Carpazi fondarono una contea chiamata Cumania, divenuta col tempo una caotica zona di scontri in un'area che comprendeva una parte delle odierne Moldavia e Romania. I re ungheresi rivendicarono la supremazia sulla Cumania (tra i nove titoli dei re ungheresi delle dinastie Arpadi e Angiò figurava rex Cumaniae) ma pochi, se non nessuno, dei capi cumani riconobbero la loro signoria, rendendo pertanto rex Cumaniae un mero titolo allegorico.

### Invasioni mongole

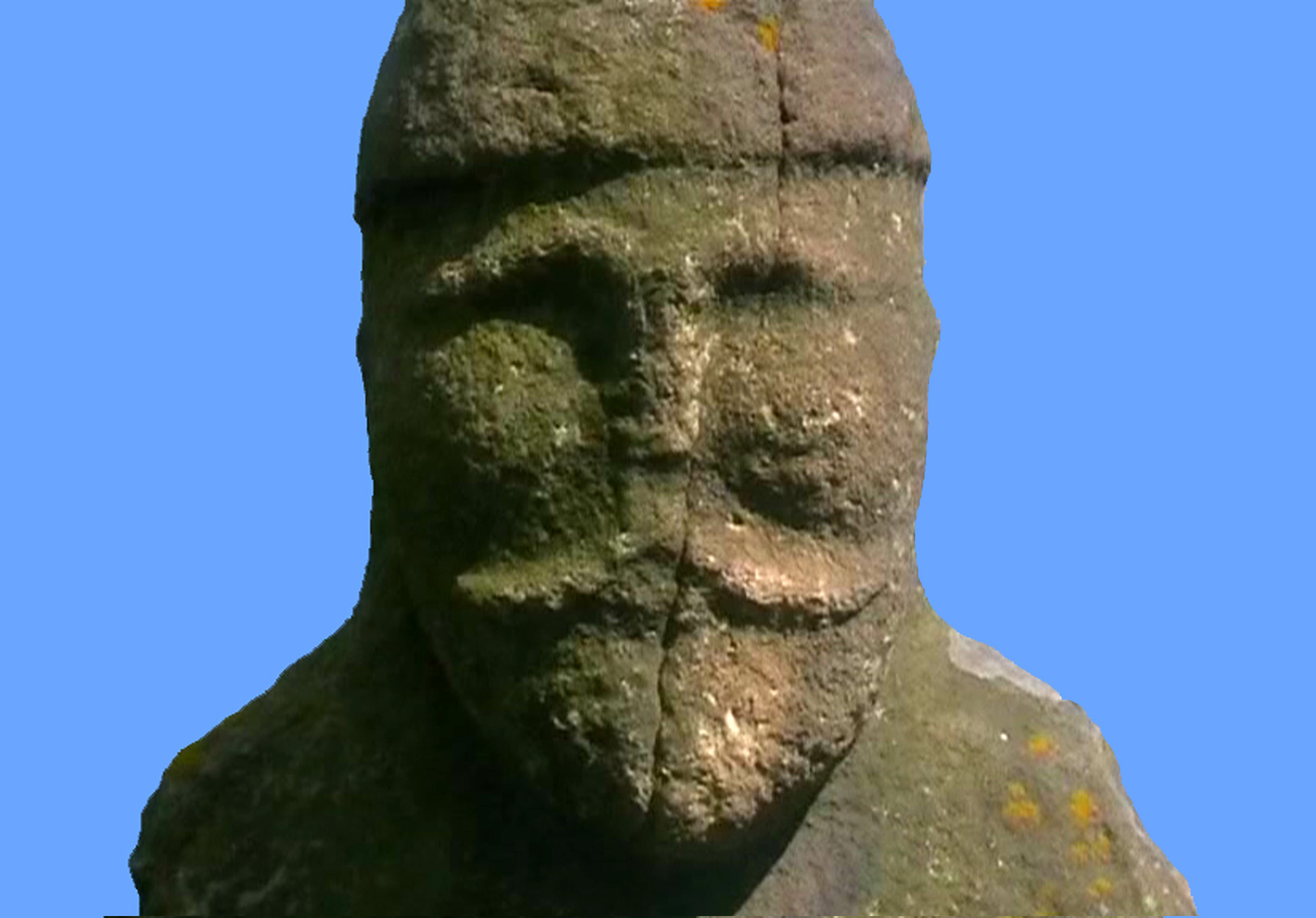
Statua in stile cumano, XII secolo, Luhans'k

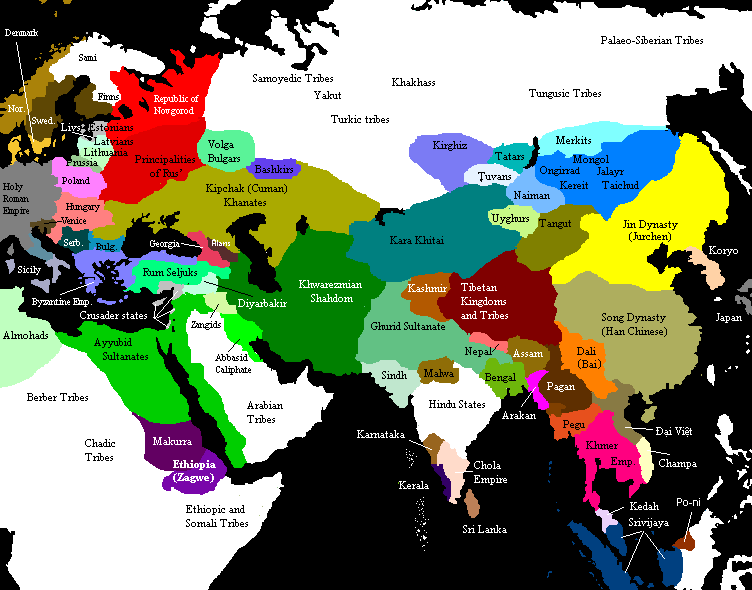
L'Eurasia prima delle invasioni mongole

Le conquiste di Gengis Khan

Come la maggior parte degli altri popoli dell'Europa orientale medievale, i cumani dovettero confrontarsi con l'inesorabile avanzamento dei mongoli guidati da Jebe e Subedei. Gli asiatici attraversarono le montagne del Caucaso all'inseguimento di Muhammad II, lo scià della dinastia Khwarezmid, e incontrarono e poi sconfissero i cumani nella Subcaucasia nel 1220. I khan cumani Danylo Kobiakovyč e Yurii Konchakovyč perirono in battaglia, mentre gli altri gruppi, quelli comandati da Khan Köten, riuscirono a ottenere aiuto dai principi della Rus'.
Mentre i mongoli si avvicinavano alla Russia, il khan Köten fuggì alla corte di suo genero, il principe Mstislav Mstislavič di Galizia, dove fece «numerosi regali: cavalli, cammelli, bufali e ragazze. E presentò loro questi doni, dicendo quanto segue: "Oggi i mongoli hanno portato via la nostra terra e domani verranno e porteranno via la tua"». I cumani furono tuttavia ignorati per quasi un anno, poiché i rus' avevano patito per decenni le loro incursioni. Quando però giunse a Kiev la notizia che i mongoli stavano marciando lungo il fiume Dnestr, non si poté soprassedere sulle richieste di soccorso. Mstislav l'Audace organizzò quindi un consiglio di guerra a Kiev, al quale parteciparono Mstislav Romanovič, il principe Jurij II di Vladimir e Mstislav Svjatoslavič di Černihiv. I sovrani promisero sostegno ai cumani fedeli a Köten e diedero vita a un patto di assistenza: si prevedeva di spostarsi congiuntamente a est per spazzare via ogni singolo mongolo trovato sulla strada. Concordato un punto d'incontro, ci si mosse per radunare un esercito, il cui numero di unità raggiunse abbastanza presto gli 80 000 uomini. Quando le truppe raggiunsero Perejaslavl, queste furono accolte da un inviato mongolo che cercò di convincerle a non combattere: benché fosse stato effettuato anche un ulteriore tentativo diplomatico volto a evitare gli scontri, l'armata congiunta non si fermò, attraversò il fiume Dnepr e marciò verso est per nove giorni all'inseguimento di un piccolo contingente mongolo, inconsapevolmente spronata da una falsa ritirata. La battaglia più importante ebbe luogo vicino al fiume Kalka nel 1223. A causa della confusione e di alcuni errori strategici, le efficaci tattiche militari e le qualità di combattimento dei mongoli prevalsero: in preda al caos, i rus' non riuscirono a riorganizzarsi e furono annientati, mentre i cumani furono in grado di eludere la furia degli avversari. Il territorio controllato da Brodnics, un condottiero valacco con cui pare i cumani fossero alleati, si estendeva nelle parti inferiori del fiume Prut, nella moderna Romania e Moldavia. Durante la seconda invasione mongola dell'Europa orientale avvenuta nel 1237-1240 e a seguito delle numerose perdite riportate nelle lotte o nelle incursioni, vari gruppi di cumani andarono a vivere con i bulgari del Volga, i quali non erano stati ancora attaccati.
Istvan Vassary afferma che dopo la conquista mongola «iniziò una migrazione su larga scala verso ovest dei cumani»: alcuni di essi si trasferirono anche in Anatolia, Kazakistan e Turkmenistan. Nell'estate del 1237 giunsero i primi sfollati in Bulgaria: una volta attraversato il Danubio, lo zar Ivan Asen II non riuscì stavolta a tenerli indietro, come aveva spesso potuto fare in precedenza; l'unica possibilità che gli rimaneva era a quel punto consentirgli di marciare attraverso la Bulgaria in direzione sud. Questi procedettero attraverso la Tracia fino ad Adrianopoli e Didymoteicho, saccheggiando e devastando le città e le campagne lungo la strada proprio come avvenuto nei decenni precedenti. L'intera Tracia divenne, come la definisce Giorgio Acropolite, un «deserto abitato da Sciti».
Un attacco diretto alla Cumania avvenne solo nel 1238-1239 e incontrò una seria resistenza da parte di vari khan locali: il colpo finale fu assestato nel 1241, quando le steppe del Ponto passarono in mano agli assalitori mongoli e la confederazione cumano-kipčaka cessò di esistere come entità politica: le restanti tribù si dispersero divenendo o sudditi dei conquistatori, ai quali si mescolarono, come parte di quelle che sarebbero diventate note come Orda d'Oro (Khanato kipčako) e l'Orda Nogai, o fuggendo a ovest nell'Impero bizantino, nel Secondo Impero Bulgaro e nel Regno d'Ungheria, dove si integrarono nell'élite e riuscirono in taluni casi a ricoprire addirittura il ruolo di sovrani e nobili con svariati privilegi. Altri prigionieri cumani furono venduti come schiavi, perlopiù ai mamelucchi in Egitto, ma tra chi scelse di recarsi di propria spontanea volontà nel Nordafrica figurano uomini che avrebbero raggiunto il grado di sultano o avrebbero detenuto il ruolo di autorità regionale in qualità di emiri o bey. Alcuni dei mamelucchi guidati dal sultano Baybars avrebbero combattuto di nuovo i mongoli sconfiggendoli nella battaglia di Ayn Jalut e in quella di Elbistan.
Un gruppo di cumani guidato da due capi di nome Jonas e Saronius, il primo dei quali era di rango più alto, fece il suo ingresso nell'Impero latino di Costantinopoli senza combattere intorno al 1240, probabilmente fuggendo anch'esso dagli assalitori asiatici. Saronius, riportato da Alberico delle Tre Fontane, è probabilmente frutto di una corruzione del nome cumano Sïčgan, che significa "topo"; è noto che assistette l'imperatore Baldovino II nella conquista di Tzurullon a scapito di Nicea in quell'anno. L'anno successivo, le figlie convertitesi al cristianesimo di Saronius sposarono due dei principali nobili dell'impero, Baldovino di Hainaut e Guglielmo di Meri, mentre la figlia di Jonas sposò Narjot de Toucy, il quale aveva operato come reggente dell'impero quando Baldovino era impegnato altrove. Quando Narjot morì nel 1241, sua moglie divenne suora. Jonas morì quello stesso anno e fu sepolto in un tumulo fuori Costantinopoli a seguito di una cerimonia pagana: secondo Aubrey, furono sacrificati al funerale otto guerrieri volontari e ventisei cavalli.

### Stanziamento nella grande pianura ungherese

I cumani giungono in Ungheria

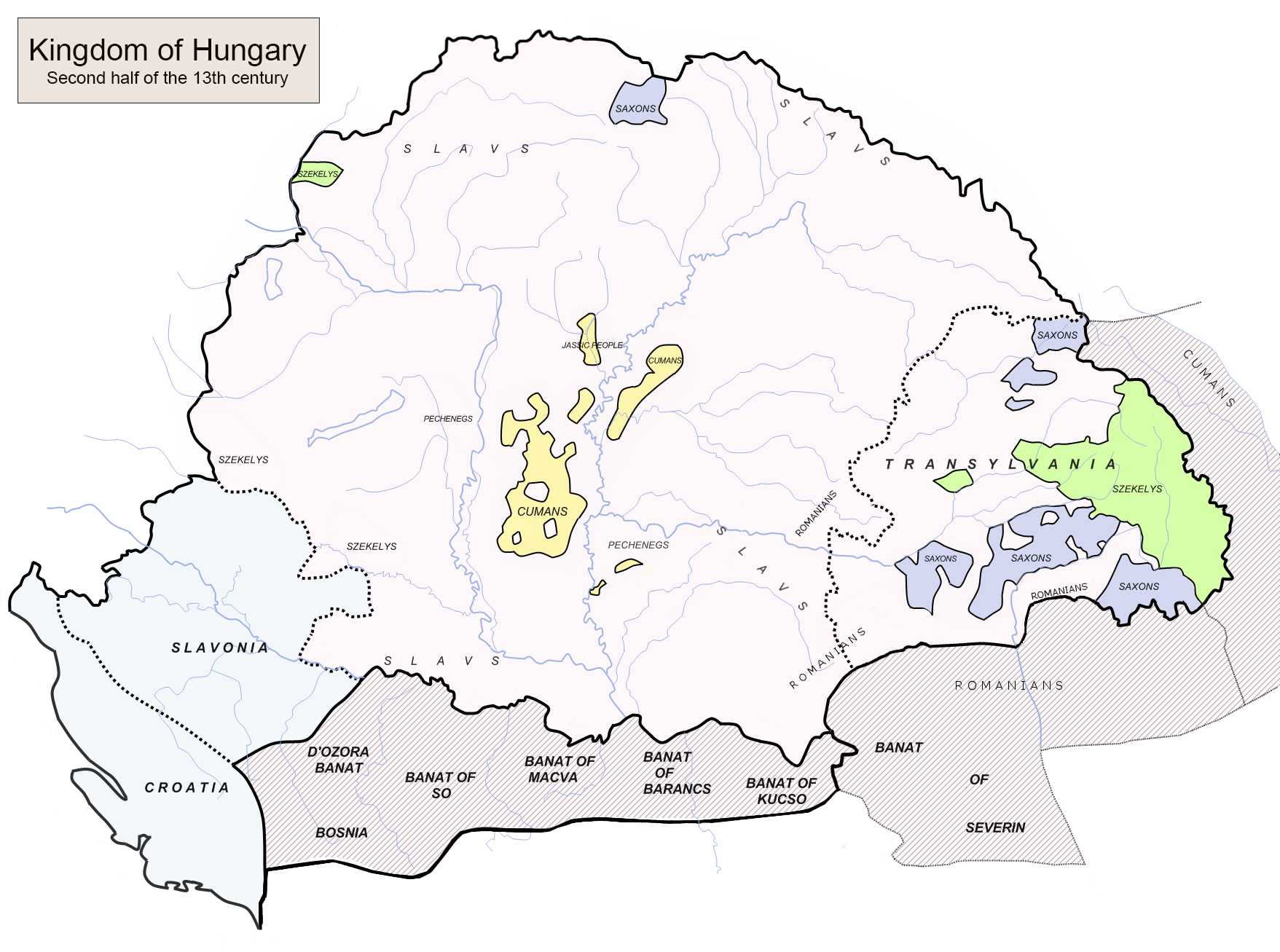
Regno d'Ungheria, XIII secolo

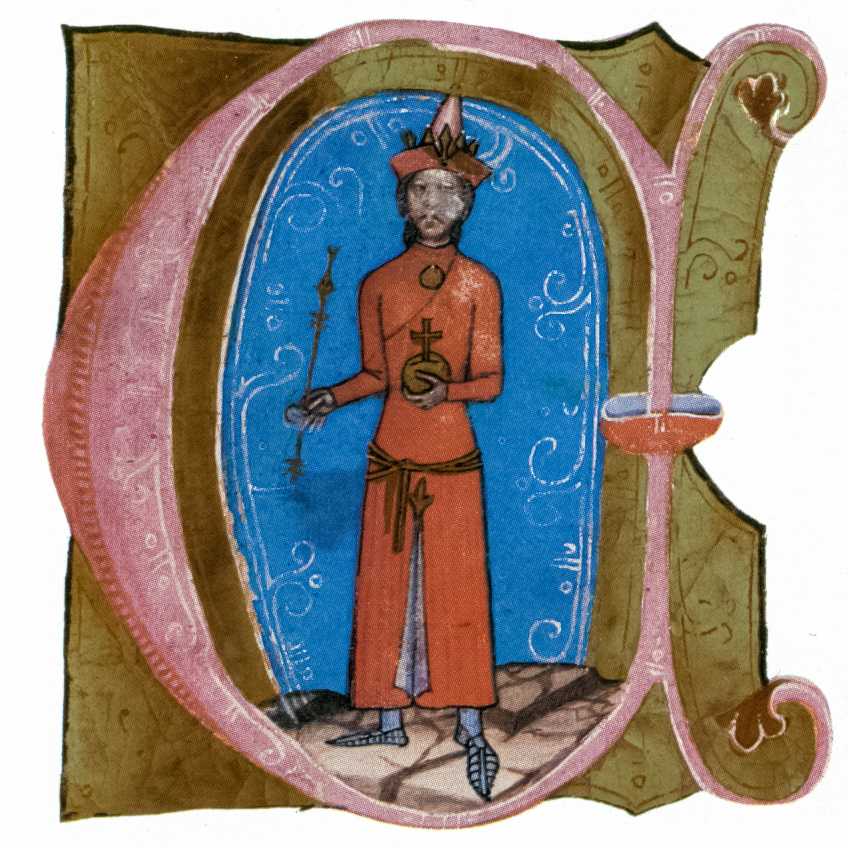
Re Ladislao IV d'Ungheria. Sua madre, Elisabetta dei Cumani, era la figlia di un capo cumano

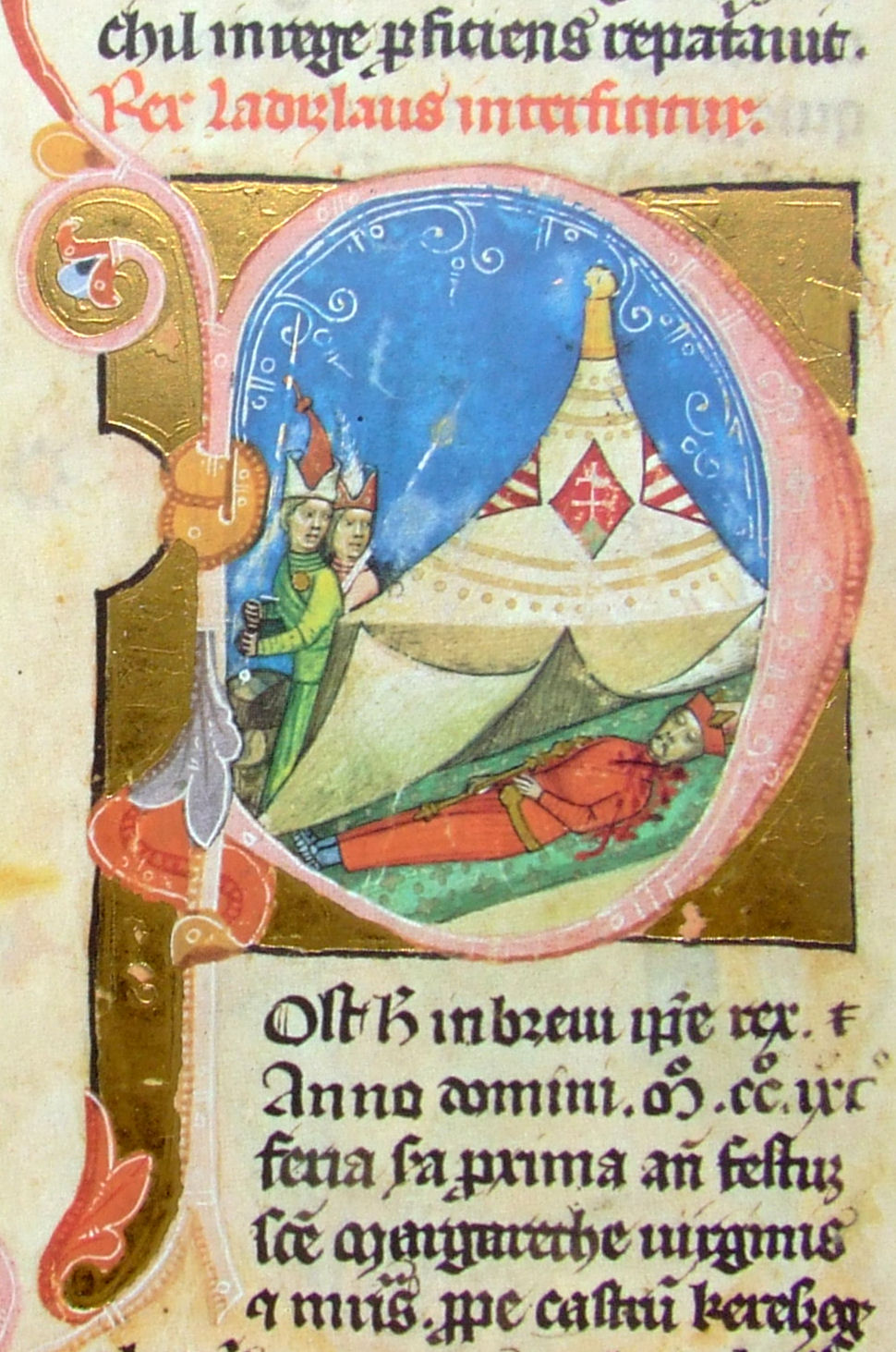
Assassini cumani uccidono Ladislao a Körösszeg il 10 luglio 1290

Il re Andrea II d'Ungheria concesse la regione del Burzenland ai cavalieri teutonici nel 1211, allo scopo di garantire la sicurezza dei confini sud-orientali del suo regno contro i cumani. L'ordine religioso cavalleresco diede vita a una campagna contro la popolazione di origine asiatica in nome del re Andrea negli anni 1221–1225. Tuttavia, i cavalieri teutonici non riuscirono a sconfiggere i cumani e decisero di stabilirsi altrove nel continente europeo per dare poi vita allo Stato monastico. Nel 1238, dopo gli attacchi mongoli alla Cumania, il re Béla IV d'Ungheria offrì rifugio al resto del popolo nomade sotto il loro khan Köten, che a sua volta promise di convertire le 40 000 famiglie al suo seguito al cristianesimo. Béla sperava di utilizzare i nuovi sudditi come truppe ausiliarie contro i mongoli, che stavano già minacciando l'Ungheria: ai cumani si unirono i jasz, di origine iraniana. Il mongolo Batu Khan ordinò a quel punto a Béla di smettere di offrire rifugio ai cumani ed emise un ultimatum, ricordando al magiaro che mentre i nomadi potevano facilmente scappare, in quanto abili cavalieri, non era invece così per gli ungheresi, che abitavano in uno stato sedentario e non potevano vantare un simile lusso. Béla rifiutò di cedere al ricatto di Batu.
Intorno al dicembre 1240, giunse la notizia che i mongoli stavano avanzando verso l'Ungheria. Béla decise quindi di realizzare delle fortificazioni sui Carpazi, dopodiché tornò a Buda e convocò un consiglio di guerra. Tuttavia, anziché coalizzarsi contro gli aggressori, molti dei baroni dimostrarono le loro ostilità nei confronti dei cumani: a loro dire, tra i mongoli figuravano dei kipčaki, ma veniva ignorato il fatto che questi erano stati arruolati con la forza e non ricoprirono mai dal principio ruoli di rilievo nell'organizzazione militare. I baroni nutrivano particolare risentimento verso Köten, nonostante i mongoli avessero attaccato il suo popolo da quasi 20 anni. In una siffatta situazione Béla si trovò costretto a prendere posizione: sentendo di dover mostrare la sua forza e tenere dalla sua parte i nobili ribelli, ordinò che Köten fosse rinchiuso nel suo alloggio. Un simile atteggiamento non placò l'aristocrazia locale, avendo anzi l'effetto controproducente di indebolire la posizione del sovrano. A essere scontenti di una simile decisione erano anche i cumani, i quali ritenevano di non essere passibili di alcuna accusa e di essere ostili ai soli mongoli. Il 10 marzo giunse la notizia che gli asiatici stessero colpendo i presidi magari ai passi dei Carpazi: il sovrano ungherese inviò una lettera al duca Federico II di Babenberg in cui chiedeva aiuto: l'austriaco aveva avanzato in passato pretese sul trono di Buda, ma Béla minacciò Federico radunando un vasto esercito e marciando alle porte di Vienna, costringendolo a rinunciare alle sue mire. Il 14 marzo arrivò la notizia che le difese dei Carpazi erano state perdute: paradossalmente, coloro che si dimostravano più propensi a combattere subito erano proprio i cumani, desiderosi di fare ritorno nelle steppe care ai loro avi. Béla perse a quel punto il controllo del suo esercito e molte città furono distrutte in un breve lasso di tempo. Poco dopo nella regione si recò Federico, il quale mirava a sfruttare la debolezza interna del paese, mentre i cumani decisero, di loro iniziativa, di spingersi contro i mongoli.
Dopo essere andati incontro a una serie notevole di sconfitte e a un passo dal collasso, gli ungheresi si impegnarono in una lotta contro i cumani, nonostante i loro sforzi per respingere gli assalitori. Alcuni baroni si recarono nei pressi della residenza di Köten con l'intento di ucciderlo, credendo così di placare i mongoli, forse credendo che i kipčaki fossero spie al loro servizio. L'assassinio di Köten avvenne a Pest il 17 marzo 1241. Quando la notizia di una simile rappresaglia raggiunse i campi di battaglia dove erano impegnati i cumani, la reazione di esplosiva: per vendicarsi di questa vittimizzazione, fu massacrato un vasto numero di ungheresi, prima di partire poi per i Balcani e il Secondo Impero bulgaro. Secondo Grumeza e Finch, le repressioni subite in Ungheria furono "pari a quelle che l'Europa aveva vissuto da quando cominciarono le incursioni mongole".
Con la partenza della sua unica forza militare alleata oltre che della più efficiente e affidabile, l'Ungheria si trovò inesorabilmente esposta a ogni genere di assalto, tanto che un mese dopo i mongoli devastarono una lunghissima serie di insediamenti. Dopo l'invasione, il re Béla IV, privo di risorse e dell'appoggio dei suoi sudditi dopo la confisca del suo tesoro e la perdita di tre delle regioni geografiche situate a ridosso del confine, pregò i cumani di fare ritorno in Ungheria e aiutarli nella ricostruzione del paese. In cambio del servizio militare, Béla sollecitò i cumani a stabilirsi nelle aree della grande pianura tra i fiumi Danubio e Tibisco; tale regione era diventata quasi disabitata a seguito dei conflitti scatenatisi nel 1241-1242. Le tribù cumane successivamente si sparpagliarono in tutta la grande pianura ungherese, creando due regioni che incorporavano il nome Cumania (in ungherese Kunság): la Grande Cumania (Nagykunság) e la Piccola Cumania (Kiskunság). Sei di queste tribù erano costituite dai borchol (Borscol), recatisi nella contea di Temes e influenti in passato sia nella Rus' che negli stessi anni nell'Orda d'Oro (il riferimento alla tribù è Burcoylu) Gli csertan e gli iloncsuk andarono nella Piccola Cumania, gli olas nella Grande, i kor e il sesto gruppo, forse composto dai koncsog, nella contea di Csanád.

Stemma storico del Kunság, la regione dove si stabilirono i cumani in Ungheria e suddivisa in Piccola e Grande Cumania

Quando i cumani rifecero capolino nel regno, la nobiltà ungherese sospettò che il re intendesse usarli per rafforzare il suo potere a loro spese. Durante i secoli successivi, ai cumani in Ungheria furono concessi diritti e privilegi, la cui portata dipendeva dalla situazione politica prevalente. Alcuni di questi diritti sopravvissero fino alla fine del XIX secolo, sebbene i cumani si fossero da tempo assimilati agli ungheresi. Si distinguevano dai magiari per il loro aspetto, abbigliamento e acconciatura. Nel 1270, Elisabetta dei Cumani, figlia del capo cumano Seyhan, divenne regina d'Ungheria: fu lei la governante di fatto del regno tra il 1272 e il 1277 quando suo figlio, il futuro Ladislao IV, era ancora giovanissimo. Elisabetta e l'aristocrazia locale entrarono spesso in conflitto, cosa che portò all'imprigionamento della donna: la sua liberazione avvenne solo nel 1274. Durante il dominio di lei, ai cumani furono elargiti in dono abiti preziosi, feudi e altri beni materiali con l'intento di garantirsi il loro continuo sostegno, in particolare durante la guerra civile tra Béla IV e Stefano V, quando entrambe le fazioni cercarono di ingraziarsi il sostegno della popolazione originaria dell'Asia centrale. Quando nel 1264 scoppiò la guerra civile ungherese, Béla inviò le truppe cumane comandate dal capo Menk per combattere suo figlio Stefano. Elisabetta era sposata con Stefano V, da cui ebbe sei figli. Mentre Ladislao IV divenne re d'Ungheria, un altro figlio, Andrea, divenne duca di Slavonia. Nel 1262, Stefano V assunse il titolo di Dominus Cumanorum con facoltà giudiziarie. Dopo la sua intronizzazione, i cumani passarono direttamente sotto il potere del re d'Ungheria e il titolo di Dominus Cumanorum passò al conte palatino, ovvero il più alto funzionario dopo il sovrano. I cumani godevano di propri rappresentanti e di esenzione dalla giurisdizione dei funzionari della contea.
Nel XV secolo i cumani si stabilirono definitivamente in Ungheria, in villaggi la cui struttura corrispondeva a quella della popolazione locale, e accettarono la cristianizzazione. Non mancarono screzi con la corona, tanto che Ladislao IV morì per mano della popolazione originaria dell'Asia centrale: alcune fonti suggeriscono però che alcuni baroni ungheresi abbiano avuto un ruolo nella sua uccisione, ragion per cui Ladislao sarebbe caduto vittima dei suoi nemici politici. Le autorità reali ed ecclesiastiche incorporarono, anziché escludere, i cumani; questi prestavano altresì servizio nella cavalleria leggera dell'esercito reale, un obbligo a cui dovettero sottostare poiché era stato loro concesso asilo. Essendo guerrieri feroci e capaci (come annotava Istvan Vassary), avevano un ruolo importante nelle armate reali. Il monarca li guidò in numerose spedizioni contro i paesi vicini e il principale contributo fu apportato con 16 000 unità schierate nella battaglia di Marchfeld, che vedeva opporsi Rodolfo d'Asburgo e Ottocaro II di Boemia nel 1278.

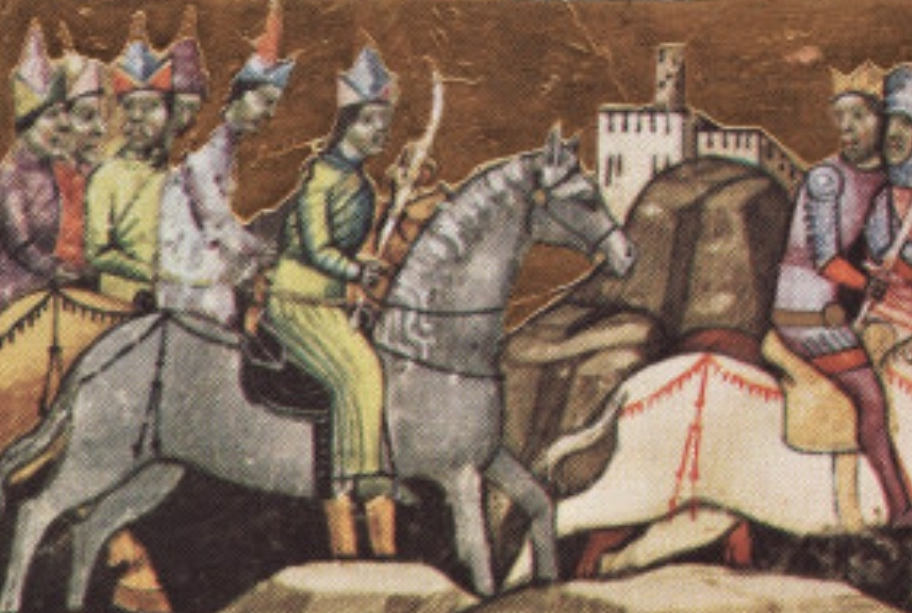
Nomadi delle steppe in guerra con gli ungheresi, Chronicon Pictum, XIV secolo

I sovrani magiari si affidarono ai cumani per controbilanciare i crescenti peso e voce della nobiltà locale, anche considerando la loro importanza militare e politica. Il primo motivo risultava decisamente la ragione principale per cui ci si rivolgeva alla popolazione eurasiatica: per perseguire quest'obiettivo, si procedette a effettuare con l'autorizzazione di Buda matrimoni misti tra i cumani e la famiglia reale ungherese. Ladislao IV detto "il Cumano" (la cui madre era la sopraccitata regina Elisabetta) si dimostrò particolarmente attento ai bisogni dei cumani e abbandonò la cultura e l'abbigliamento ungherese a favore dei loro usi, del loro vestiario e della loro acconciatura; a corte portò con sé alcuni esponenti importanti tra i kipčaki e tre concubine, i cui nomi sono stati riportati dalle fonti storiche (Küpçeç, Mandola e Ayduva). Alcuni dissapori tra le due fazioni si verificarono nel 1280 e nel 1282: nel primo scontro, nacquero degli screzi perché alcuni cumani, nonostante il divieto del re, lasciarono l'Ungheria alla volta della Valacchia. Nel secondo caso, la diatriba nacque tra le forze fedeli al re e alcuni ribelli. Ladislao il Cumano fu poi nel decennio 1280-1290 scomunicato e contro la sua persona papa Niccolò IV organizzò una crociata che lo portò alla morte.
Per quanto riguarda la loro vita quotidiana, i cumani inizialmente vivevano in iurte di feltro, benché col passare del tempo abbandonarono gradualmente la vita nomade. Il capo dei clan svolgeva sia compiti militari che giudiziari: per quanto riguarda quest'ultimo aspetto, i cumani avevano una propria giurisdizione ed erano esenti da quella magiara, appellandosi al re solo in casi di particolare difficoltà. I cumani pagavano 3 000 lingotti d'oro all'anno al re, così come altri prodotti e animali; inoltre, avevano dei propri sacerdoti e non pagavano le tasse portuali e doganali. Nei villaggi cumani non figuravano proprietari terrieri, elemento che impedì la costruzione di castelli o strutture difensive stabili. La guardia reale dei monarchi ungheresi fu proprio composta perlopiù dai cumani, chiamati nyoger. Dal XVI secolo in poi, i cumani tra i fiumi Danubio e Tisza furono chiamati Kiskun, mentre quelli a est del fiume Tisza nagykun: molti di essi furono sterminati durante la guerra austro-turca.

Stemma di Maria Teresa in cui è compreso il simbolo di "monarca" d'Ungheria, 1777

Anche gli insediamenti cumani furono distrutti durante le guerre turche nel XVI e XVII secolo, tanto che perirono più cumani che ungheresi. Intorno al 1702, i privilegi assegnati a cumani e jasz andarono perduti: la corte vendette tutti e tre i distretti ai cavalieri teutonici, anche se la signoria di queste tre regioni fu poi restituita all'Ungheria. Nel 1734, Karcag, popolata dai nomadi di origine asiatica, divenne una grande città commerciale, grazie al permesso di organizzare delle fiere: in questo frangente, il territorio della stessa si estese al costo di 43 200 fiorini renani. Il 6 maggio 1745, grazie alla cooperazione tra i cumani e i jasz, così come la loro forza materiale delle loro comunità, si riuscì a riscattare ufficialmente la loro libertà pagando più di 500 000 fiorini renani e fornendo 1 000 uomini alla cavalleria. All'inizio del XVIII secolo i territori rumeni furono reinsediati dai discendenti di lingua ungherese dei cumani, mentre a metà del XVIII secolo questi ottennero un riconoscimento giuridico che li liberava dallo status di servi e li rendeva liberi. In Ungheria, i cumani preservarono la propria autonomia, idioma e alcune usanze etniche fino all'era moderna. Secondo la stima di Pálóczi, 70-80 000 cumani si stabilirono in Ungheria, mentre altre stime più alte riportano un totale di 180-200 000 persone.

### In Serbia
I cumani interagirono per la prima volta con la Serbia grazie ai legami coniugali intrecciati con l'Ungheria. Stefano V d'Ungheria diede sua figlia, Caterina (la cui madre era la regina Elisabetta dei Cumani, figlia di Seyhan), in sposa a Stefan Dragutin, figlio di Stefano Uroš I. Quest'ultimo aveva promesso sia a suo figlio che al re Stefano che avrebbe nominato Dragutin monarca durante la sua vita; tuttavia, in seguito rinnegò quanto giurato. Deluso per l'atteggiamento del padre, Dragutin chiese aiuto a Buda, la quale si dichiarò disponibile a impiegare le sue truppe ungheresi e cumane. Più tardi, Dragutin partì con il suo contingente e marciò contro la capitale: messo di fronte a un ultimatum, Uroš rifiutò di nuovo di lasciare il potere e nel 1276 si scatenò una battaglia a Gacko, dove la spuntò il figlio. Salito al trono di Serbia e dopo la morte di re Stefano, suo figlio, Ladislao IV dei Cumani, questi continuò a mantenere l'alleanza con Dragutin, suo cognato. Dal 1270 in poi mercenari e ausiliari cumani furono presenti su entrambi i lati delle fazioni in guerra, a volte ignorando gli ordini del partito per cui stavano combattendo e agendo invece da soli per razziare le campagne. I cumani furono responsabili dell'incendio di Žiča, antica sede dell'arcivescovado della Chiesa serba.
Nel 1272, la regione di Braničevo in Serbia divenne un banato ungherese, ma poco dopo i suoi governanti, Kudelin e Darman, riuscirono a renderlo uno stato indipendente. Kudelin e Darman erano guerrieri cumani al servizio bulgaro o nobili bulgari di origine cumana. Un simile evento suscitò le ire di Ladislao IV e Dragutin, desiderosi di reprimere la ribellione. Darman e Kudelin ricevettero ausilio dai tartari dell'Orda d'Oro contro gli ungheresi e i serbi. Dopo vari assalti, i fratelli assunsero mercenari cumani e tartari, mentre Dragutin, a sua volta, andò da suo fratello, il re Milutin per chiedere aiuto. Dragutin combatté di nuovo contro i fratelli, questa volta con Milutin e Ladislao IV al suo fianco e sedò i rivoltosi. Re Ladislao continuò di lì a poco i negoziati con Darman e Kudelin nella speranza di trovare una soluzione pacifica, ma questo tentativo si arenò, portando a nuove schermaglie in Transilvania in cui parteciparono anche i cumani, presenti nelle file di entrambi gli schieramenti.
I cumani furono altresì coinvolti nel semindipendente Regno bulgaro di Vidin tra il 1290 e il 1300, diventato un obiettivo concreto dell'espansione serba. Nel 1280 il nobile cumano Šišman acquisì il ruolo di sovrano di Vidin. Questi entrò presto in competizione con un altro nobile bulgaro di origine cumana, lo zar Giorgio Terter I (al potere dal 1280 al 1292), nel 1280. Šišman era un parente stretto o forse fratello di Giorgio e potrebbe aver imposto la sua autorità nella regione di Vidin già nel 1270, dopo la morte della precedente autorità locale, Jacob Svetoslav. Danilo, un arcivescovo serbo, riferiva: «A quel tempo nella terra dei bulgari si fece strada un principe chiamato Šišman. Viveva nella città di Vidin e si impose sui centri abitati adiacenti e gran parte della terra bulgara». Alcuni anni dopo, Šišman invase la Serbia e si spinse fino a Hvosno: non riuscendo a sfondare le porte di Ždrelo, tornò a Vidin, nel frattempo sottoposta all'assedio avviato da re Milutin. Anni più tardi Milutin lo sostituì sul suo trono sulla base del fatto che sarebbe diventato alleato di Šišman. L'intesa fu rafforzata con le nozze tra Šišman e la figlia del grande zupano serbo Dragos. Su tale scia, Milutin in seguito diede sua figlia Anna come moglie al figlio di Šišman Michele III, dal 1323 zar di Bulgaria.

### Orda d'Oro e mercenari bizantini

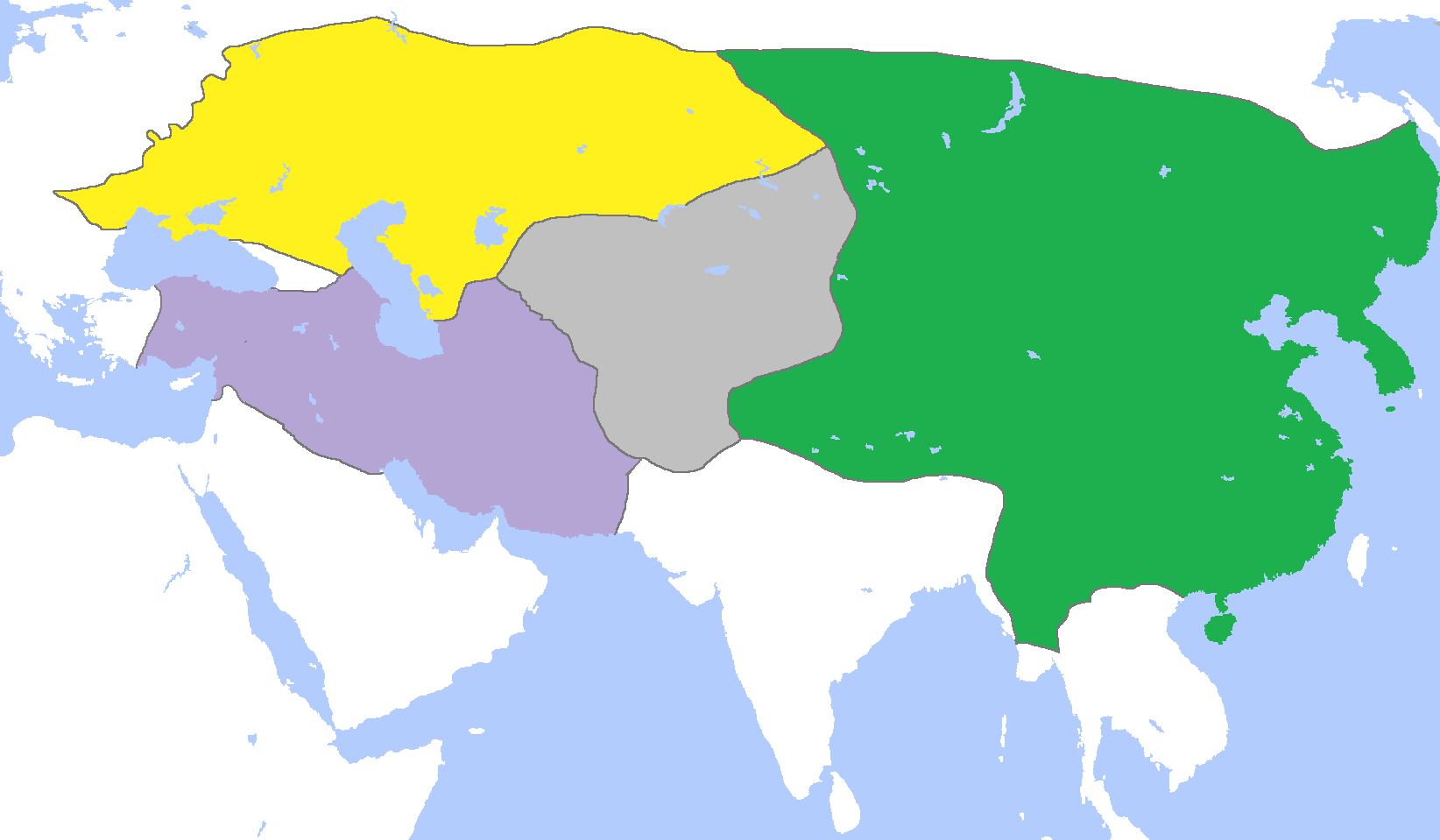
La divisione dell'Impero mongolo nel 1300 circa con l'Orda d'Oro in giallo

I cumani che rimasero sparsi nelle steppe di quella che ora è la Russia sud-occidentale si unirono al Khanato dell'Orda d'Oro mongolo e i loro discendenti furono assimilati alle popolazioni locali, compresi i mongoli (tartari). L'eredità culturale dei cumano-kipčaki rimasti fu assorbita invero da questi ultimi, la cui élite adottò molti dei tratti, dei costumi e degli aspetti linguistici; una serie di matrimoni misti permise alle tre etnie sopraccitate di spartirsi le alte sfere dell'Orda d'Oro. La conversione all'islam da parte dei cumani locali avvenne tra la seconda metà del XIII e la prima del XIV secolo.
Nel 1071, i cumani parteciparono alla battaglia di Manzicerta come mercenari al soldo dell'esercito bizantino impegnato contro i selgiuchidi. L'imperatore romeo aveva inviato cumani e franchi per proteggere la fortezza di Ahlat sulle rive del lago di Van. I cumani, non avendo ricevuto la paga promessa, disertarono e si unirono ai selgiuchidi: furono loro a devastare nel 1086 gli insediamenti bizantini nei Balcani, mentre più tardi, al fianco dei peceneghi e all'ex re ungherese Salomone, misero a ferro e fuoco le province balcaniche bizantine. Successivamente, i Cumani offrirono sostegno a Tatos, il governatore di Distra. Nel 1091 vi fu un malinteso sulle zone di saccheggio che spettavano a cumani e peceneghi, cosa che provocò una rottura tra i due popoli; questo fece sì che i cumani guidati da Togortok/Tugorkan e Boniak, autori di molteplici incursioni nella Rus' di Kiev, si unissero ad Alessio I Comneno contro i peceneghi nella battaglia di Levounion. Un paio di settimane dopo i cumani invasero i Balcani e causarono i prodromi della lotta sul fiume Kalka; nello stesso periodo, 10 000 combattenti cumani si insediarono in Tracia allo scopo di saccheggiare le città recentemente passate sotto il controllo dell'Impero di Nicea. I combattimenti proseguirono più o meno costantemente fino al 1242, quando l'imperatore di Nicea Giovanni III Vatatze, per ovviare al problema, ottenne il favore dei nomadi offrendo «doni e diplomazia». Da allora in poi, il loro numero aumentò in Anatolia in tutta la valle del Meandro e nella regione a est di Filadelfia. La maggior parte dei cumani locali si arruolò nell'esercito e subito dopo accettò il battesimo. La politica di Vatatze nei confronti dei nuovi sudditi si distinse per la sua enorme portata e per i risultati relativamente positivi.
I cumani avevano servito come mercenari negli eserciti dell'Impero bizantino sin dal regno di Alessio I Comneno (1081–1118) e risultarono uno degli elementi chiave in combattimento fino alla metà del XIV secolo. Questi prestarono servizio nella cavalleria leggera, precisamente in qualità di arcieri a cavallo, e tra la fanteria, venendo chiamati Σκυθικοί (Skythikoi). Altri cumani scelsero una vita più esposta a rischi ai margini dell'impero nelle zone montane, dedicandosi perlopiù all'agricoltura e alla transumanza, fungendo da cuscinetto tra i contadini di Nicea e i nomadi turchi e trovando occasionalmente servizio nelle campagne bizantine in Europa: nel 1242 furono infatti impiegati da Vatatze nel suo assedio di Salonicco. Nel 1256 l'imperatore Teodoro II Lascaris lasciò un contingente di 300 cumani al governatore di Nicea di Salonicco, mentre tre anni dopo, nel 1259, 2 000 membri della cavalleria leggera combatterono per l'Impero di Nicea nella battaglia di Pelagonia. I cumani furono nuovamente coinvolti nel 1261, quando formarono la maggior parte delle 800 truppe dirette da Alessio Melisseno Strategopulo nella riconquista di Costantinopoli. Ulteriori impegni in battaglia avvennero nelle campagne europee dell'imperatore bizantino Michele VIII Paleologo del 1263-1264, 1270-1272 e 1275 e dall'imperatore Andronico II Paleologo nel 1292, nella sua campagna contro il Despotato d'Epiro. I cumani, affiancati dai mercenari turchi, terminarono la campagna con una ritirata contraria agli ordini dei generali.
Durante le fasi di elezione dell'imperatore Michele VIII Paleologo alla reggenza nel 1258, dopo la consultazione dei mercenari latini, i cumani presenti alla corte si espressero sulla questione in un «buon greco». L'importanza di questo gruppo cumano derivava dalla sua tendenza a favorire l'assimilazione (ellenizzazione) e, nel tempo, il progresso sociale dei suoi membri. Un personaggio di spicco che si può citare è Sytzigan (noto come Syrgiannes dopo il battesimo), che prima del 1290 divenne Megas Domestikos (comandante in capo dell'esercito) sotto l'imperatore Andronico II; suo figlio Sirgianni ottenne il titolo di Pinkernēs e intrattenne rapporti collaborativi con Andronico III Paleologo e Giovanni Cantacuzeno. Un atto dall'archivio della Lavra di Athanasios menziona i cumani in qualità di stratioti (mercenari dei Balcani) nella regione di Almopia e in possesso di due douloparoikoi in pronoia (una forma bizantina di feudalesimo basata sull'assegnazione da parte del governo di proprietà redditizie a personaggi di spicco in cambio del servizio militare) qualche tempo prima del 1184.

## Cultura

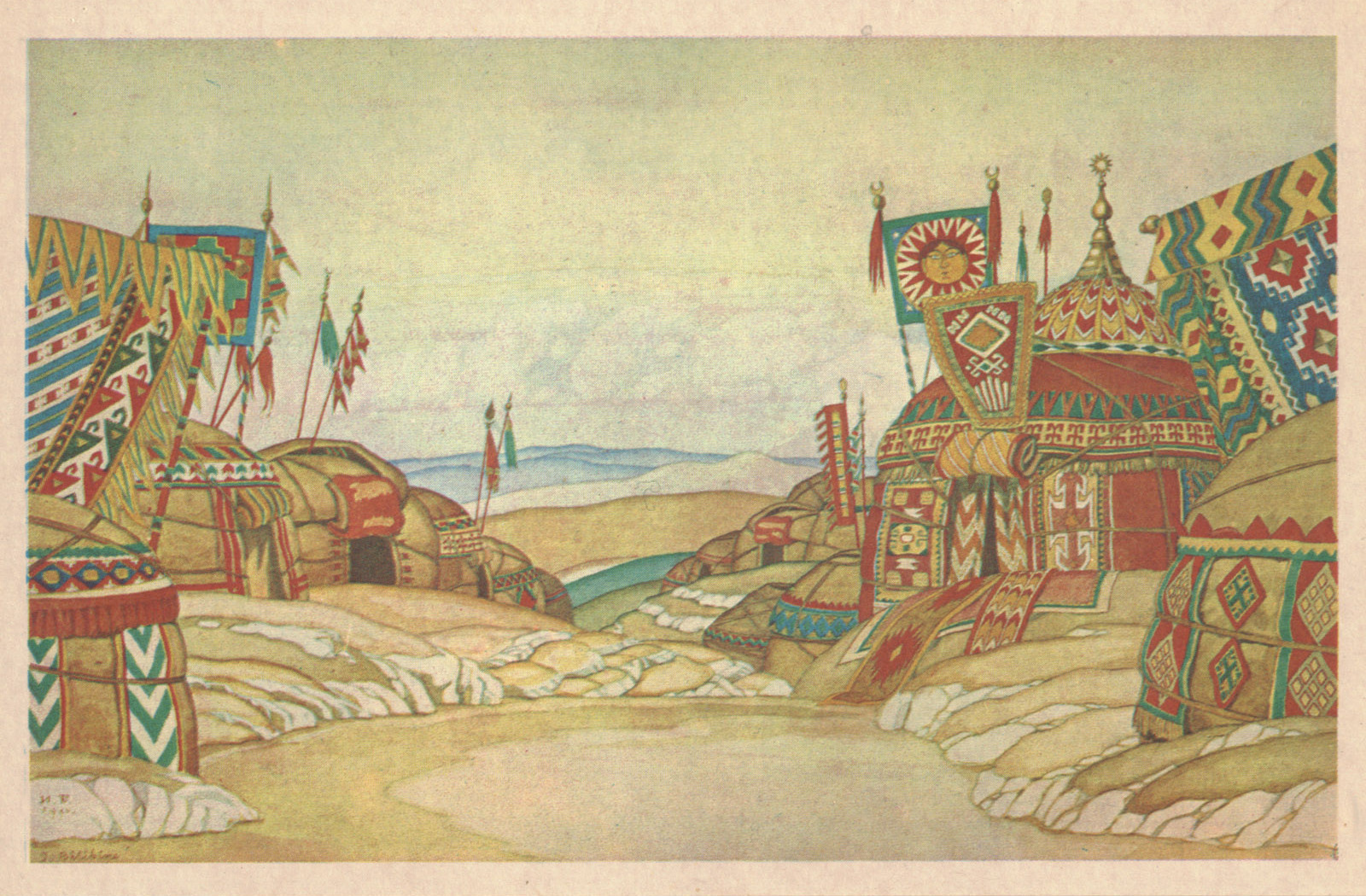
Accampamento cumano

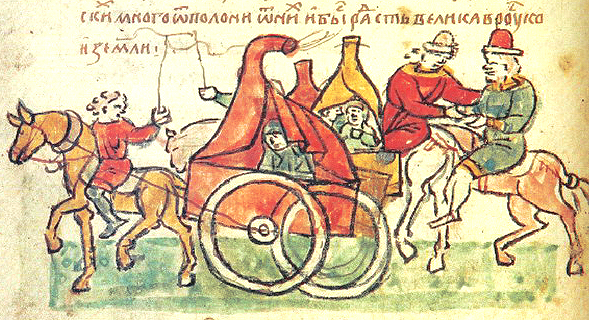
Rappresentazione cumana nella Cronaca dei Radziwiłł

I cavalli furono al centro della cultura e dello stile di vita dei cumani, così come la zootecnia quale loro impiego principale. Il cavaliere Roberto de Clari descriveva i cumani come guerrieri nomadi che allevavano cavalli, pecore, capre, cammelli e bovini: si trasferivano a nord con le loro mandrie in estate e tornavano a sud in inverno. Alcuni conducevano una vita semi-sedentaria e si impegnavano nel commercio (perlopiù di cavalli e altri animali) e all'agricoltura, così come nella produzione di pellicce, nel ruolo di fabbri, nella fabbricazione di scarpe, di selle, di archi e di vestiti. Portando con sé nelle bisacce il nutrimento necessario per le loro cavalcature, i cumani riuscivano a ricoprire grandi distanze; ciò permetteva inoltre di arrivare in zone coltivate con relativamente poco peso addosso e con alcuni degli utensili necessari. Come i bulgari, anch'essi bevevano il sangue dal loro cavallo (tagliando una vena) quando finivano l'acqua lontano da una fonte disponibile. Indossavano pelle di pecora ed erano equipaggiati con archi compositi e frecce; erano soliti pregare il primo animale che vedevano la mattina. La dieta tradizionale consisteva in zuppa con miglio e carne e includeva birra, latte di giumenta cagliato, kumis e pane (anche se il pane risultava più o meno consumato a seconda della posizione geografica in cui risiedevano).
L'unità fondamentale della società umana era la famiglia, composta da affini. Un gruppo di famiglie formava un clan, guidato da un capo, che a sua volta faceva parte di una tribù, al cui apice era posto un khan. Sovente il nome della comunità traeva origine da un oggetto, un animale o un comandante locale. A proposito di questi ultimi, i loro nomi a volte finivano in "apa/aba", mentre quelli dell'uomo medio indicavano una caratteristica fisica o caratteriale. Le tribù vivevano insieme in accampamenti mobili chiamati letteralmente "torri cumane" dai cronisti della Rus' di Kiev.
Le comunità cumano-kipčake formavano sotto-confederazioni governate da case regnanti carismatiche, le quali agivano indipendentemente l'una dall'altra e perseguivano talvolta politiche contrapposte. Il territorio controllato distingueva ogni singola unità umana: le comunità denominate "riva del mare" vivevano nelle steppe tra le foci del Dnepr e del Dnestr; quelle "costiere" si trovavano sulla costa del mar d'Azov; del "Dnepr" su entrambe le sponde dell'ansa nella valle del Dnepr; i "Don" nella valle del fiume omonimo. D. A. Rasovskii individua cinque distinti gruppi cumani indipendenti situati in diverse regioni geografiche: quello dell'Asia centrale, del Volga-Yayik (o Urali), del Donets-Don (tra Volga e Dnepr), del tratto finale del Dnepr e il Danubio. I rus' suddividevano queste comunità nomadi dell'Asia centrale in due categorie: i poloviciani "civilizzati", ovvero chi viveva nella parte occidentale della confederazione cumano-kipčaka e intratteneva rapporti amichevoli con Kiev, e i poloviciani "selvaggi", i quali costituivano la sezione orientale della confederazione ed erano ostili alla Rus' di Kiev. Man mano che i nomadi conquistarono più territorio, varie tribù furono scacciate o sottomesse, come nel caso degli oghuz, di comunità iraniane e ugrofinniche, peceneghe e slave. Alcuni cumani si spinsero molto a ovest, unendosi ai normanni nell'Italia meridionale e agli ungheresi. Nel corso del tempo il feudalesimo avrebbe preso il sopravvento sulla struttura sociale tradizionale dei cumani, evento che portò al cambiamento dell'identità da parentela a un meccanismo di identificazione su base territoriale. Mentre chi decise di dedicarsi ad attività come l'agricoltura e l'artigianato smise di viaggiare, chi si impegnò negli scambi commerciali seguì spesso le antiche rotte commerciali verso regioni come l'Oriente, il Medio Oriente e l'Italia.
I cumani svolsero pure il ruolo di intermediari nel commercio tra Bisanzio e l'Oriente, che transitava per i porti cari alle comunità di origine asiatica quali Sudak (Surož), Oziv e Saksyn. Diverse rotte terrestri tra l'Europa e il Vicino Oriente attraversavano i territori cumani, di cui una delle principali era la via variago-greca. Siccome le città cumane prendevano il nome in base al khan regnante, i nomi cambiavano nel tempo: la città di Šarukan viene riportata come Osenev, Šaruk e Češuev. Stele di pietra nello stile distintivo della cultura kurgan si rinvengono in tutta l'Ucraina meridionale e in altre aree steppose della Russia, in quanto oggetti strettamente collegati al culto religioso cumano. I cumani tollerarono tutte le religioni e l'islam e il cristianesimo si diffusero rapidamente tra di essi. Essendo vicini ai principati della Rus' di Kiev, i khan cumani e le famiglie importanti iniziarono a slavizzare i loro nomi, ad esempio Jaroslav Tomzakovyč, Hlib Tyriievyč, Jurii Končakovyč e Danylo Kobiakovič. Le famiglie principesche ucraine si univano spesso in matrimonio con i khan cumani allo scopo di scongiurare lo scoppio dei conflitti. Non mancarono casi in cui i principi e i khan intrapresero campagne congiunte, come, per esempio, quando nel 1221 attaccarono la città commerciale di Sudak sul mar Nero, detenuta dai turchi selgiuchidi e nociva per gli interessi commerciali della coalizione.

I mamelucchi erano schiavi guerrieri nel mondo islamico. Molti di essi vantavano antenati cumani

Si diceva che i cumani fossero persone di bell'aspetto con capelli biondi, pelle chiara e occhi azzurri, e donne desiderabili: la reputazione di queste ultime era celebre tra l'aristocrazia russa. Roberto de Clari riferiva che i cumani spesso indossavano un giubbotto di pelle di pecora senza maniche, solitamente agghindando gli arti superiori con dei braccialetti. Sotto la veste veniva indossata una tunica o un tabarro a maniche corte o lunghe, lunghi fino a metà polpaccio e divisi davanti e dietro tra le gambe. Gli uomini indossavano pantaloni e un caffettano, ciascuno fissato da una cintura, che era il costume tradizionale; le donne indossavano anch'esse caffettani, pantaloni, vestiti e tuniche più corti di quelli indossati dagli uomini, a volte spaccati sul davanti, sul dietro e sui lati. I vestiti erano comunemente color cremisi intenso nelle cerimonie. Si indossavano caratteristici cappelli di feltro o pelle conici, appuntiti nella parte superiore con una tesa larga (se di feltro) o un bordo di pelliccia attorno alla base (se di pelle): la falda del cappello formava un angolo acuto nella parte anteriore ed era rivolta verso l'alto sul retro e ai lati. Le donne indossavano una grande varietà di copricapi e indossavano anche cappelli conici, la cui parte superiore era in feltro mentre un velo di stoffa copriva la schiena. Questo velo si estendeva solo sulla nuca e non sui capelli o sul viso; un'altra fonte afferma che copriva i capelli e che a volte erano visibili una o due trecce. Le donne indossavano i gioielli più disparati, come le torque, un collare o un girocollo solitamente d'oro o di bronzo, più raramente d'argento, realizzato con una disposizione a tortiglione da cui deriva il nome, e dei copricapi composti da una serie di anelli d'argento posti su un materiale solido, di forma cilindrica che raggiungeva l'altezza delle tempie. Gli uomini si rasavano la parte alta del capo, mentre il resto dei capelli era formato da diverse trecce: anche i baffi lunghi erano una consuetudine. Le donne avevano i capelli sciolti o intrecciati con ciocche attorcigliate ai lati. Entrambi i sessi usavano intrecciare e apporre una sorta di nastri colorati nei loro capelli. Per le calzature, si preferivano lunghi stivali di pelle o feltro con cinghie di supporto collegate alla cintura. Altra caratteristica comune per maschi e femmine riguardava la presenza di bracciali di stoffa o di metallo.

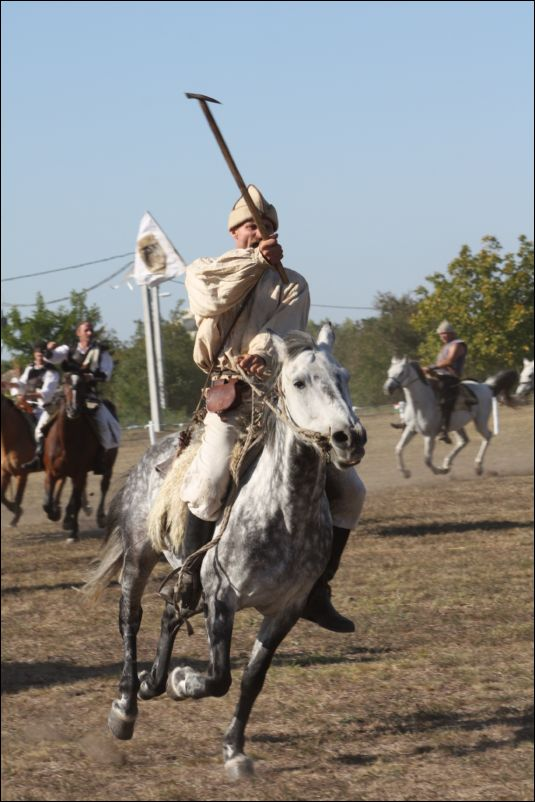
Una moderna rievocazione storica dei cumani

Quando i cumano-kipčaki prestavano giuramento, lo facevano con le spade in mano e toccando con la punta di esse il corpo di un cane aperto in due. Il frate francescano italiano, viaggiatore e storico Giovanni da Pian del Carpine riferiva che quando il principe ungherese sposò la principessa cumana, dieci membri della sua comunità giurarono su un cane tagliato a metà con una spada che avrebbero difeso il Regno d'Ungheria. Lo scrittore e storico cristiano delle crociate Jean de Joinville (1224-1317 circa) annotava che, quando i cumani e i bizantini si allearono, i primi fecero passare un cane da entrambe le parti e lo tranciarono con una spada, come dovette fare la controparte. Joinville descriveva anche il funerale di un nobile cumano: fu sepolto seduto su una sedia mentre il suo miglior cavallo e il miglior sergente rimanevano accanto a lui vivi. Prima di tale evento, il sergente riceveva una grossa somma di denaro dai capi cumani allo scopo di restituirla a loro quando anche loro sarebbero entrati nell'aldilà. Il khan consegnava altresì una lettera di raccomandazione al sergente, indirizzata al primo re dei cumani, in cui il sovrano del tempo testimoniava e garantiva il buon carattere del sergente. Dopo questi procedimenti, un enorme tumulo fu innalzato sopra la tomba: il morto venne sepolto nei suoi abiti da guerriero. I lupi erano molto rispettati nella confederazione e a volte i cumano-kipčaki ululavano insieme a loro; la guardia del corpo personale del khan riceveva il titolo onorifico di Bori (lupo in turco arcaico). Come altre comunità nomadi, si celebravano le nozze bevendo o mescolando il sangue l'uno dell'altro, con il fine di cementare simbolicamente il legame. Vi era la tendenza ad adottare la denominazione della tribù come nome proprio di persona, caratteristica che si riscontrava anche tra i mongoli: per tale motivo sono stati tramandate voci come "Baskord" (dai baschiri), "Imek" (dai kimeki), "Kitan" (dal popolo di origine mongola dei Kitai) e "Urus". Frate Guglielmo di Rubruck, un viaggiatore francescano fiammingo che visse tra i mongoli nel 1253–1255, fornisce un altro resoconto delle usanze cumane: egli asseriva che questi costruivano statue per onorare i personaggi di spicco defunti, rivolte a est e con in mano una coppa (queste non vanno confuse con le stele di pietra in stile kurgan, erette a una scopo diverso). Per i più abbienti, si procedeva alla costruzione di una tomba a forma di casa. Nella sua opera, Rubruck riporta il racconto di un testimone oculare su un uomo che era morto di recente: i cumani avevano appeso sedici pelli di cavalli, a gruppi di quattro, tra alti pali, di fronte ai quattro punti cardinali. Le persone in lutto avevano poi messo anche i kumis (una bevanda a base di latte di cavalla fermentata ampiamente bevuta nell'Asia interna) che il morto avrebbe dovuto consumare. In altre tombe si annoveravano molte sculture di pietra poste intorno a loro (balbal), cui venivano posti attorno quattro sassi sui punti cardinali. "In queste terre praticavano la pastorizia i Comani detti Capchac. I Tedeschi chiamano questo popolo Valani e la regione Valania, mentre Isidoro chiama Alania tutta la zona che va dal fiume Tanai fino alle paludi di Meotide e al Danubio. L'estensione di questa terra, dal Danubio al Tanai, che segna il confine fra Asia ed Europa, è di due mesi di cavalcata veloce, alla maniera dei Tartari; tutta la zona era abitata dai Comani Capchac, come pure la regione oltre il Tanai e il fiume Etilia [Volga], che distano fra loro dieci giorni abbondanti di cammino. […] Fra i due fiumi, nelle terre che attraversammo, prima che i Tartari le occupassero erano insediati i Comani Capchac".
Per molti anni prima dell'invasione mongola, i cumano-kipčaki tennero rapporti ambigui con i loro vicini (spesso attraverso alleanze coniugali e marziali), cioè i corasmi, i bizantini, i georgiani e la Rus'; la pace con una di queste popolazioni non escludeva lo scoppio di conflitti con le altre. L'Impero bizantino esitava a entrare in guerra con i nomadi a nord del fiume Danubio, mentre gli ungheresi tentarono più volte di sfruttarli a propri vantaggi guardandoli spesso con diffidenza. Poiché la Corasmia aveva nemici più importanti, i cumano-kipčaki furono sfruttati soprattutto per prestare compiti di sorveglianza e protezione. In effetti, proprio grazie allo svolgimento di incarichi militari molti nomadi riuscirono a trovare servizio in varie parti d'Europa. L'alternativa era operare come mercenari in cambio della garanzia del bottino: la scelta principale ricadeva nel consentirgli di combattere nella cavalleria leggera anziché nella fanteria, sebbene questa tendenza cambiò nel corso dei secoli. Lo scontro più sanguinoso a cui forse prese parte la più numerosa cavalleria cumana accadde quando l'esercito mongolo si scontrò con essa a Samarcanda. Le donne combattevano al fianco dei compagni guerrieri e ad esse veniva portato grande rispetto: si pensi al fatto che, durante gli spostamenti, esse spesso procedevano a cavallo o su un carro mentre gli uomini a piedi.
Nei loro viaggi, si servivano di carri per trasportare rifornimenti e armi come manganelle e baliste. Le tende leggere in feltro con un telaio costituito da listelli di legno potevano essere trasportate sopra i carri ed essere agevolmente posizionate a terra. Le fessure delle tende erano a forma di griglia, in modo tale che fosse difficile vedere dentro ma facile vedere fuori. Man mano che i cumani abbandonarono il precedente stile di vita, costruirono fortificazioni a scopo difensivo e insediamenti stabili. Lo sterco era adoperato per accendere il fuoco negli accampamenti quando la legna non era disponibile: le regole interne (cosiddetti tabù) erano abbastanza rigide in campo penale nella punizione dei furti, in particolare l'abigeato: la faida era una pratica comune tra i cumano-kipčaki. Per quanto concerne il calendario, questo era atipico e pieno di caratteristiche assai arcaiche, poiché non presentava né specifiche influenze cristiane né alcuna traccia del ciclo animale di dodici anni cinese-turco.

### Tattiche militari

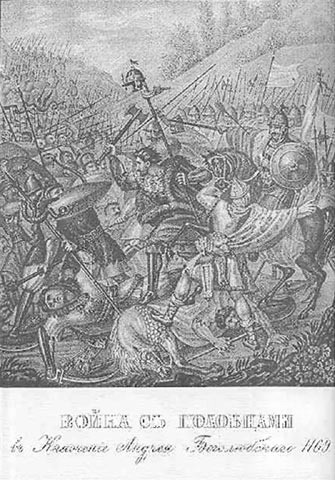
Battaglia tra i cumani e il gran principe Andrea Bogoljubskij

Fino alla fine dell'XI e all'inizio del XII secolo, i cumani non si interessarono alla cavalleria pesante; le armi principali erano l'arco ricurvo e, più tardi, l'arco composito (indossato sul fianco con la faretra), il giavellotto, la spada ricurva (una sciabola meno curva di una scimitarra), la mazza e, a cavallo, la lancia pesante. Apprese alcune tecniche dagli europei, in seguito si adottarono martelli d'arma e asce. Per la difesa si impiegavano scudi rotondi o a forma di mandorla, cotte di maglia a maniche corte, corazze di cuoio, spallacci, elmi in ferro o bronzo (oro per principi e khan), e a volte un camaglio in ferro o pelle. L'armatura veniva rinforzata da dischi di cuoio o feltro attaccati al petto e alla schiena. Le cinture permettevano di trattenere alcuni oggetti all'altezza della vita, mentre gli arcieri tenevano faretre alla stessa altezza e maniera degli europei e coltelli da lancio. Talvolta venivano realizzate delle maschere indossate in battaglia. I mamelucchi cumani in Egitto erano, in generale, armati più pesantemente dei guerrieri mongoli, adoperando armature abbastanza ingombranti: le armi preferite erano archi e frecce, asce, mazze lunghe e corte, spade, pugnali, scudi e lance. I cavalli adottati dagli arabi erano più grandi di quelli adottati nella steppa.
Le tattiche di attacco comunemente adottate dai cumani prevedevano l'utilizzo di attacchi ripetuti da parte di arcieri di cavalleria leggera, i quali colpivano da lontano e miravano alla parte posteriore del cavallo, fingendo talvolta delle ritirate e dando vita a ingegnose imboscate. Per preservare l'efficace di tale strategia, i cumani tenevano un gran numero di cavalli di riserva (10-12) per sostituire quelli affaticati, di modo che un equino fresco fosse sempre disponibile: i cavalieri usavano staffe di forma ovale e impiegavano una grande briglia per i loro destrieri, ma un altro accessorio importante era una piccola frusta attaccata al polso del cavaliere. Gli stendardi tribali risultavano fatti di stoffa con emblemi tribali o crini di cavallo tinti, spesso con più code a significare una maggiore importanza del guerriero o del gruppo. Alcuni dei cumani trasferitisi a ovest furono influenzati dall'araldica occidentale e alla fine diedero vita a degli ibridi.
Niceta Coniata, descrivendo la battaglia di Beroia alla fine del XII secolo, forniva un'interessante descrizione di tali tecniche di guerra:
Roberto de Clari fornisce un'ulteriore descrizione:

## Religione
Il popolo cumano praticava il tengrismo, una religione caratterizzata da sciamanesimo, animismo, totemismo, sia politeismo che monoteismo e adorazione degli antenati. In riferimento a quest'ultimo aspetto, si riteneva che la generosità riservata ai defunti fosse da considerare un indicatore del rango sociale del destinatario.
Gli sciamani venivano indicati col termine Kam (al femminile kam katun): le attività sacerdotali venivano chiamate qamlyqet, che significa "profetizzare". Si adoperavano parole iraniane per designare alcuni concetti: uchuchmak (identico in turco) che significa "vola via, paradiso" e keshene che significa "nido" (l'anima aveva per tale popolazione la forma di un uccello).
I funerali per le cariche importanti comportavano prima la creazione di un tumulo, quindi il posizionamento dei morti all'interno, insieme a vari oggetti ritenuti utili nell'aldilà, un cavallo (come facevano i bulgari) e talvolta un servo o uno schiavo.
Per le pratiche di divinazione umana si ricorreva agli animali, specialmente a lupi e cani: quest'ultimo, It/Kopec, era sacro per i cumano-kipčaki, tanto che talvolta il nome di una tribù poteva essere preso in prestito dal nome dell'animale o dalla razza. Esistevano degli sciamani che comunicavano con il mondo degli spiriti e venivano consultati da chi ne avesse avuto interesse.
I cumani nei territori cristiani furono battezzati nel 1227 da Roberto, arcivescovo di Esztergom, in un battesimo di massa tenutosi in Moldavia per ordine del khan Bortz, il quale giurò nell'occasione fedeltà al re Andrea II d'Ungheria.

## Codex Cumanicus
Il Codex Cumanicus, scritto da mercanti italiani e missionari tedeschi tra il 1294 e il 1356 e conservato nella biblioteca nazionale Marciana di Venezia, era un manuale linguistico per la lingua cumana del Medioevo, progettato per aiutare i missionari cattolici a comunicare con il popolo nomade. Esso consisteva in un glossario latino-persiano-cumano, osservazioni grammaticali, elenchi di beni di consumo e indovinelli cumani. La prima copia fu scritta nel monastero di San Giovanni vicino a Saraj e si pensa che una copia successiva (1330-1340) sia stata realizzata in un convento francescano. Successivamente, sono state combinate diverse sezioni del codice, quali il cosiddetto Libro dell'interprete (per uso commerciale e mercantile) e il Libro dei missionari (ricco di sermoni, salmi e altri testi religiosi insieme agli indovinelli). Il libro dell'interprete è composto da 110 pagine: le pagine 1-63 contengono verbi disposti in ordine alfabetico in latino, persiano e cumano. Il Libro dei Missionari contiene elenchi di vocaboli, note grammaticali, indovinelli cumani, testi religiosi e alcuni versi italiani. Gli indovinelli risultano il più antico esempio di materiale documentato inerente al folklore turco e alcuni di essi equivalenti moderni pressoché identici (per esempio in kazako). Il Codex riportava diversi dialetti cumano-kipčaki.
La lingua dei cumani, con stretti legami con altre lingue turche, fu, fino al XIV secolo, una lingua franca in gran parte delle steppe eurasiatiche. A riprova di ciò, si pensi al fatto che un discreto numero di glossari di grammatica cumano-kipčako-araba apparve nelle aree abitate dai mamelucchi nel XIV e XV secolo. Si suppone che i cumani disponessero di un proprio sistema di scrittura (menzionato dallo storico Gyárfás), forse in stile runico. Una simile ipotesi è suggerita anche dall'accademico Hakan Aydemir, che riferisce di una fibbia con scritte runiche ritrovata in una tomba cumana. Si rintraccia anche qualche influenza linguistica di kazaro ebraico in termini quali shabat e shabat kun (sabato e giorno del sabato) legati alla parola Shabbat (medesimo significato). Questo collegamento potrebbe testimoniare contatti o matrimoni avvenuti tra cazari e cumani nella metà dell'XI secolo.

## Poloviciani illustri
- Iskal o Eskel: forse il nome stesso di una tribù bulgara (Nushibi), sono menzionati da Ahmad ibn Fadlan dopo che questi visitò la regione del Volga nel 921–922. Vengono menzionati anche da Abu Saʿīd Gardēzī nel suo Zayn al-Akhbār. Secondo Bernhard Karlgren, gli Eskel furono gli antenati dei Siculi. Yury Zuev riteneva che Iskal, menzionato nel Codice di Laurenzio in merito al primo incontro militare dei cumani contro i ruteni il 2 febbraio 1061, fosse la personificazione di un nome tribale.[161]
- Šarukan/Šaragan (noto anche come Šarukan il Vecchio): nonno di Končak, si trattava di un altro khan poloviciano che riportò una vittoria contro l'esercito ruteno di Jaroslaviči sul fiume Alta. Secondo la Cronaca degli anni passati, Šarukan fu fatto prigioniero da Svjatoslav II di Kiev nel 1068, mentre nessuna informazione del genere si rinviene nel Codice di Laurenzio. Nel maggio 1107, insieme a Bonyak, Sharukan fece irruzione in un paio di città rutene (Perejaslav e Lubny), tuttavia già nell'agosto dello stesso anno l'esercito ruteno guidato da Svjatoslav surclassò nettamente i cumani costringendo Šarukan alla fuga.[162]
- Bonyak/Maniak:[163] khan cumano attivamente coinvolto nelle guerre civili della Rutenia, suo fratello Taz morì nella battaglia sul fiume Sula nel 1107. Bonyak fu menzionato per l'ultima volta nel 1167 quando fu sconfitto da Oleg di Siveria. Bonyak era a capo della tribù cumana dei Burčeviči che risiedeva nelle steppe dell'Ucraina orientaletra le moderne città di Zaporižžja e Donec'k.
- Tugorkan (1028-1096): menzionato nei rapporti indirizzati all'imperatrice bizantina Anna Comnena insieme al suo conterraneo Bonyak,[163] morì con suo figlio nella battaglia sul fiume Trubiž contro l'esercito ruteno.
- Syrčan, figlio di Šarukan: fu capo di una tribù cumana che viveva sulla riva destra del Donec. Le cronache riferiscono che dopo la morte di Vladimir II Monomaco, Gran Principe di Kiev, Syrčan spedì l'emissario e menestrello Orev in Georgia, dove suo fratello Atrak/Otrok era a capo di 40.000 truppe cumane e risiedeva lì all'epoca, esortandolo a tornare. Otrok acconsentì rinunciando alla fama e alla sicurezza che aveva conquistato, dopo aver annusato l'eyevshan, un arbusto tipico della sua steppa nativa.[17] Syrčan viene citato nel poema di Apollon Majkov (1821–1897) "Emshan".
- Otrok/Atrak: figlio di Šarukan e fratello di Syrčan. Nel 1111, insieme a suo fratello, si ritirò nella regione del Basso Don dopo aver perso una battaglia contro i ruteni. Lì l'orda di Atrak si unì agli Alani del posto; nel 1117 il suo esercito saccheggiò Sarkel e altre 5 città appartenenti ai peceneghi, i torkil e i berendei a fuggire in Rutenia. Nello stesso periodo Atrak invase la Ciscaucasia dove entrò in conflitto con i circassi locali scacciandoli oltre il fiume Kuban'. Il conflitto cessò con l'intervento del re georgiano Davide IV, il quale si unì ad Atrak contro i selgiuchidi nel 1118. Davide sposò inoltre la figlia di Atrak-Gurandukht. Dopo il ritiro di Atrak dalla regione del Don, il ducato di Alan nell'Ucraina orientale si dissolse nel 1116-1117. Atrak tornò dopo la morte di Vladimir Monomaco nel 1125.[156]
- Khan Konček/Končak/Kumčeg: letteralmente "calzoni", era nipote di Šarukan e figlio del khan Otrok. Unì le tribù dei cumani orientali nella seconda metà del XII secolo, dopodiché negli anni 1170 e 1180 lanciò una serie di attacchi particolarmente distruttivi contro gli insediamenti nel Ducato di Kiev, nel Principato di Černigov e nel Principato di Perejaslavl. Končak prestò soccorso ai sovrani del Principato di Novgorod-Seversk nella loro lotta per il controllo della Rus'. Insieme a Kobjak/Kobek, Končak si recò presso le rive del fiume Chorol nel 1184 durante un assalto alla Rus' di Kiev. Nel 1185 sconfisse l'esercito di Ihor Svjatoslavič, poi fatto prigioniero. Successivamente, Končak pose sotto assedio Perejaslav e devastò i dintorni di Černihiv e Kiev. Sua figlia sposò il principe Vladimiro III Igorevič di Putyvl' (figlio di Igor). Si ipotizza che Konček fosse assieme ai cumani che aiutarono Rurik Rostislavič a sottomettere e saccheggiare Kiev nel 1202.[11] Konček promosse l'utilizzo di nuove tecnologie in battaglia quali il fuoco greco e un arco speciale che richiedeva 50 uomini per operare.[11] Konček fu poi elogiato negli scritti della Rus' come "più grande di tutti i cumani".[11] Perse la vita in uno scontro minore che precedette la battaglia del fiume Kalka. La lotta per respingere il khan Končak e il suo esercito da parte di Ihor Sviatoslavyč e dei principi della Rus' è raccontata nell'epopea del Canto della schiera di Igor'.

## Lascito

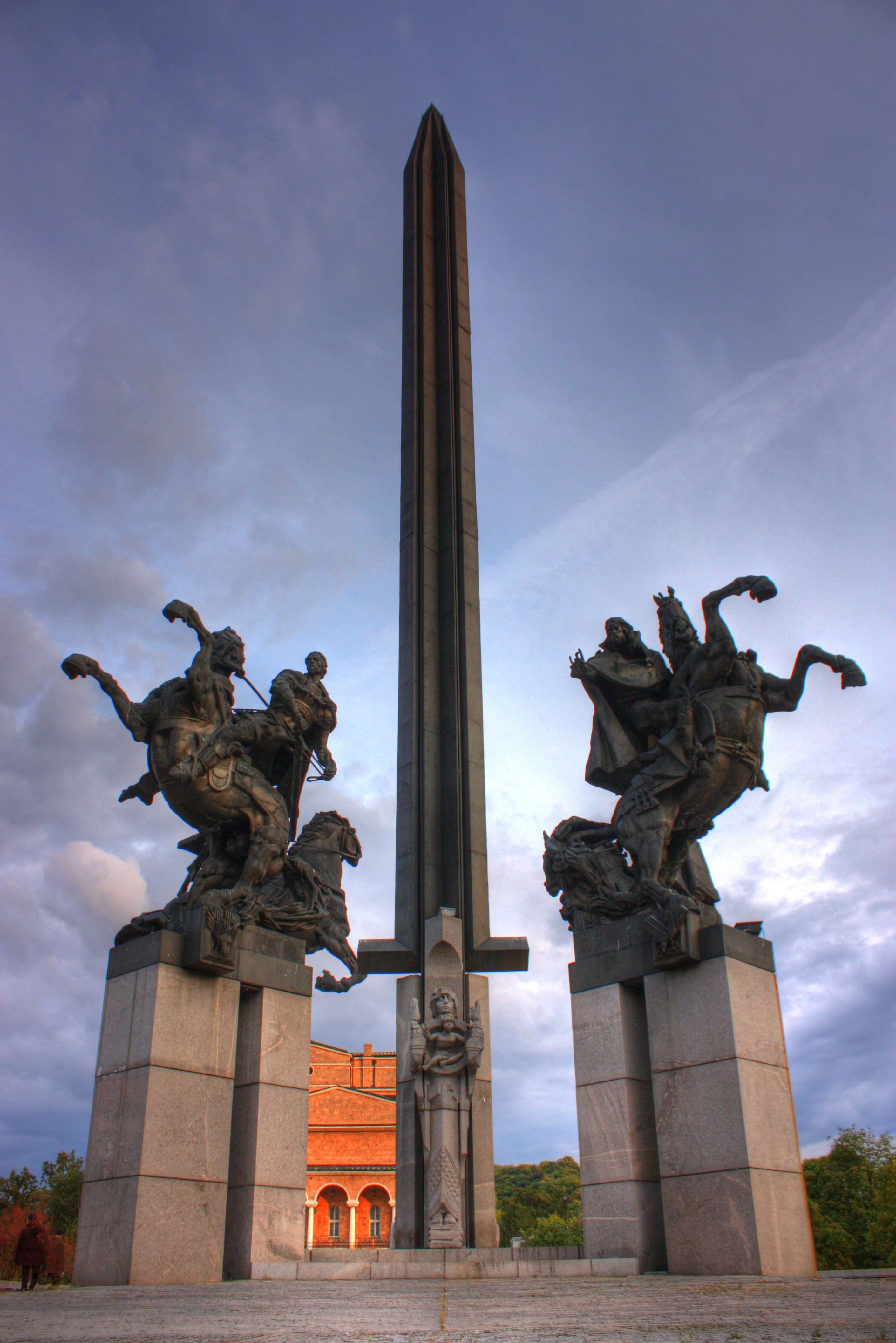
Monumento alla dinastia Asen nell'allora capitale Veliko Tărnovo in Bulgaria. La dinastia di origine cumana permise la fondazione del Secondo Impero bulgaro. L'opera è stata realizzata da Krum Damianov.

Quando i cumani cessarono di avere uno stato proprio, furono gradualmente assorbiti dalle popolazioni eurasiatiche (in particolare in Ungheria, Bulgaria, Macedonia del Nord, Turchia, Romania, Georgia, Kazakistan, tatari di Crimea). In Dobrugia furono assimilati dal popolo bulgaro e rumeno, ma si possono ancora trovare tracce cumane sia nei toponimi locali che in vari luoghi che vanno dalla Cina ai Balcani: si pensi alla città di Kumanovo in Macedonia del Nord; un piccolo centro slavo chiamato Kumaničevo nel distretto di Kostur (Kastoria) della Grecia il cui nome è stato cambiato in Lithia dopo che la Grecia ha ottenuto questo territorio nel trattato di Bucarest del 1913; Comăneşti in Romania; Kuman, una città nello Xinjiang, in Cina; Polovtsy, una città nell'Oblast' di Smolensk, in Russia; Polovtsy nella Regione di Mahilëŭ, in Bielorussia; le steppe a nord delle montagne del Caucaso chiamate Kuban' e il fiume Kuban'; il paese di Kumane in Serbia; la frazione di Kumanitsa nel comune di Ivanjica, Serbia; il comune di Kuman nel distretto di Fier, prefettura di Fier, Albania sudoccidentale; Küman, un villaggio e comune nel distretto di Lerik dell'Azerbaigian; la città e il distretto di Ulaş nella provincia turca di Sivas; Comana nella Dobrugia settentrionale (anch'essa in Romania); il piccolo centro di Kumanite in Bulgaria; Kuman, una città nella regione di Kashkadarya, Uzbekistan; Kuman-san, un picco di montagna vicino a Chuncheon, Gangwon, Corea del Sud; la città di Kumanlar nel comune metropolitano di Ordu, in Turchia; Debrecen in Ungheria; il villaggio di Bugac in Ungheria, le contee di Bács-Kiskun e Jász-Nagykun-Szolnok e Kunbaja (il termine kun in ungherese significa cumano), nonché le città Kiskunhalas e Kunszentmiklós in Ungheria, il villaggio di Kunmadaras nella Grande Cumania, Ungheria; e la città di Kumanov nell'Oblast' di Chmel'nyc'kyj, Ucraina. Anche il fiore cumoniga (Melilotus) deve il suo nome alla popolazione nomade. I gagauzi sono ritenuti da alcuni storici discendenti dei cumani; Qipcakli compare spesso tra i cognomi gagauzi moderni. Si dice che l'etimologia del mar d'Azov derivi da un certo principe cumano di nome Azum o Asuf, ucciso mentre difendeva una città in questa regione nel 1067.
Mentre i mongoli si spinsero verso ovest e devastarono il loro Stato, la maggior parte dei cumani si recò in Ungheria o in Bulgaria. La partecipazione degli stessi alla creazione del Secondo Impero bulgaro nel 1185 comportò da allora in poi cambiamenti fondamentali nella sfera politica ed etnica della Bulgaria e dei Balcani. Lo zar bulgaro Ivan Asen II discendeva dai cumani e li stabilì nelle parti meridionali del paese, al confine con l'Impero latino e il Despotato di Tessalonica. Tali territori si trovano nell'attuale Turchia europea, Bulgaria e Macedonia del Nord.

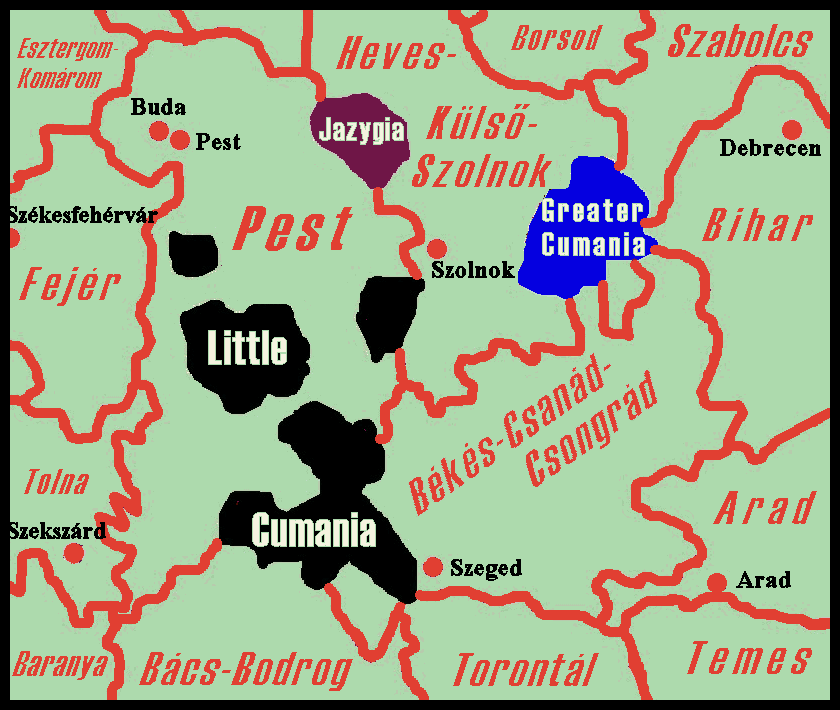
Kunság (Cumania) nel XVIII secolo nel Regno d'Ungheria. Era divisa in Grande Cumania e Piccola Cumania

I cumani stanziatisi in Ungheria avevano un proprio autogoverno in un territorio che portava il loro nome, Kunság, sopravvissuto fino al XIX secolo. In Ungheria esistono due regioni storiche denominate Piccola Cumania e la Grande Cumania. Le quattro maggiori comunità locali erano i kolbasz/olas nell'alta Cumania intorno a Karcag e le altre tre nella bassa Cumania.

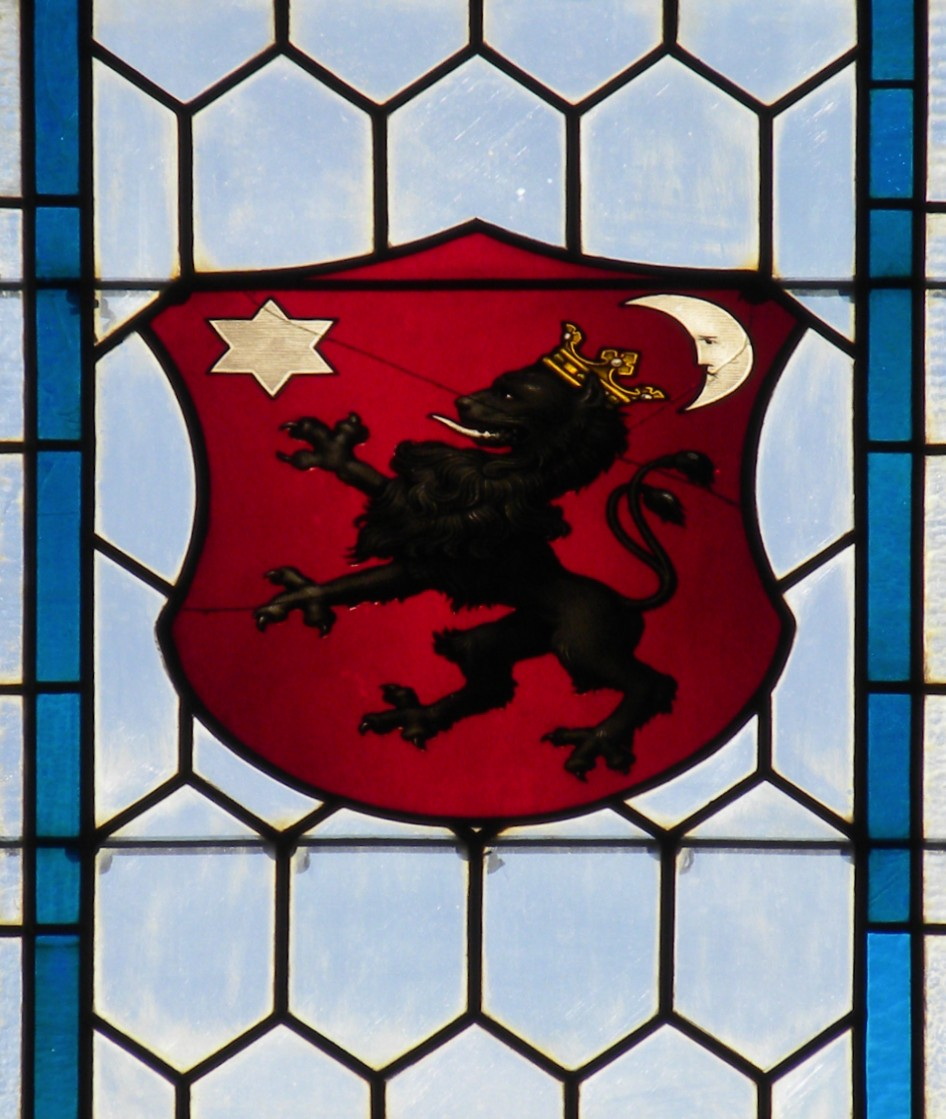
Stemma storico della Cumania. Finestra di vetro colorato nella navata meridionale della Cattedrale di Santa Elisabetta, Košice, Slovacchia

La lingua cumana scomparve dall'Ungheria nel XVII o XVIII secolo, forse in seguito all'occupazione turca. L'ultimo parlante che riusciva a esprimersi sia pur a livello elementare fu István Varró di Karcag, morto nel 1770. Durante gli anni Quaranta del Settecento, quando l'idioma era ormai in disuso, fu realizzata una versione cumana del Padre nostro. Insegnato nelle scuole della Grande e della Piccola Cumania fino alla metà del XX secolo, è diventato una pietra militare dell'identità cumana e, sempre nel Novecento, è riemerso un sentimento di apprezzamento per il patrimonio dei valori tramandati negli anni di una popolazione con così tanta storia alle spalle. La singolarità dei cumani ungheresi si riscontrava anche a livello religioso: il Kiskunság è quasi interamente cattolico, nel Nagykunság i protestanti sono più numerosi dei cattolici, sebbene di poco. Questa coscienza etnica era collegata ai privilegi legali attribuiti al territorio dei cumani. Uno dei biografi che più si interessò a loro nel XIX secolo, Gyárfás István, nel 1870 era dell'opinione che originariamente parlassero ungherese, insieme agli iazigi. L'influenza cumana è presente anche nell'odierno ungherese sotto forma di prestiti linguistici, in particolare nel campo della zootecnia, del cibo, della caccia e del combattimento a cavallo.
Nel 1918, dopo la prima guerra mondiale, nacque in Ungheria il Consiglio nazionale cumano, che fu un tentativo di separare la regione del Kunság (Grande e Piccola Cumania) dallo stato ungherese, e portare alla costituzione di una nazione indipendenza. Di fatto, il consiglio dichiarò l'indipendenza del Kunság il 18 dicembre ed elesse come suo presidente il conte Gedeon Ráday: tuttavia gli sforzi non portarono ad alcun esito. Nel 1939, i discendenti dei cumani organizzarono celebrazioni per il 700º anniversario del loro arrivo in Ungheria, dove enfatizzarono la loro separata esistenza etnica e identità con varie cerimonie. Nel 1995, è stato inaugurato un monumento commemorativo dedicato ai cumani come tributo agli antenati e al ripristino del vecchio distretto di Nagykun. Nel 2009, e successivamente nel 2012, si è tenuto a Karcag un incontro mondiale tra i rappresentanti dei discendenti delle comunità cumane. Durante il primo incontro, durato due settimane, si tennero conferenze accademiche, mostre storiche, pubblicazioni, presentazioni di feste tradizionali e culturali e conferenze sulla popolazione di origine asiatica. Nell'incontro del 2012, il ministro per lo sviluppo rurale Sándor Fazekas ha menzionato come alcune tradizioni umane sopravvivessero ancora, in particolare i costumi, le canzoni popolari e il cibo.
I toponimi derivanti dalla lingua cumana si possono rintracciare in alcune contee rumene di Vaslui e Galați e forse anche in questi municipi stessi. Quando alcuni Cumani si trasferirono in Ungheria dalla Romania portarono con sé cani di razza komondor, dichiarati uno dei tesori nazionali dell'Ungheria, da preservare e proteggere da eventuali incroci di razze. Komondor deriva da Koman-dor, che significa "cane cumano".

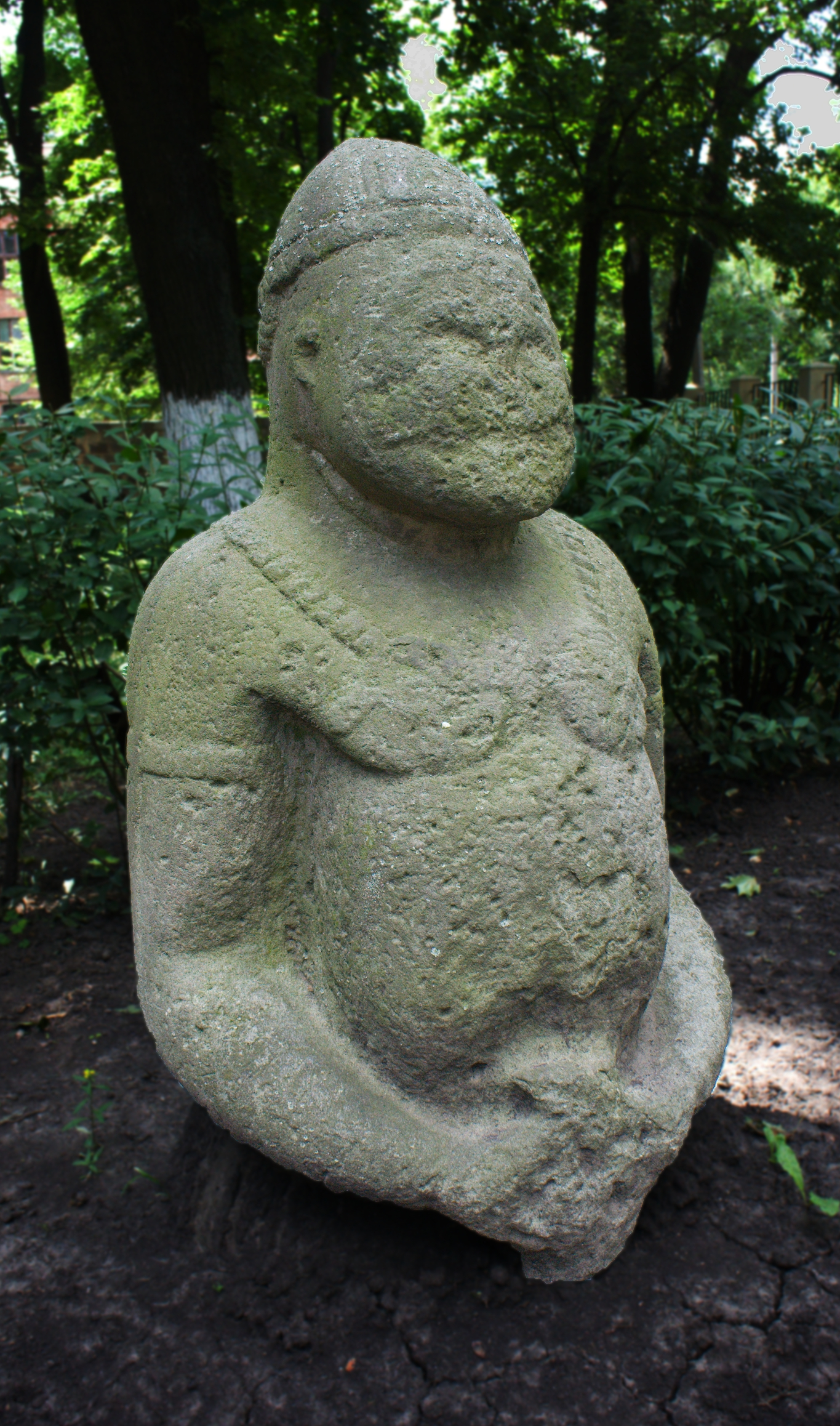
Scultura cumana a Charkiv, Ucraina

Nei paesi in cui sono stati assimilati, cognomi di famiglia derivati dalla parola "Cuman" (come coman o kun, "kuman") non sono rari: delle tracce sono presenti nei cognomi bulgari Kunev o Kumanov (femminile Kuneva, Kumanova) e Asenov, le sue varianti nella Macedonia del Nord Kunevski, Kumanovski (femminile Kumanovska); il kazako Kumanov; i diffusi cognomi magiari Kun, Csertan, Csoreg, Kokscor, Karacs, Kekcse; il cognome, sempre ungherese, Kangur e soprannome di una delle famiglie di Karcag (le parole Kangur e Karcag derivano rispettivamente da Qongur e Qarsaq e ricorrono come nomi di tribù moderni kazake - le tribù kipčake Qongur e Qarsaq, così come i nomi usati dai kirghizi nell'epopea di Manas - menzionato come Kongur-bay, signore del popolo mongolo Kalmyk e guerriero Kongrolu); il cognome ungherese di Kapscog (da "Kipchak") - Kapsog Tojasos Kovacs, un soprannome della famiglia Kovacs, così come il nome di Eszenyi Kopscog dell'Ungheria; e il cognome greco Asan. I nomi "Coman" in Romania e i suoi derivati, tuttavia, non sembrano avere alcun collegamento con i cumani medievali, poiché non si registrano fino a tempi molto recenti e i luoghi con la più alta frequenza di tali nomi non hanno prodotto alcuna prova archeologica dell'insediamento cumano.
Nel corso del tempo, la cultura cumana ha esercitato un'influenza sul ciango ungheresi e nella cultura romena in Moldavia, a causa dei magiari trasferitisi in loco tra il XIV e il XV secolo. Hakan Aydemir, un linguista turco, afferma che l'"ir" del dialetto ciango e siculo di Transilvania, che significa "taglio", "incisione", nonché le parole "urk/uruk" ("corda", "cappio"), "dszepu ("lana") e" korhany "("piccola montagna", "collina") sono di origine cumano-kipčaka: inoltre, potrebbe esserci qualche legame con l'alfabeto utilizzato dai siculi. Diversi accademici rumeni e ungheresi ritengono che una significativa comunità cumana vivesse in Moldavia nel XV secolo, la quale fu lentamente assorbita dai rumeni. Le persone in Ungheria con il cognome Palóc discendono dai cumani, (e forse chi si chiama Kabars dai peceneghi) derivante dal termine slavo Polovets/Polovtsy. La prima testimonianza scritta della parola "palóc" come definizione di un popolo appare nel registro Mezőkövesd nel 1784; gli studiosi ritengono inoltre che non vi sia alcuna connessione tra i cumani e i cognomi olandesi Kooman(s), Koman(s), Koeman(s), (De) Cooman(s) e Coman(s), utilizzati in particolare nell'area fiamminga e nella contea olandese della Zelanda. Si crede che questi cognomi siano di epoca medievale e significassero "mercante".
I cumani appaiono nel poema epico della cultura rus' Rus poema epico Canto della schiera di Igor' e ricoprono il ruolo di nemici nell'opera di Alexander Borodin Il principe Igor', appartenente all'insieme di danze polovesiane.
Anche diversi villaggi in Turchia presentano legami con i cumani, come ad esempio Kumanlar, inclusa la regione sulla costa del mar Nero. I popoli autoctoni della Repubblica dell'Altaj, ovvero i cumandini (Kumandy), discendono dai cumani. Nel XVII secolo, i cumandini vivevano lungo il fiume Čaryš, vicino alla sua confluenza con il fiume Ob'. Nikolai Aristov e Jos Gommans hanno collegato i cumandini e i celcani agli antichi turchi, "che nel VI-VIII secolo d.C. crearono in Asia centrale un potente stato nomade, il cui nome [...] era Kaganato turco".
Anche le persone di origine cumano-kipčaka divennero personaggi influenti tra i mamelucchi: un importante sultano cumano del sultanato mamelucco egiziano, il sultano Baybars (regnò dal 1260 al 1277), sconfisse il re Luigi IX di Francia e resistette all'invasione mongola, sconfiggendo l'esercito mongolo nella battaglia di Ayn Jalut (1260) e a Elbistan (1277), impiegando in quest'ultimo caso la tattica della ritirata fittizia. I mamelucchi nell'impero conservarono un senso particolarmente forte dell'identità cumana, al punto che la biografia del sultano Baibars, come testimoniato da Ibn Shaddad, si concentrava in maniera consistente sulla sua nascita e sui primi anni a Desht-i-Kipchak ("Steppa dei kipčaki" o Cumania), nonché sulla schiavitù e sui successivi viaggi in Bulgaria e nel Vicino Oriente. Lo storico Dimitri Korobeinikov segnala come la storia di Baibars riassuma il tragico destino riservato a molti cumani a seguito della battaglia del fiume Kalka (1223) e dell'invasione mongola dell'Europa (1223-1242). Roman Kovalev afferma che questo resoconto può essere ulteriormente percepito come un meccanismo per la conservazione di una memoria collettiva che riflette ampiamente un senso di identità umana nel Sultanato mamelucco. Nell'ultima parte del 1260 questo si unirono all'Orda d'Oro nella lotta contro l'Ilkhanato. La creazione di questa specifica classe di guerrieri, descritta come "fenomeno mamelucco" da David Ayalon, risultò di grande importanza politica.
Nel villaggio ungherese di Csengele, ai margini di quella che è ancora chiamata Kiskunsag ("Piccola Cumania"), uno scavo archeologico nel 1975 ha portato alla luce le rovine di una chiesa medievale con 38 sepolture. Diverse tra queste presentavano tutte le caratteristiche della vita quotidiana dei cumani: costumi riccamente ingioiellati, una mazza a 12 punte come arma, cinture ossee e resti di carne di maiale verosimilmente sacrificato. In considerazione dei beni culturali e dei dati storici, gli archeologi hanno concluso che le tombe fossero effettivamente cumane e da inquadrare dopo la metà del XIII secolo; è lecito desumere che alcuni dei primi coloni in Ungheria provenissero da quel gruppo etnico. Nel 1999, a circa 50 metri dalla chiesa di Csengele, è stata scoperta la tomba di un cumano di alto rango dello stesso periodo; si tratta della prima antropologicamente autenticata di un capo cumano localizzato in Ungheria e il contenuto è coerente con l'identità etnica dei resti scavati dalle sepolture della chiesa. Un'area separata della tomba del capo conteneva lo scheletro completo di un cavallo.
Considerato l'elevato numero di cumani trasferitisi in Transilvania (tra cui si può citare come personaggio di spicco Basarab I di Valacchia), si è a lungo speculato sull'origine etnica di Vlad III, comunemente noto per aver ispirato il personaggio di Dracula, da taluni ritenuto non autoctono della Romania e invece legato alla popolazione nomade originaria dell'Asia centrale. Si tratta di un'affermazione che però al momento è lungi dal trovare appigli incontestabili.

### Genetica
Le origini etniche dei Cumani risultano oggetto di dibattito storiografico. Si dice che i Cumani avessero i capelli biondi, la pelle chiara e gli occhi azzurri (cosa che li distingueva dagli altri gruppi e più tardi ha scatenato diversi dubbi tra gli storici), sebbene spesso si distinguessero per le loro caratteristiche altaico-mongoloidi.
Uno studio genetico condotto sulle sepolture umane in Ungheria ha determinato che avevano lignaggi di DNA mitocondriale eurasiatico (mtDNA) sostanzialmente più occidentali. In uno studio del 2005 di Erika Bogacsi-Szabo e altri studiosi del mtDNA della popolazione nomade cumana migrata nella pianura Pannonica durante il XIII secolo, sono stati rilevati sei aplogruppi. Dai dati emerge:
Lo studio ha concluso che i motivi mitocondriali dei cumani di Csengele mostrano le mescolanze genetiche con altre popolazioni piuttosto che i legami con i progenitori dell'Asia centrale. Nello studio si è sancito inoltre: "Questo risultato potrebbe essere frutto delle abitudini dei nomadi cumani. I cavalieri delle steppe formavano un'unità politica indipendente dalla loro discendenza materna o dalla loro lingua e divenivano membri di una confederazione tribale. Secondo le leggende, i cumani spesso rapivano le donne dai territori saccheggiati, ragion per cui i lignaggi materni di gran parte del gruppo rifletterebbero il lignaggio materno di quelle popolazioni che avevano una connessione geografica con i cumani durante le loro migrazioni. Tuttavia, l'aplotipo mitocondriale asiatico nel campione Cu26 potrebbe ancora riflettere le origini asiatiche dei Cumanians di Csengele. Ad ogni modo, quando i cumani abbandonarono le steppe transcarpatiche e si stanziarono in Ungheria, avevano acquisito molti elementi genetici più occidentali, probabilmente dai popoli di lingua slava, ugro-finnica e turca che abitavano le regioni a nord del nero e mar Caspio". I risultati dei campioni sono stati rapportati su un grafico confrontandole con altre popolazioni eurasiatiche, cosa che ha mostrato le distanze genetiche tra loro. Gli eurasiatici sono state divisi in due cluster distinti: uno conteneva tutte le popolazioni dell'Asia orientale e centrale e può essere diviso in due sottogruppi; uno include perlopiù comunità dell'Asia orientale (buryat, coreani e kirghizi del sud) e l'altro ospita principalmente gruppi dell'Asia centrale (mongoli, kazaki, kirghizi del nord e uiguri). Il secondo cluster conteneva le popolazioni europee: all'interno di esso, per via dell'HVS I, non era rilevabile una struttura chiara, ma quasi tutte le popolazioni europee, compresi gli ungheresi moderni, si potevano individuare in una sezione a piccole distanze tra loro. I cumani non appartenevano a una simile classificazione e sono stati trovati sopra l'ascissa del grafico, ovvero tra quelle comunità dell'Asia centro-orientale. I moderni cumani di Csengele, localizzati in Ungheria, geneticamente più vicini ai finlandesi, sono stati trovati sopra l'ascissa del grafico: questa è la popolazione del secondo cluster, che è il più vicino al cluster dell'Asia centro-orientale. I moderni cumani di Csengele, in Ungheria, sono geneticamente più vicini ai finlandesi,sono stati trovati sopra l'ascissa del grafico: questa è la popolazione del secondo cluster, che è il più vicino a quello dell'Asia centro-orientale. I moderni Cumani di Csengele, in Ungheria, sono geneticamente più vicini ai finlandesi, ai komi e ai turchi. I discendenti oggi localizzati in Ungheria sono geneticamente differenziati dai magari e da altre popolazioni europee.
In relazione ai cumandini, Potapov e Pankratov li hanno considerati antropologicamente imparentati con gli Urali e suggerirono che fossero meno dell'Asia orientale degli altaiani veri e propri. La maggioranza del DNA mitocondriale era collegato al nord est asiatico e agli aplogruppi C o D con anche una grande minoranza di linee eurasiatici ovest come quello U.

## Galleria d'immagini

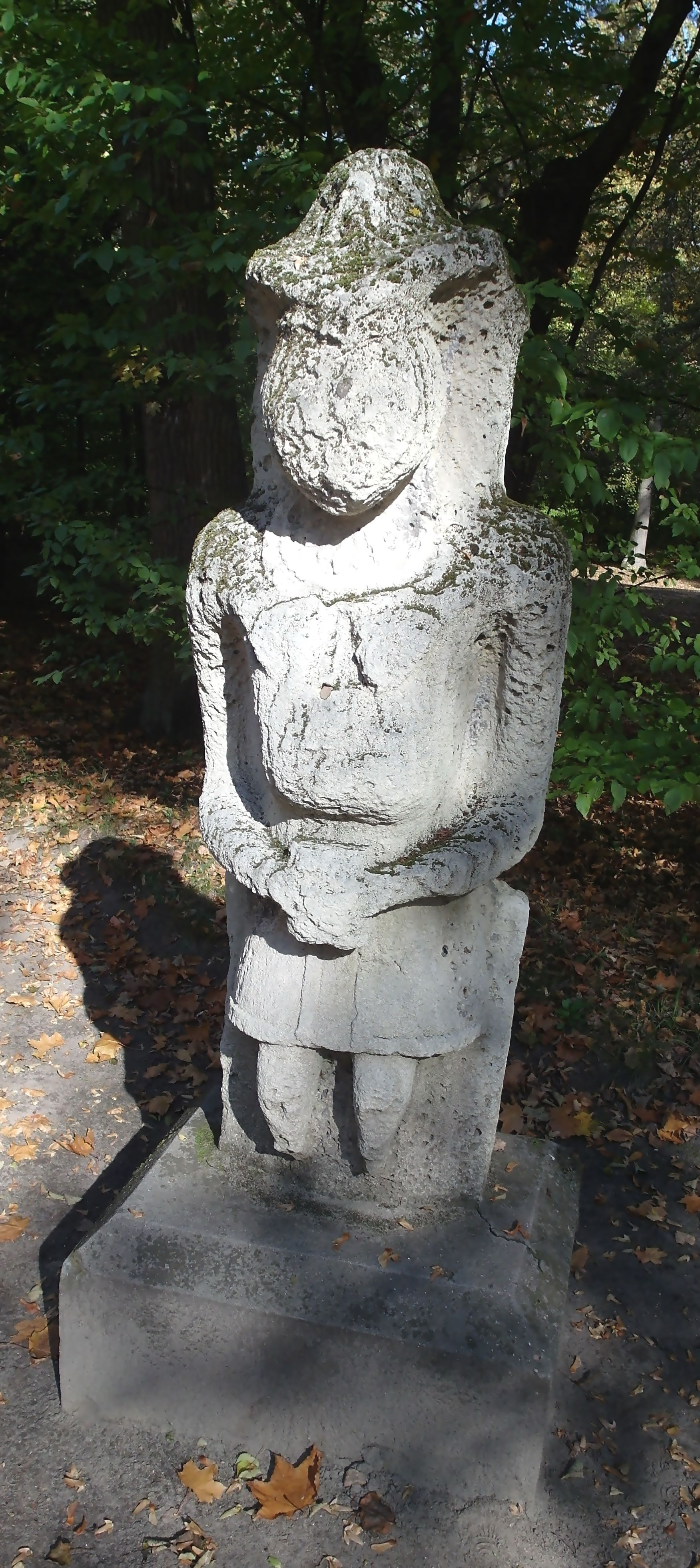
Statua cumana del corredo funebre a Nieborów, Polonia centrale
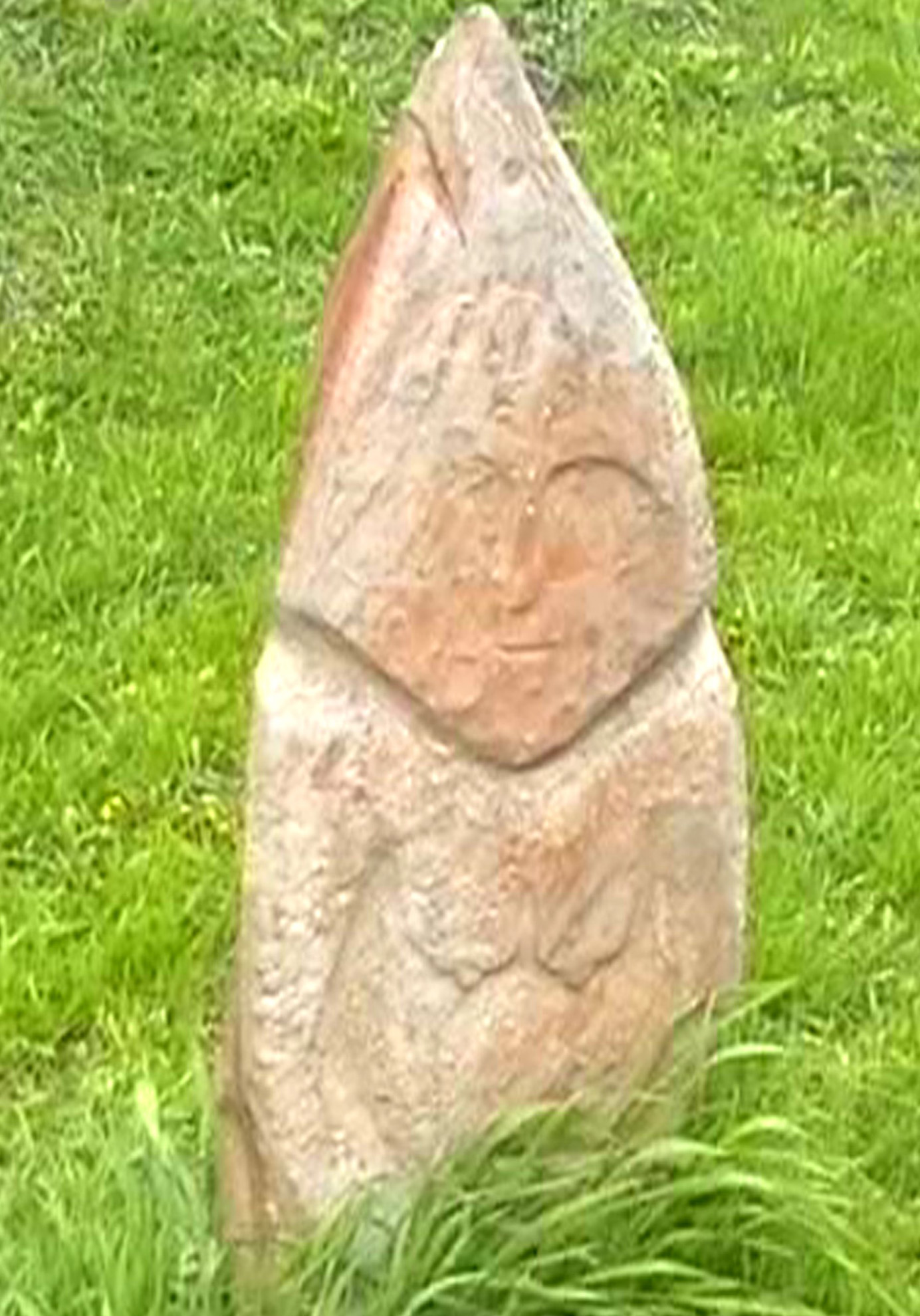
Lapide presso Luhansk risalente all'XI secolo
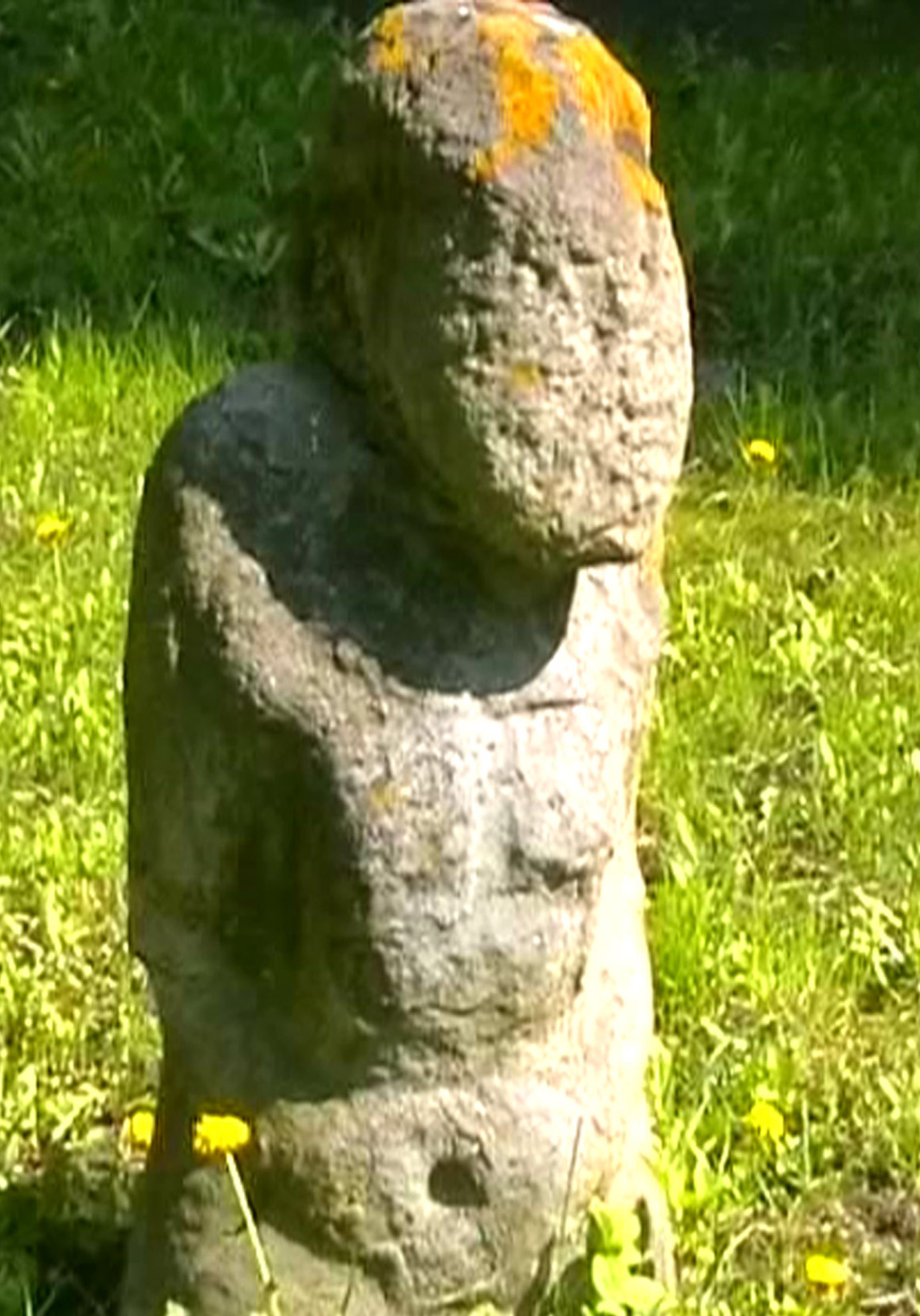
Statuetta funeraria presso Luhansk risalente all'XI secolo
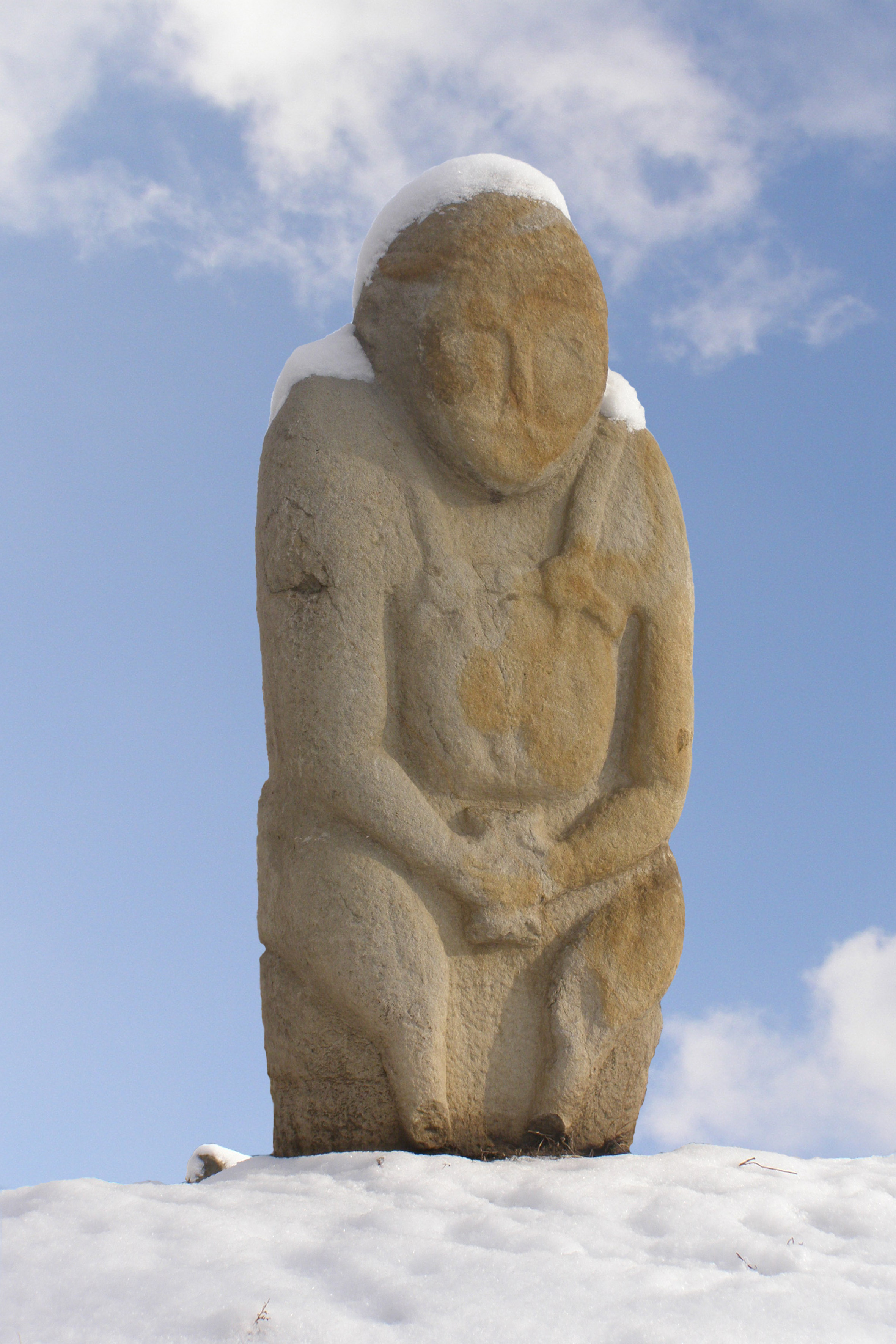
Statuetta funeraria presso Luhansk risalente all'XI secolo
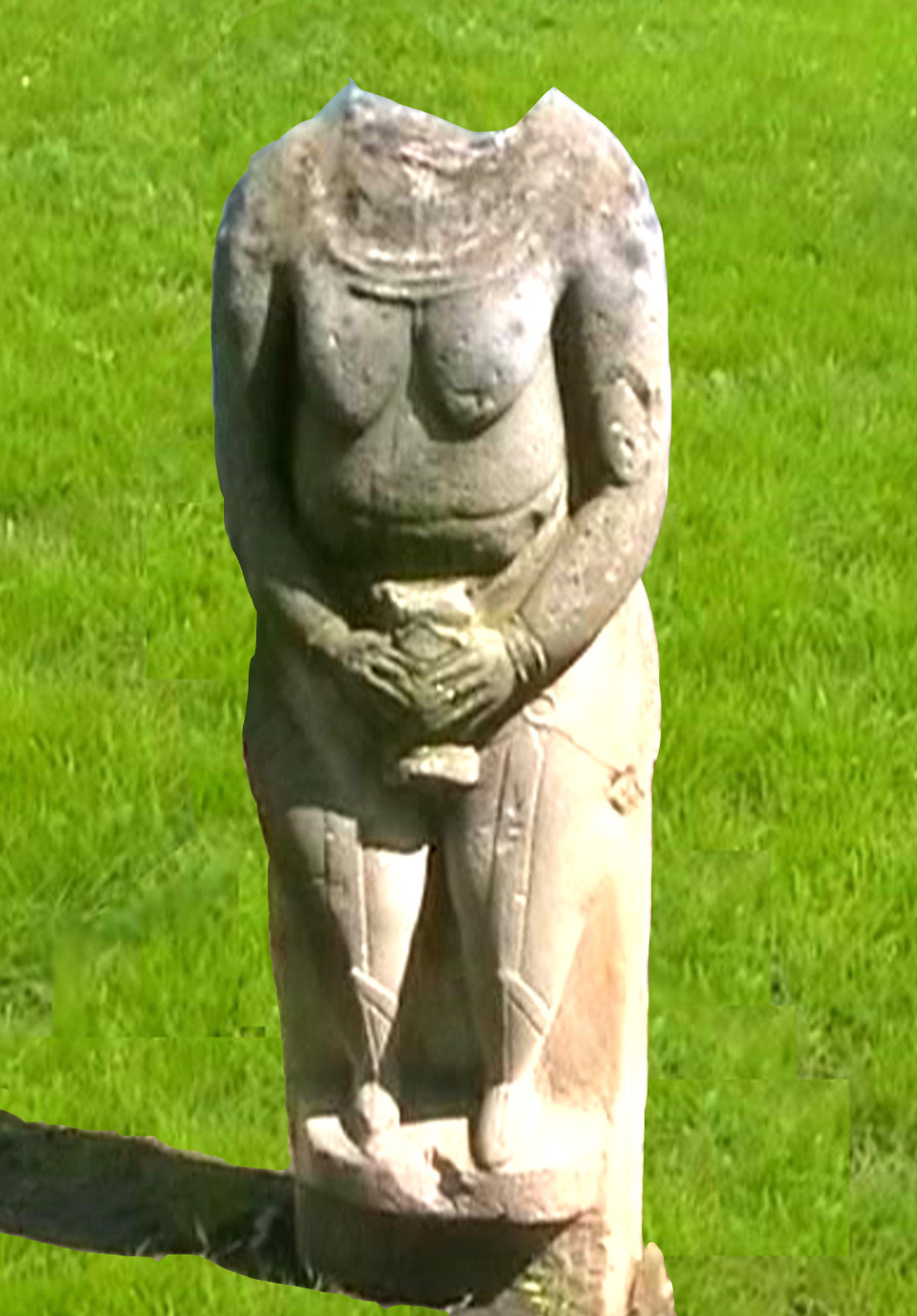
Statuetta funeraria presso Luhansk risalente all'XI secolo
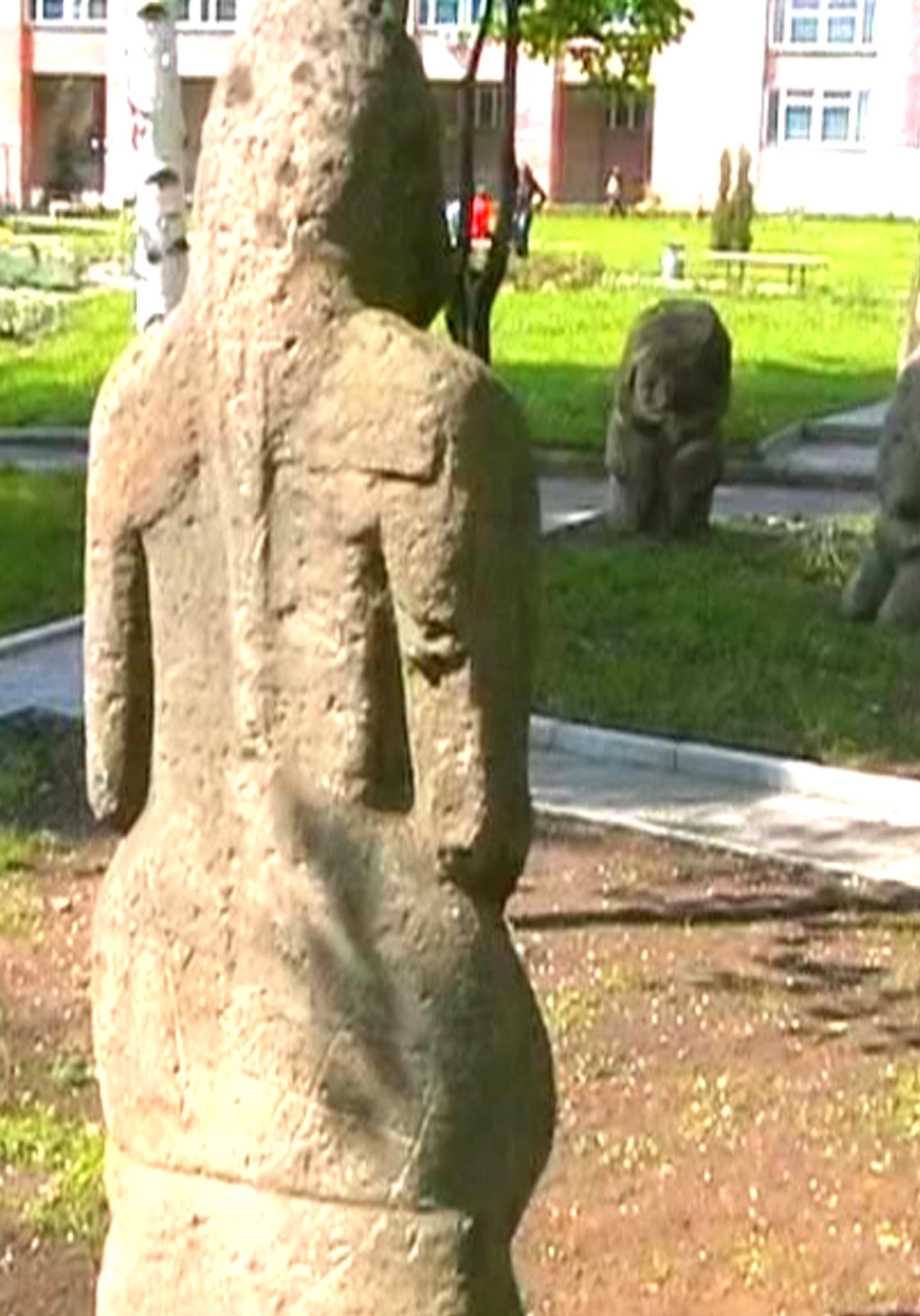
Statuetta funeraria presso Luhansk risalente all'XI secolo
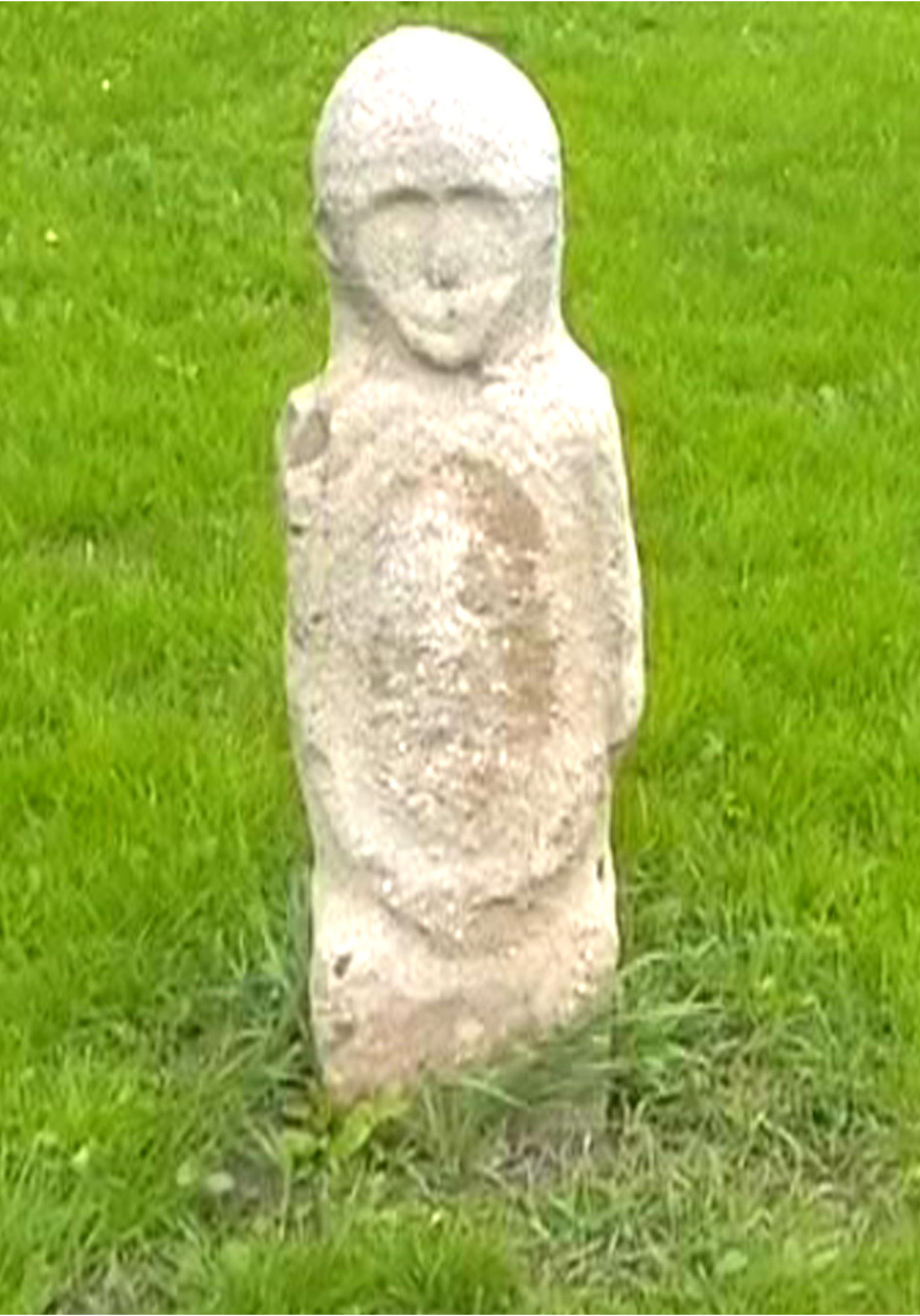
Statuetta funeraria cumana
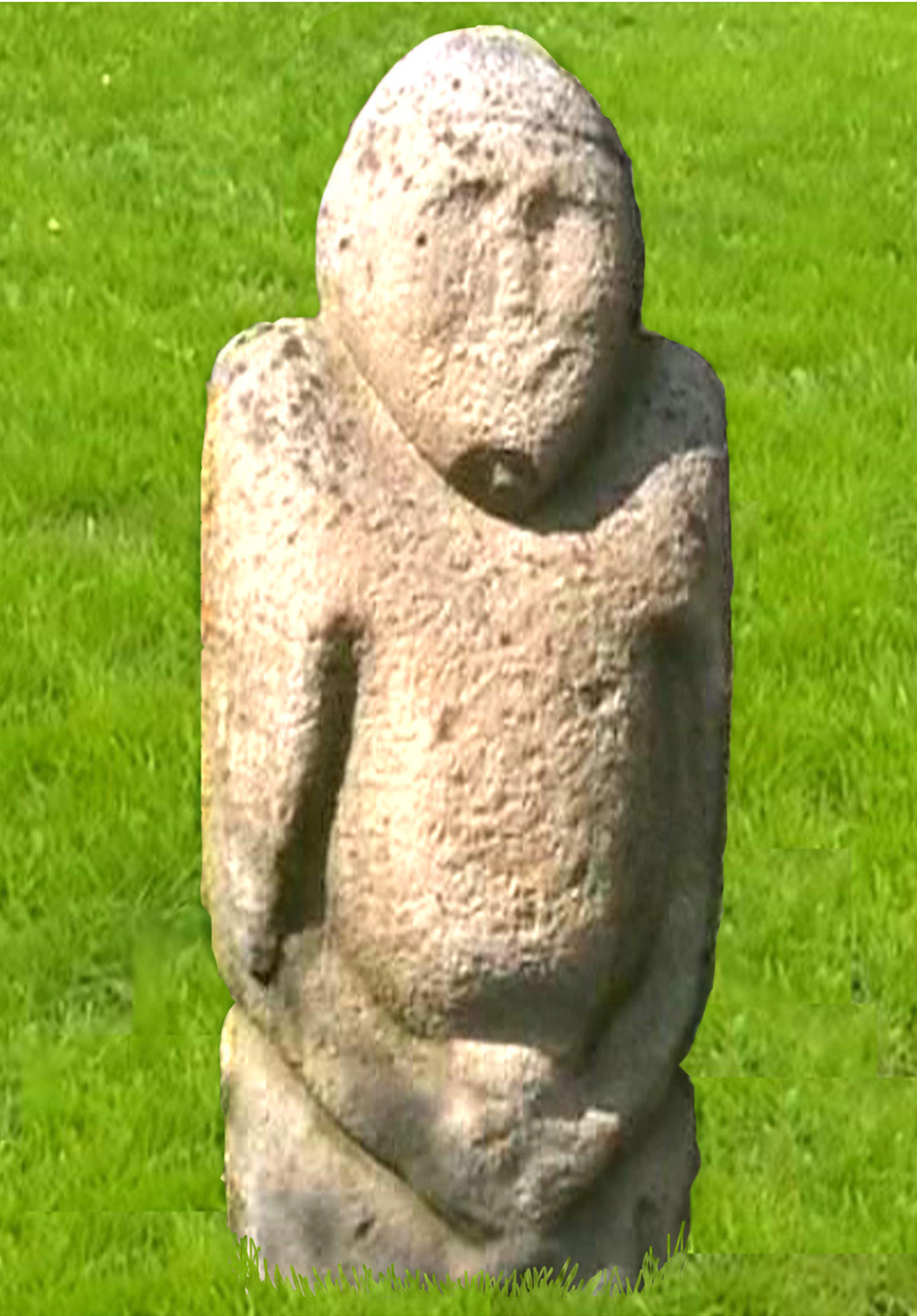
Statuetta cumana
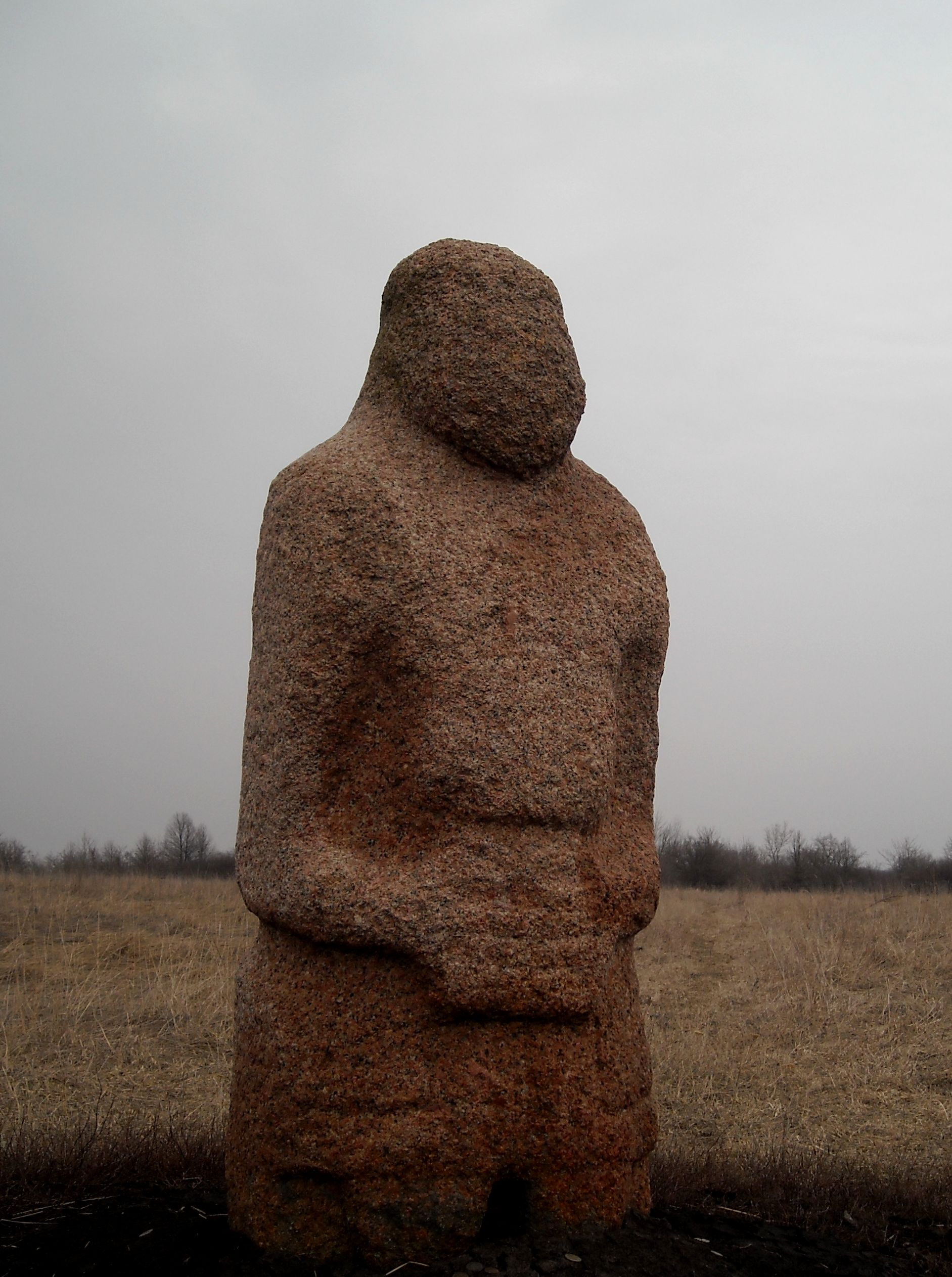
Scultura cumana
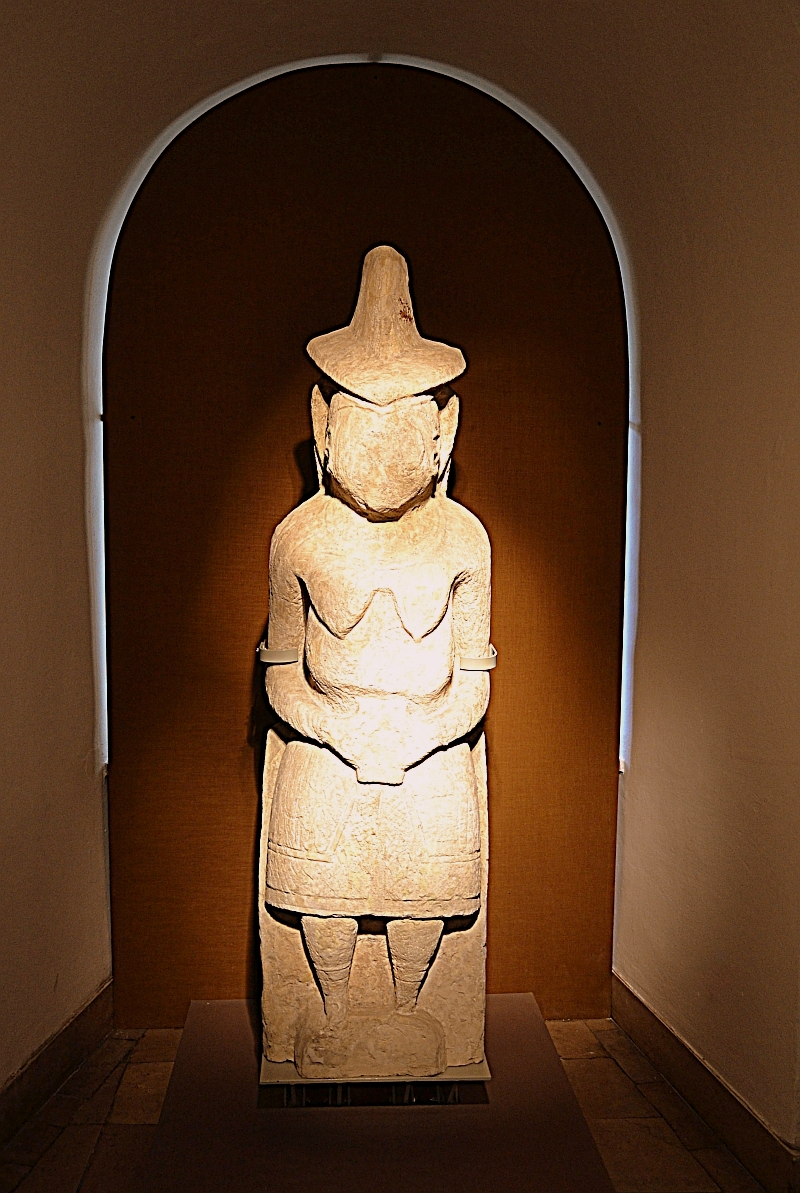
Statuetta cima presso Stadnitsja Kiev del XII secolo circa
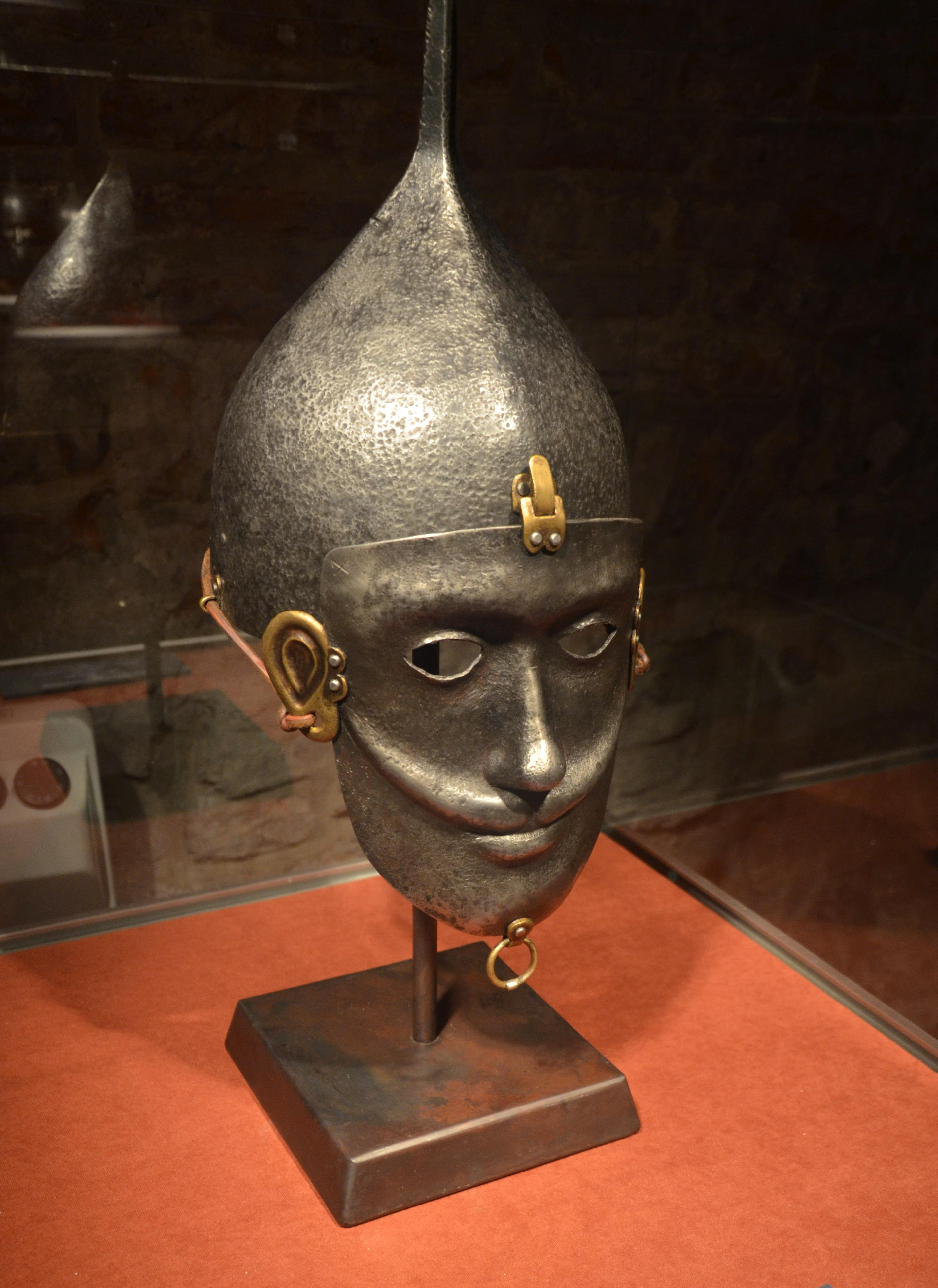
Maschera da battaglia cumana
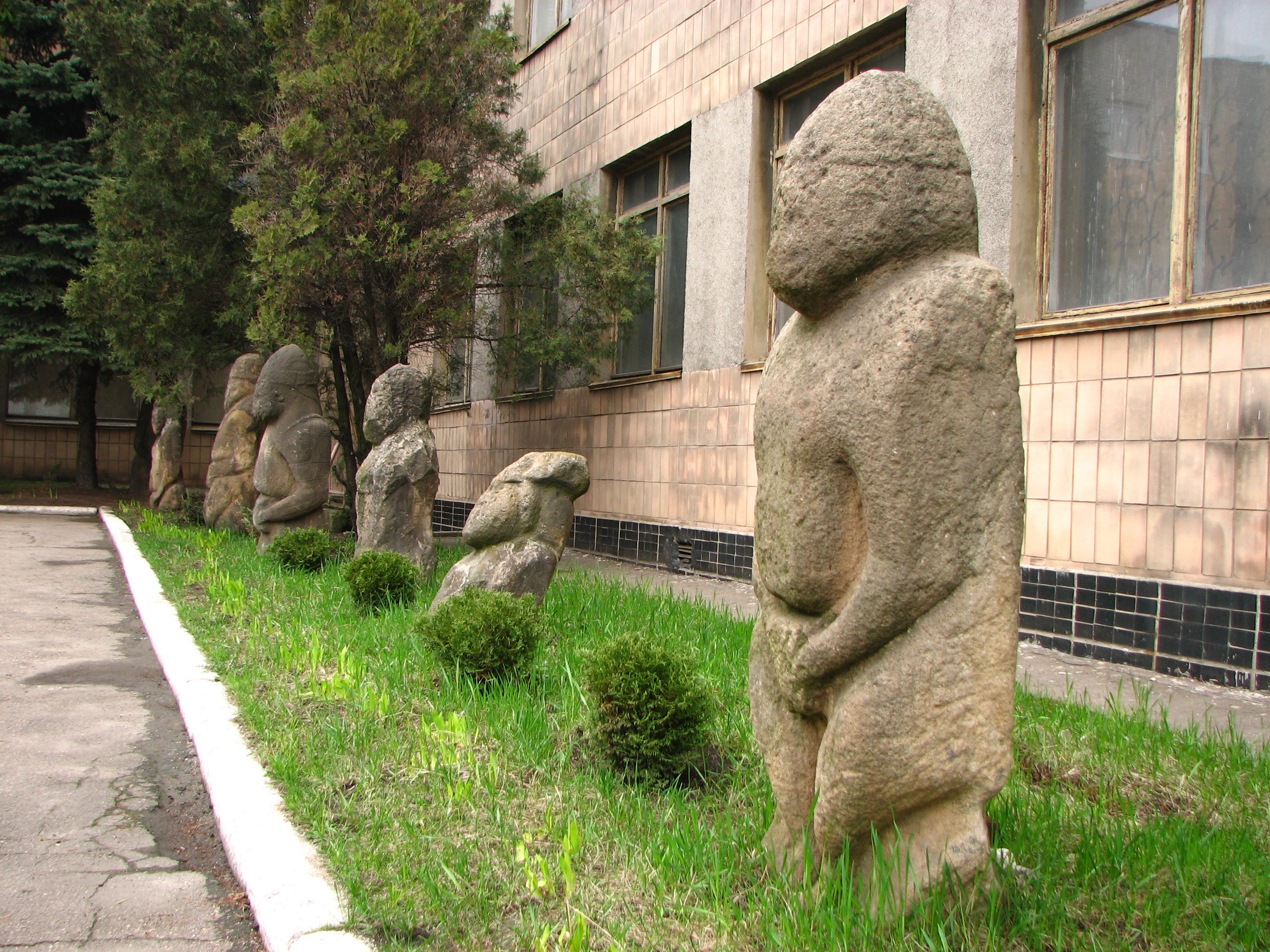
Statuetta cumana conservata presso il museo di storia locale di Donec'k
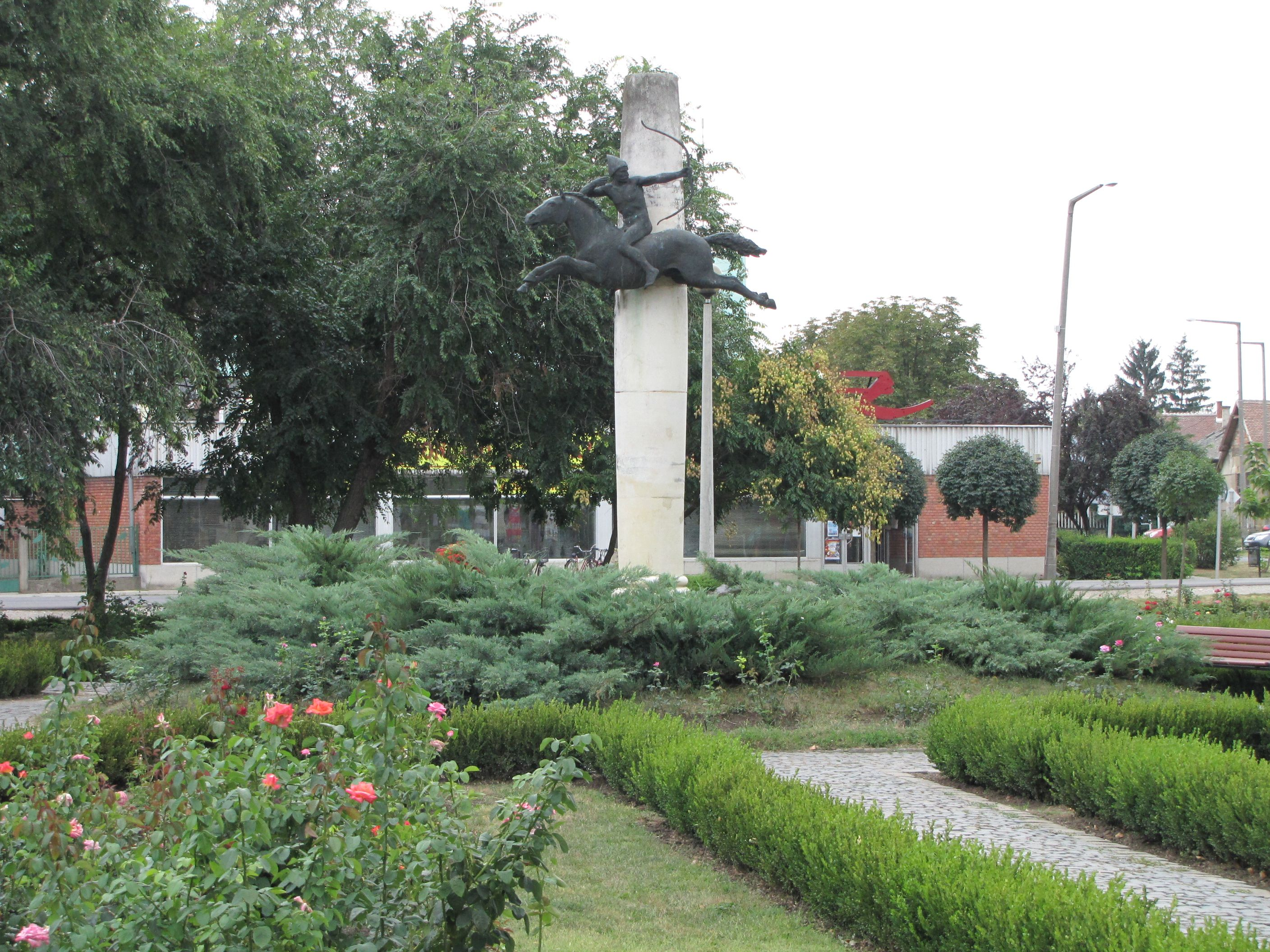
Statua equestre di un guerriero cumano, Kunhegyes, Ungheria
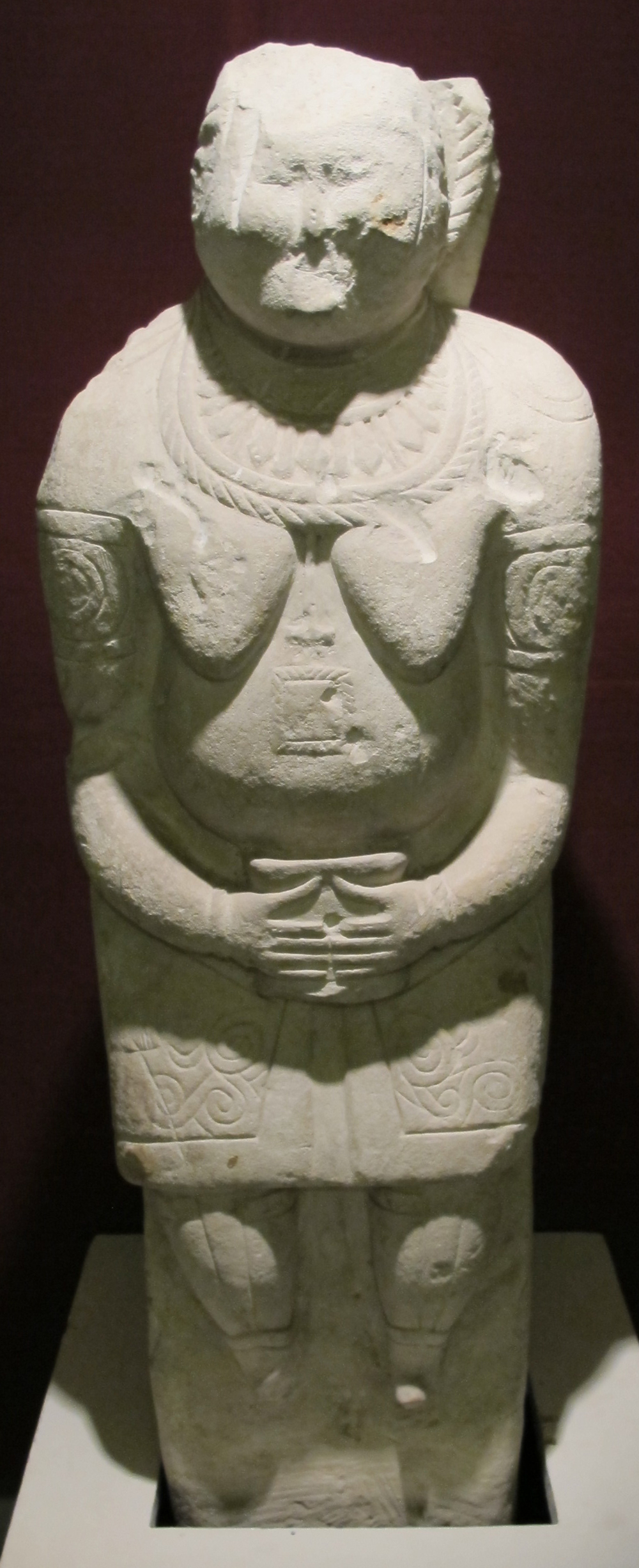
Statua polovesiana del figlio di kipčak, XII secolo
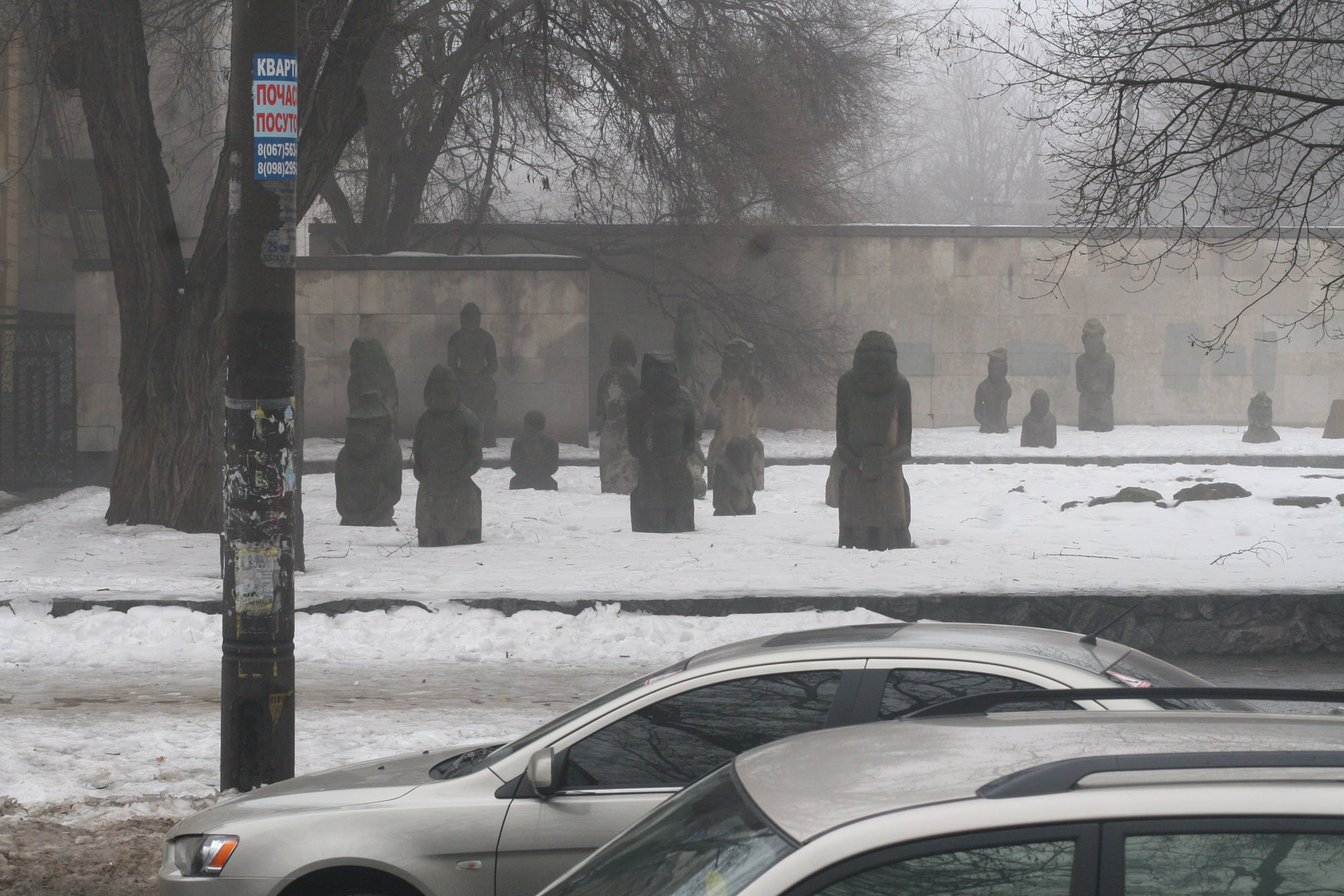
Statua cumana conservata presso l'Akademik Yavornitskyi Prospekt, Dnipro
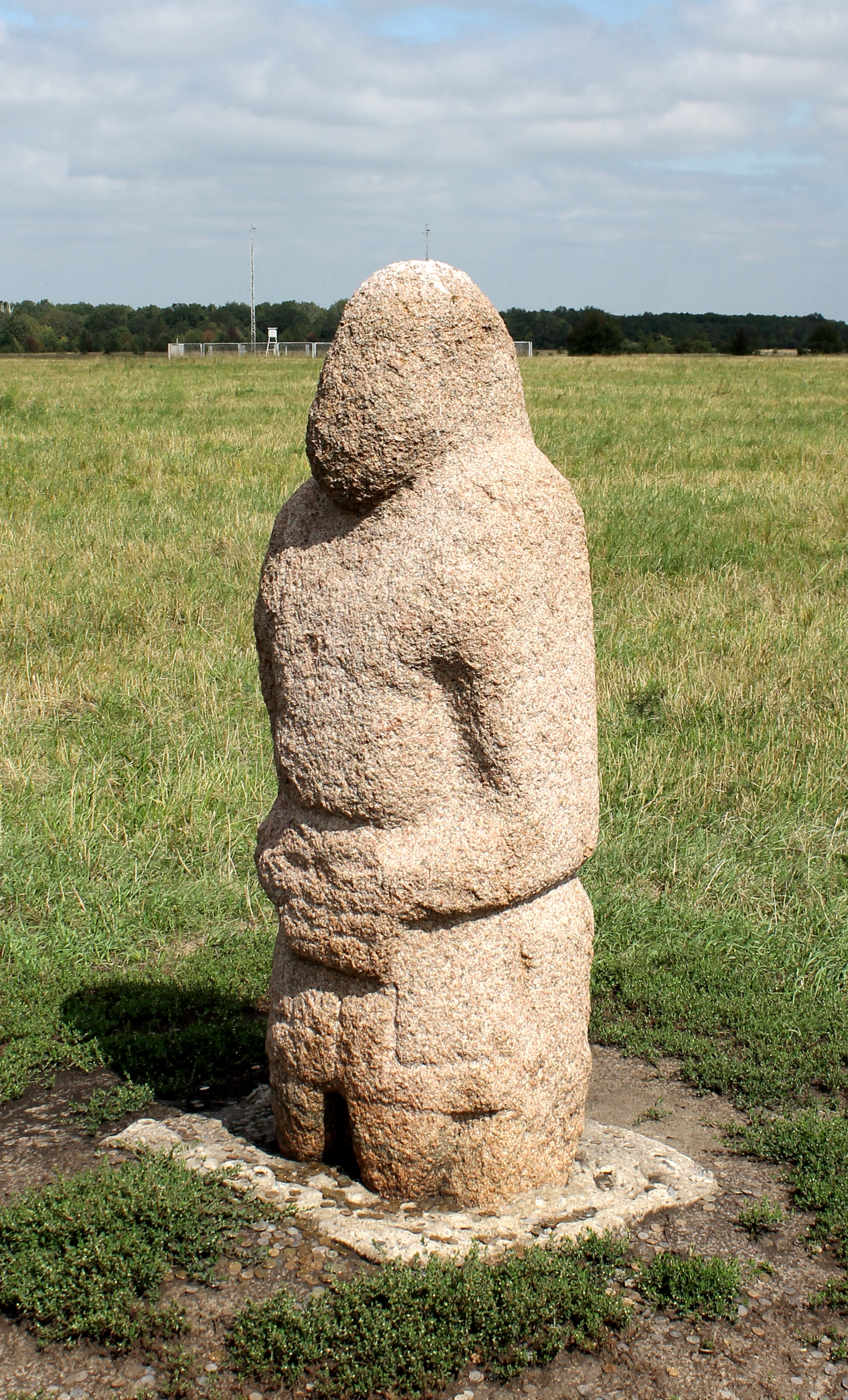
Statua cumana
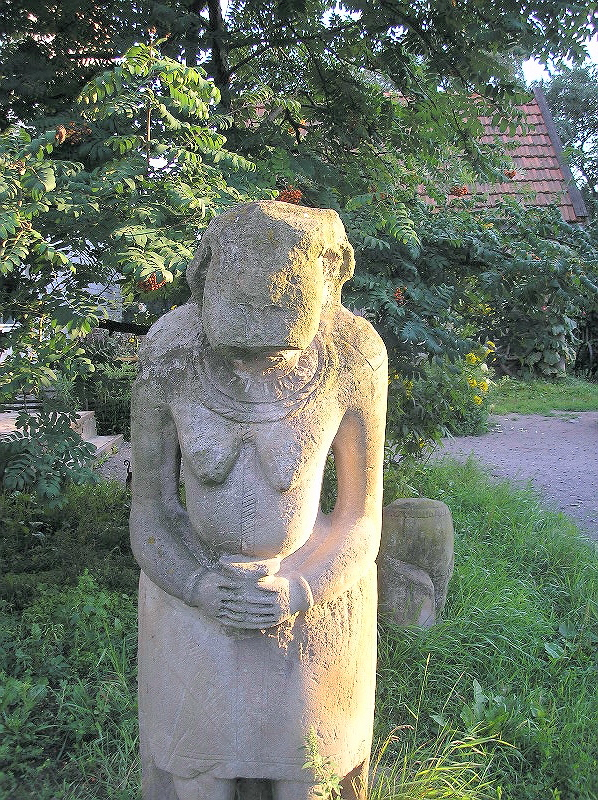
Statuetta nel museo a cielo aperto a Prelesne
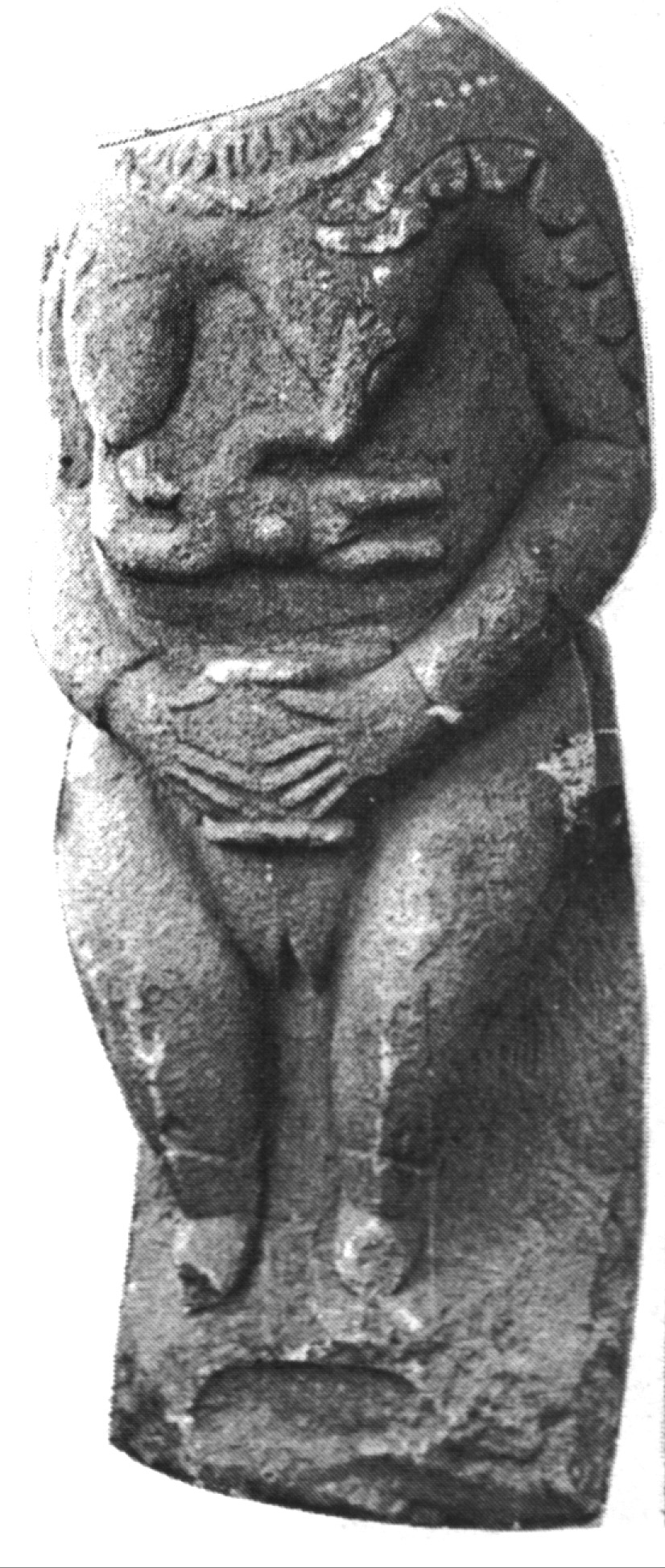
Madonna di Chormukhinsk, Luhansk
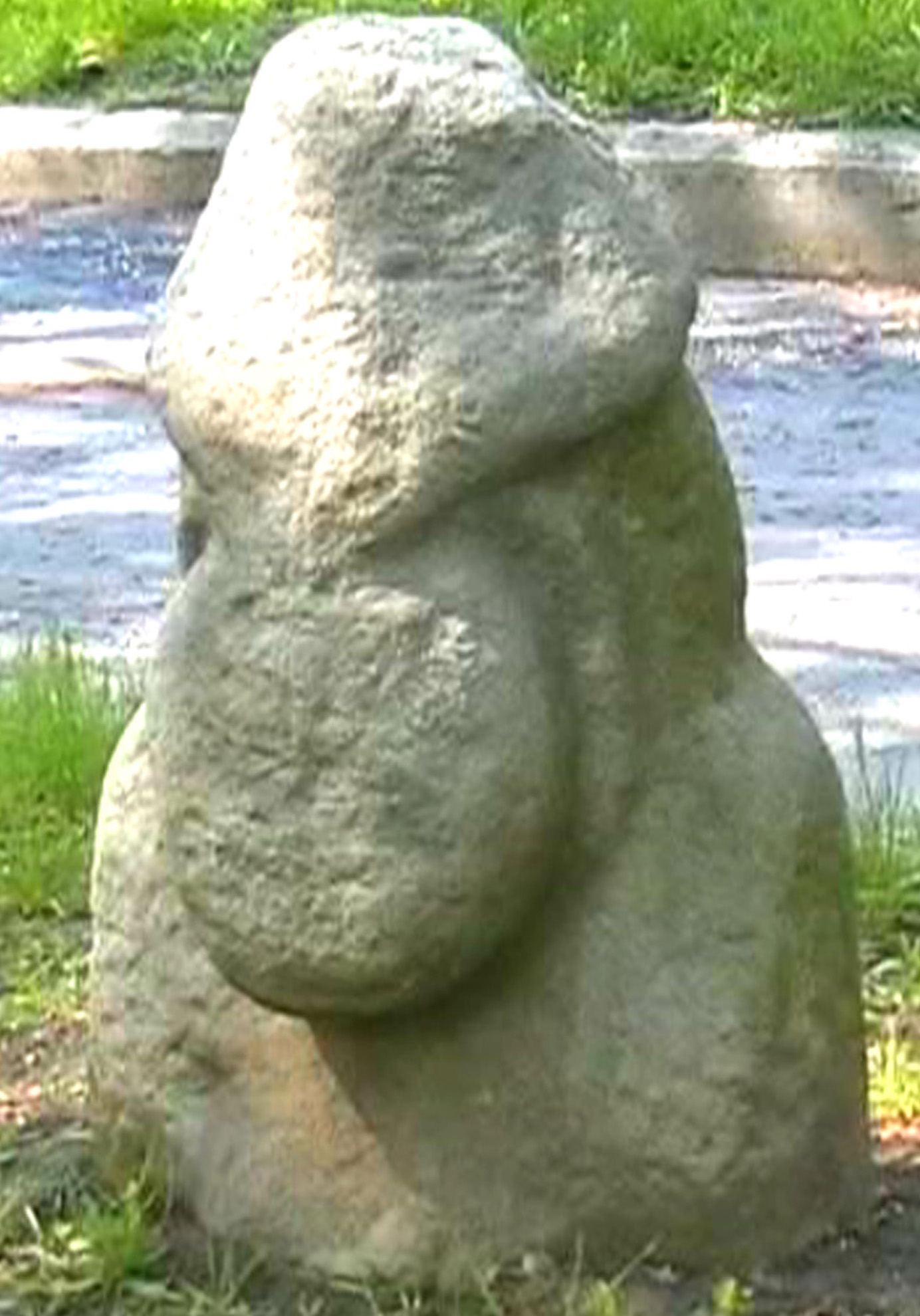
Statuetta funeraria cumana
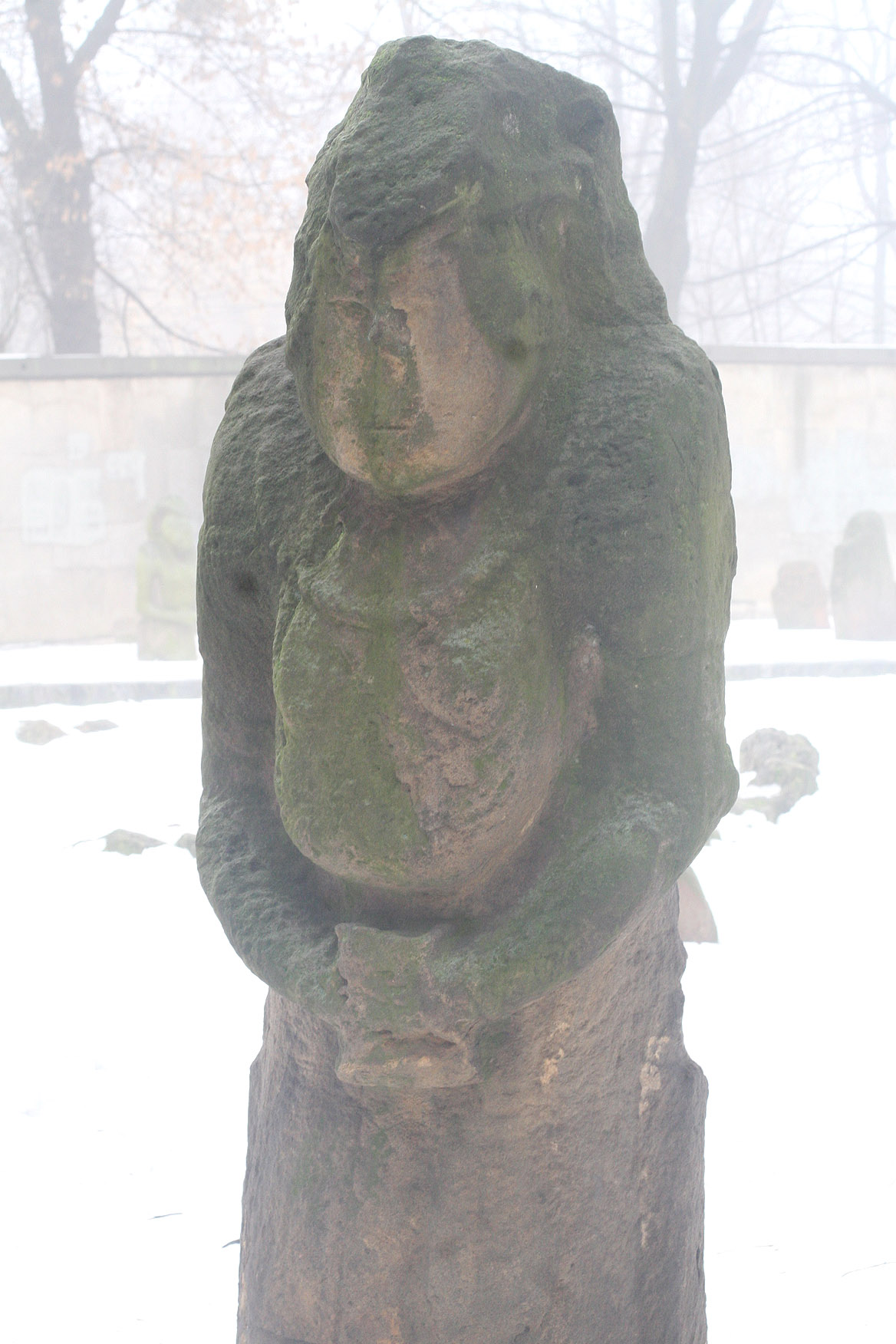
Statuetta funeraria cumana
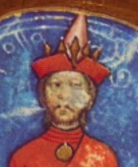
Ladislao IV detto "il Cumano" d'Ungheria, XIV secolo
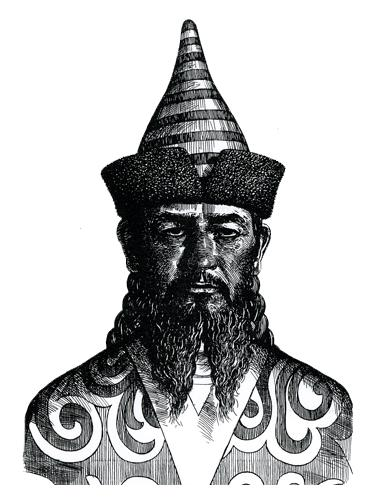
Ladislao IV d'Ungheria detto "il Cumano"
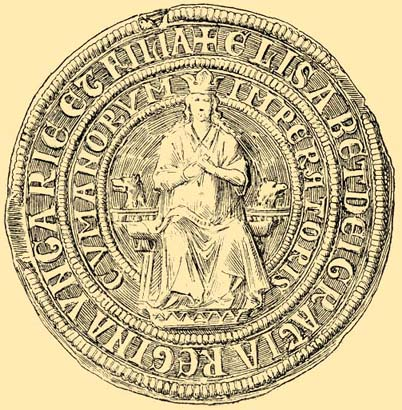
Sigillo medievale di Elisabetta dei Cumani
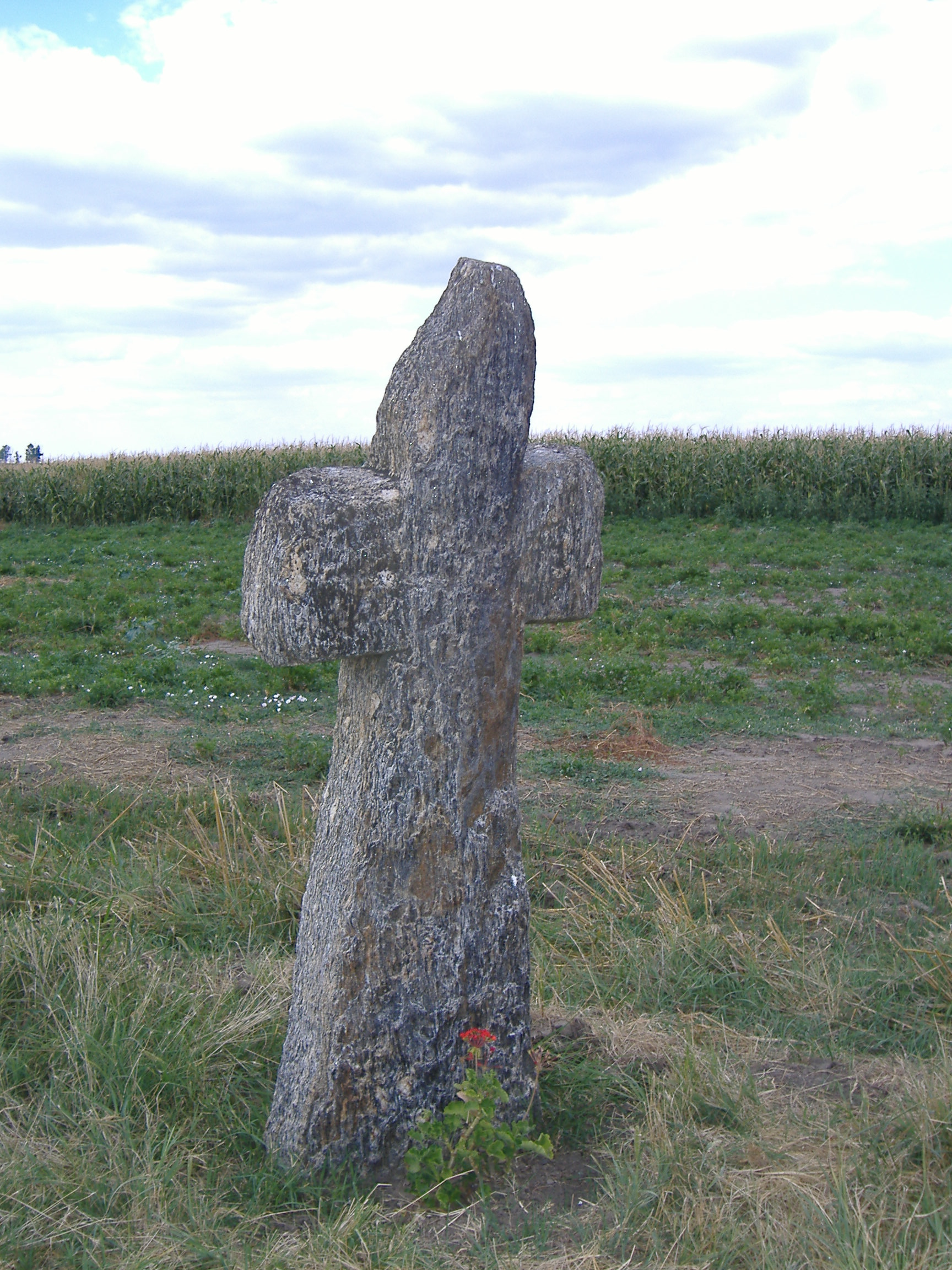
Kunkereszt ("Croce cumana") a Belez, frazione di Magyarcsanád, Ungheria
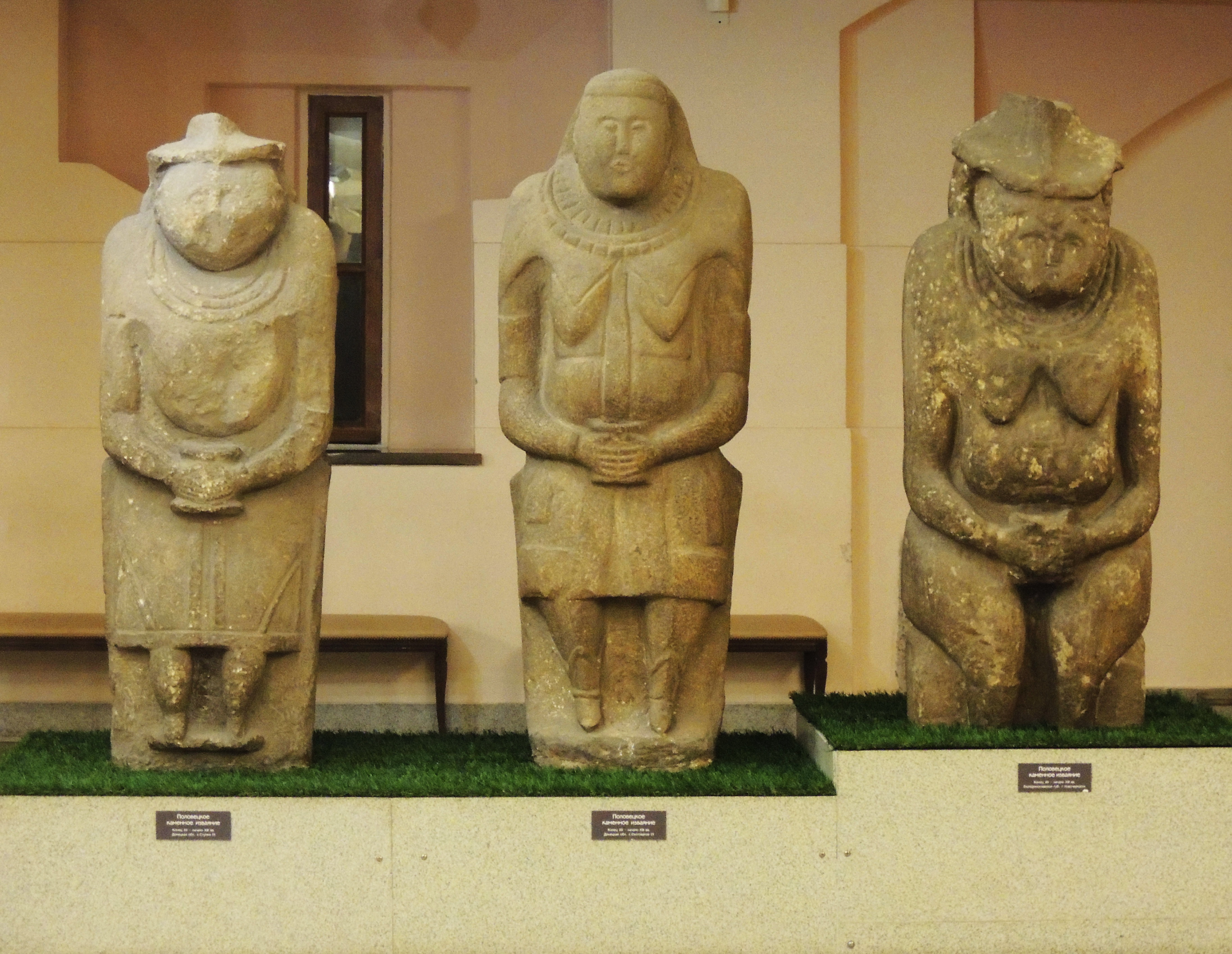
Statue cumane
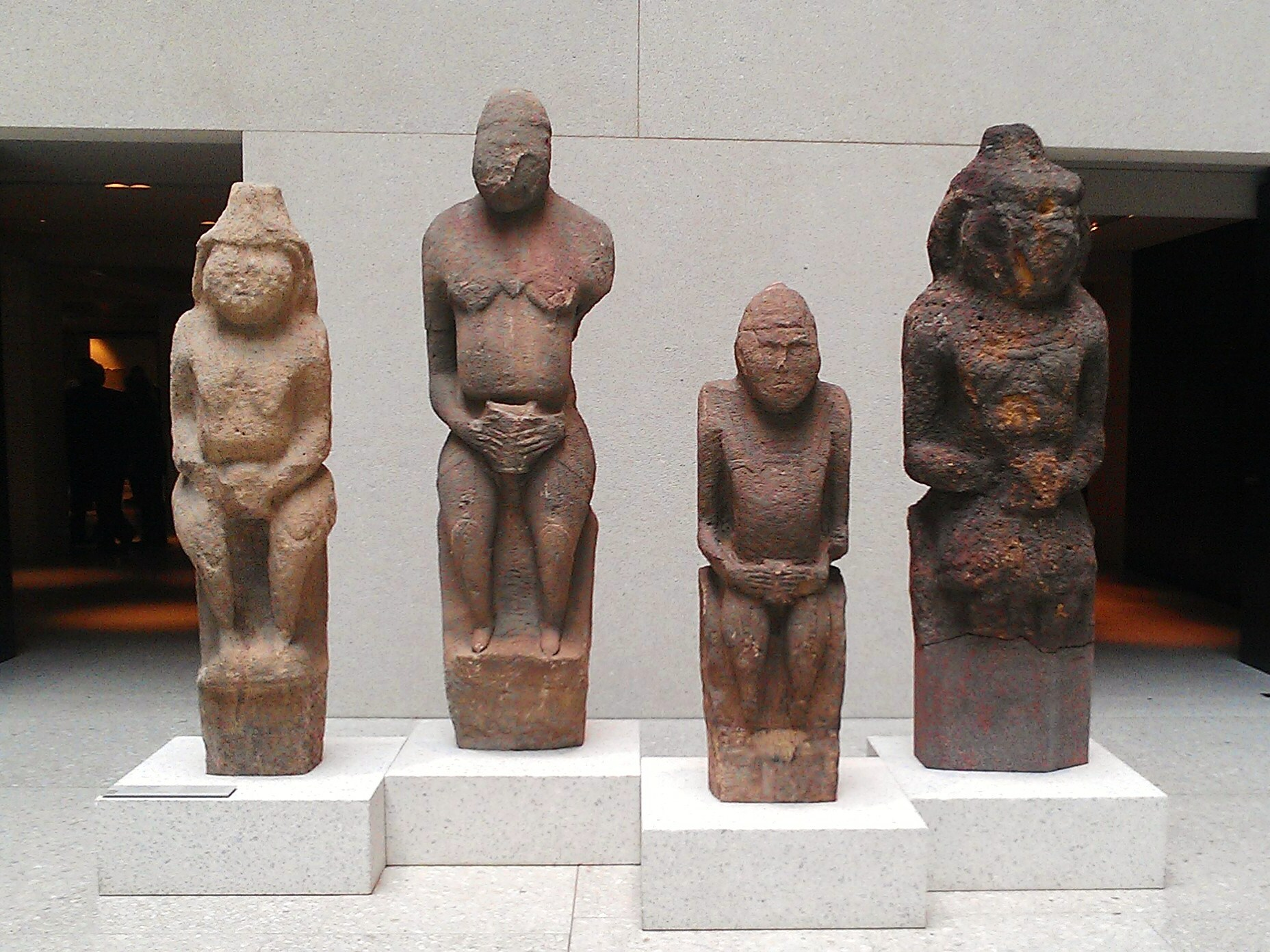
Statue cumane nel museo di Neues in Ucraina, Berlino
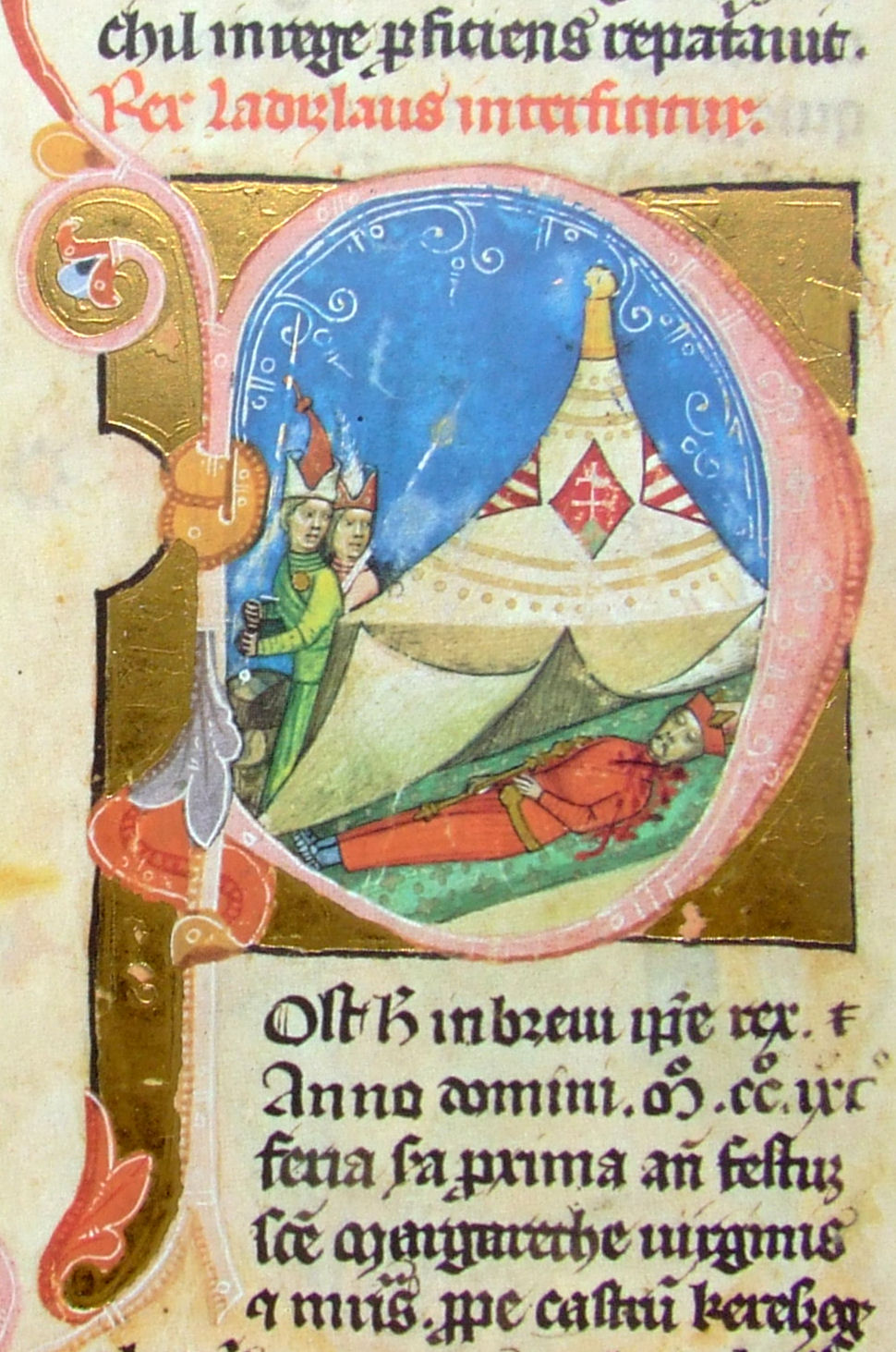
I cumani in un'illustrazione che racconta i riti funebri
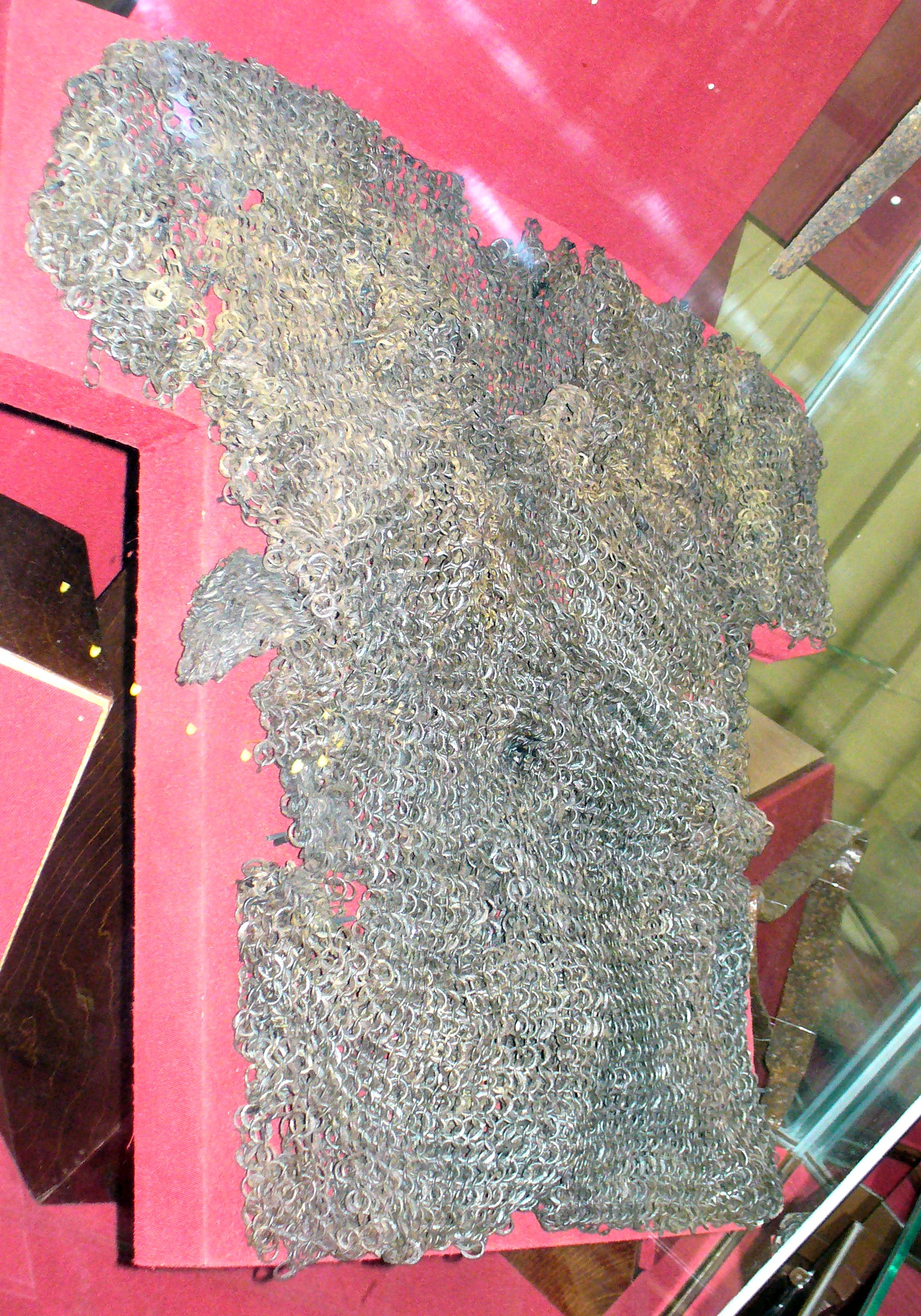
Cotta di maglia cumana
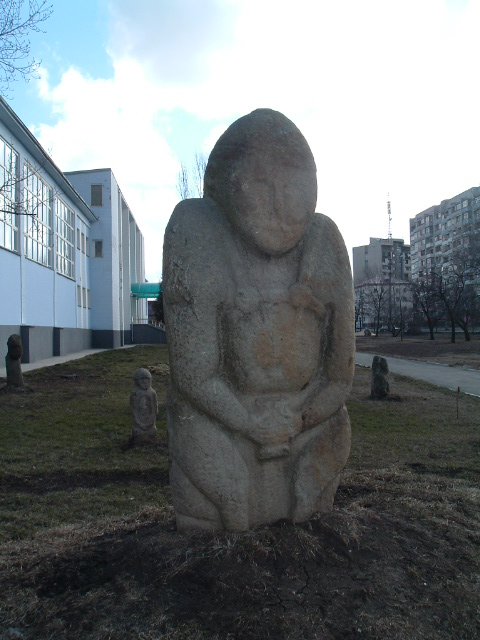
Statua cumana
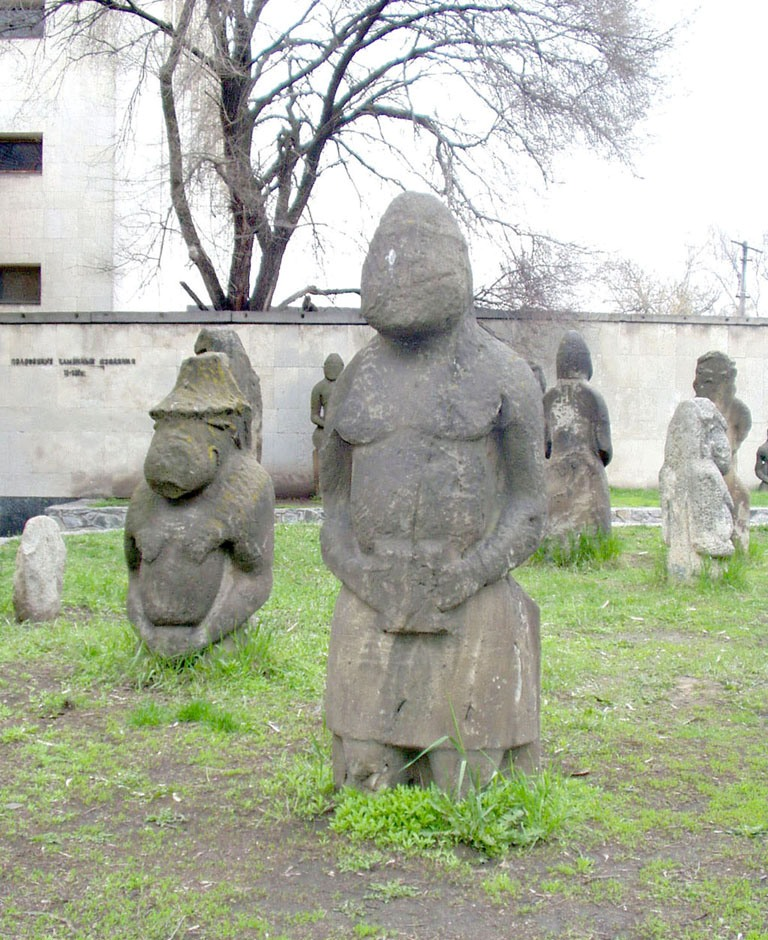
Sculture in stile cumano a Dnipro
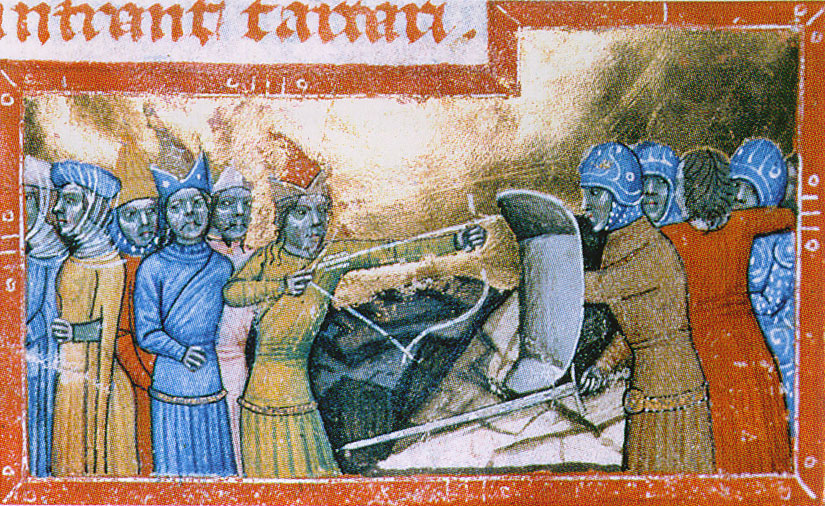
I cumani giungono in Ungheria in un'illustrazione medievale
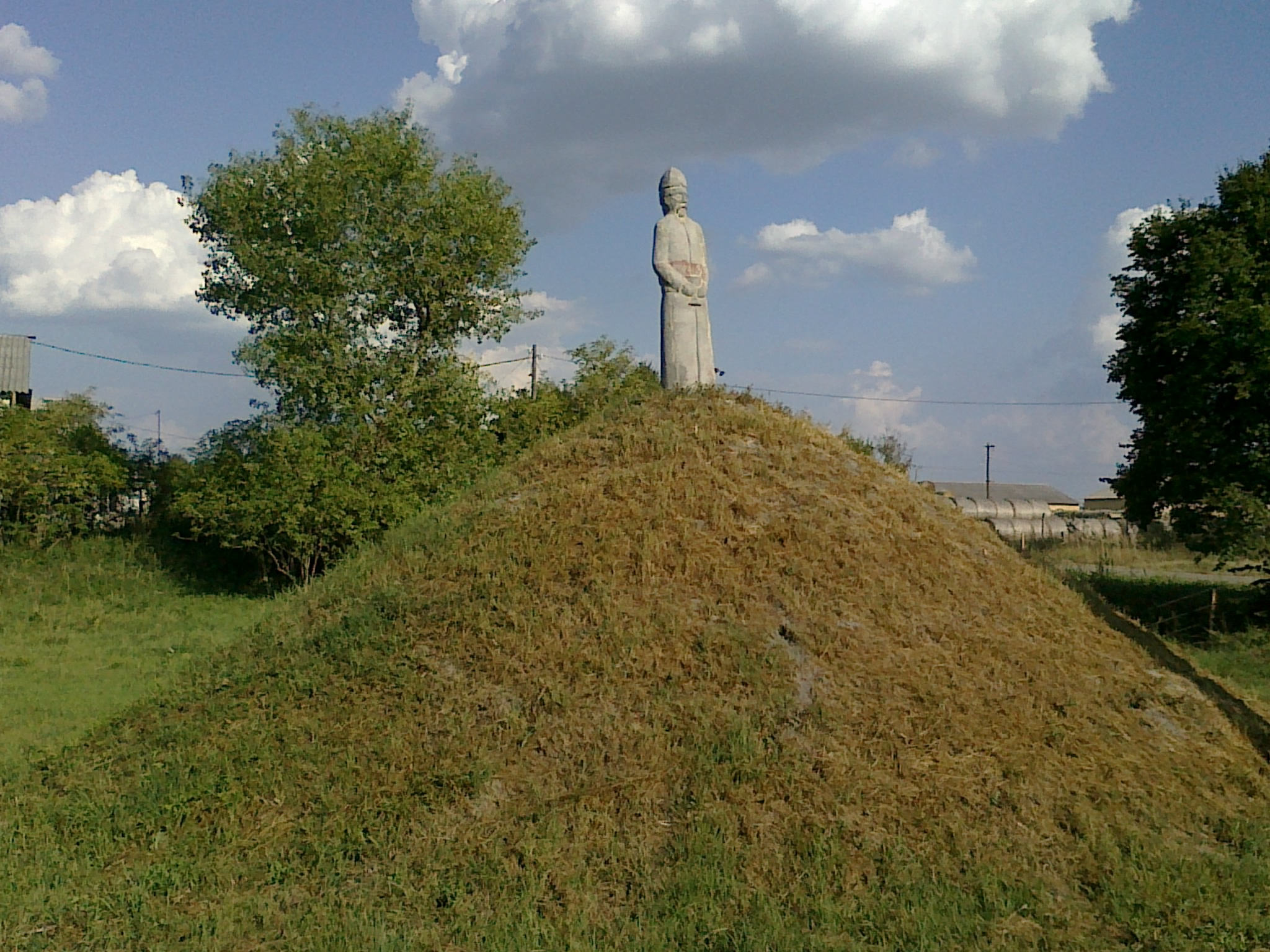
Tumulo funerario in Ungheria
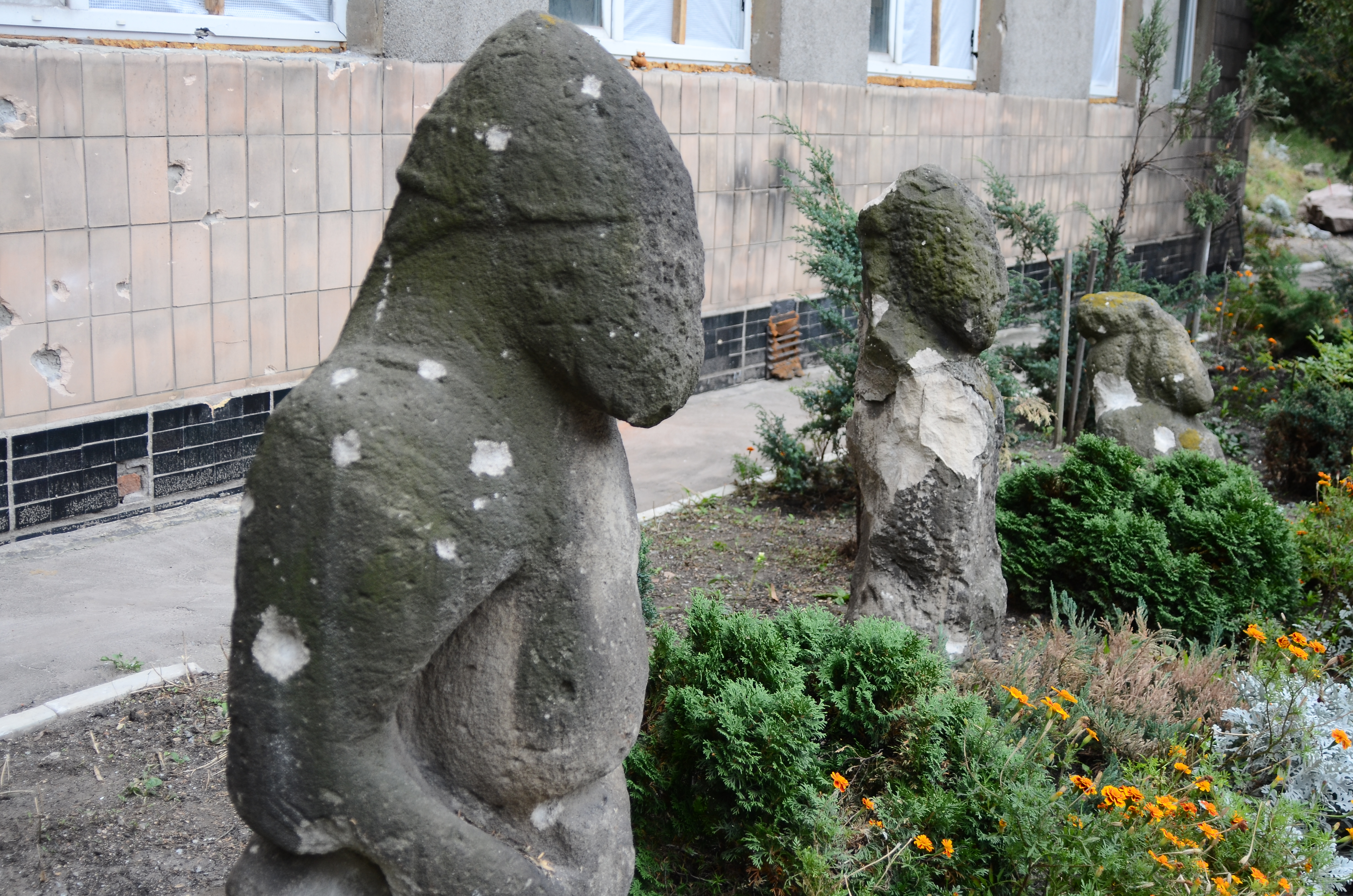
Statue di pietra cumane a Donec'k danneggiate nei combattimenti (22 settembre 2014)